# Liste des monuments historiques de Termonde
Cette page regroupe l'ensemble des monuments classés de la ville belge de Termonde.

## Monuments
| Numéro d'inventaire                          | Statut du classement                         | Objet                                                                                           | Adresse                      | Commune     | Coordonnées                 | Illustration |
| -------------------------------------------- | -------------------------------------------- | ----------------------------------------------------------------------------------------------- | ---------------------------- | ----------- | --------------------------- | ------------ |
| http://inventaris.vioe.be/dibe/relict/48069  | OO000162 OO001122 OO002152                   | (nl) Begijnhofkerk                                                                              | Begijnhof 45                 | Dendermonde |                             |              |
| http://inventaris.vioe.be/dibe/relict/48070  |                                              | (nl) Schoolgebouwen Koninklijk Technisch Atheneum                                               | Begijnhoflaan 1              | Dendermonde |                             |              |
| http://inventaris.vioe.be/dibe/relict/48071  |                                              | (nl) Villa                                                                                      | Begijnhoflaan 3              | Dendermonde |                             |              |
| http://inventaris.vioe.be/dibe/relict/48072  | OO001122 OO001123                            | (nl) Herenhuis                                                                                  | Begijnhoflaan 68             | Dendermonde |                             |              |
| http://inventaris.vioe.be/dibe/relict/48073  |                                              | (nl) Ensemble van drie burgerhuizen                                                             | Beurzestraat 6               | Dendermonde |                             |              |
| http://inventaris.vioe.be/dibe/relict/48073  |                                              | (nl) Ensemble van drie burgerhuizen                                                             | Beurzestraat 8               | Dendermonde |                             |              |
| http://inventaris.vioe.be/dibe/relict/48074  |                                              | (nl) Ensemble van twee arbeidershuizen                                                          | Beurzestraat 9               | Dendermonde |                             |              |
| http://inventaris.vioe.be/dibe/relict/48074  |                                              | (nl) Ensemble van twee arbeidershuizen                                                          | Beurzestraat 11              | Dendermonde |                             |              |
| http://inventaris.vioe.be/dibe/relict/48075  |                                              | (nl) Burgerhuis                                                                                 | Beurzestraat 14              | Dendermonde |                             |              |
| http://inventaris.vioe.be/dibe/relict/48076  |                                              | (nl) Rijhuis, café "Toledo"                                                                     | Bogaerdstraat 3              | Dendermonde |                             |              |
| http://inventaris.vioe.be/dibe/relict/48077  |                                              | (nl) Winkelhuis                                                                                 | Bogaerdstraat 13             | Dendermonde |                             |              |
| http://inventaris.vioe.be/dibe/relict/48077  |                                              | (nl) Winkelhuis                                                                                 | Bogaerdstraat 15             | Dendermonde |                             |              |
| http://inventaris.vioe.be/dibe/relict/48078  |                                              | (nl) Ensemble van twee burgerhuizen                                                             | Bogaerdstraat 18             | Dendermonde |                             |              |
| http://inventaris.vioe.be/dibe/relict/48078  |                                              | (nl) Ensemble van twee burgerhuizen                                                             | Bogaerdstraat 20             | Dendermonde |                             |              |
| http://inventaris.vioe.be/dibe/relict/48079  | OO001662 OO001663                            | (nl) Église Saint-Gilles de Termonde                                                            | Brusselsestraat              | Dendermonde |                             |              |
| http://inventaris.vioe.be/dibe/relict/48082  |                                              | (nl) Burgerhuis                                                                                 | Brusselsestraat 4            | Dendermonde |                             |              |
| http://inventaris.vioe.be/dibe/relict/48083  |                                              | (nl) Burgerhuis                                                                                 | Brusselsestraat 6            | Dendermonde |                             |              |
| http://inventaris.vioe.be/dibe/relict/48084  |                                              | (nl) Burgerhuis                                                                                 | Brusselsestraat 10           | Dendermonde |                             |              |
| http://inventaris.vioe.be/dibe/relict/48085  |                                              | (nl) Burgerhuis                                                                                 | Brusselsestraat 11           | Dendermonde |                             |              |
| http://inventaris.vioe.be/dibe/relict/48086  |                                              | (nl) Burgerhuis                                                                                 | Brusselsestraat 12           | Dendermonde |                             |              |
| http://inventaris.vioe.be/dibe/relict/48087  |                                              | (nl) Burgerhuis met winkel                                                                      | Brusselsestraat 17           | Dendermonde |                             |              |
| http://inventaris.vioe.be/dibe/relict/48088  |                                              | (nl) Ensemble van twee burgerhuizen                                                             | Brusselsestraat 28           | Dendermonde |                             |              |
| http://inventaris.vioe.be/dibe/relict/48088  |                                              | (nl) Ensemble van twee burgerhuizen                                                             | Brusselsestraat 30           | Dendermonde |                             |              |
| http://inventaris.vioe.be/dibe/relict/48089  |                                              | (nl) Herenhuis                                                                                  | Brusselsestraat 34           | Dendermonde |                             |              |
| http://inventaris.vioe.be/dibe/relict/48090  |                                              | (nl) Burgerhuis met winkel                                                                      | Brusselsestraat 35           | Dendermonde |                             |              |
| http://inventaris.vioe.be/dibe/relict/48091  | OO002152                                     | (nl) Ensemble van twee burgerhuizen                                                             | Brusselsestraat 36           | Dendermonde |                             |              |
| http://inventaris.vioe.be/dibe/relict/48091  | OO002152                                     | (nl) Ensemble van twee burgerhuizen                                                             | Brusselsestraat 38           | Dendermonde |                             |              |
| http://inventaris.vioe.be/dibe/relict/48092  |                                              | (nl) Burgerhuis met winkel (voormalig)                                                          | Brusselsestraat 37           | Dendermonde |                             |              |
| http://inventaris.vioe.be/dibe/relict/48092  |                                              | (nl) Burgerhuis met winkel (voormalig)                                                          | Brusselsestraat 39           | Dendermonde |                             |              |
| http://inventaris.vioe.be/dibe/relict/48093  |                                              | (nl) Burgerhuis                                                                                 | Brusselsestraat 40           | Dendermonde |                             |              |
| http://inventaris.vioe.be/dibe/relict/48094  |                                              | (nl) Ensemble van twee burgerhuizen                                                             | Brusselsestraat 44           | Dendermonde |                             |              |
| http://inventaris.vioe.be/dibe/relict/48094  |                                              | (nl) Ensemble van twee burgerhuizen                                                             | Brusselsestraat 46           | Dendermonde |                             |              |
| http://inventaris.vioe.be/dibe/relict/48095  |                                              | (nl) Burgerhuis met winkel                                                                      | Brusselsestraat 48           | Dendermonde |                             |              |
| http://inventaris.vioe.be/dibe/relict/48096  |                                              | (nl) Burgerhuis                                                                                 | Brusselsestraat 62           | Dendermonde |                             |              |
| http://inventaris.vioe.be/dibe/relict/48097  |                                              | (nl) Burgerhuis met winkel                                                                      | Brusselsestraat 66           | Dendermonde |                             |              |
| http://inventaris.vioe.be/dibe/relict/48098  |                                              | (nl) Herenhuis                                                                                  | Brusselsestraat 69           | Dendermonde |                             |              |
| http://inventaris.vioe.be/dibe/relict/48099  |                                              | (nl) Burgerhuis                                                                                 | Brusselsestraat 71           | Dendermonde |                             |              |
| http://inventaris.vioe.be/dibe/relict/48100  |                                              | (nl) Burgerhuis met winkel                                                                      | Brusselsestraat 73           | Dendermonde |                             |              |
| http://inventaris.vioe.be/dibe/relict/48101  |                                              | (nl) Burgerhuis                                                                                 | Brusselsestraat 74           | Dendermonde |                             |              |
| http://inventaris.vioe.be/dibe/relict/48102  |                                              | (nl) Hoekhuis met winkel                                                                        | Brusselsestraat 76           | Dendermonde |                             |              |
| http://inventaris.vioe.be/dibe/relict/48103  |                                              | (nl) Hoekhuis, café "De Witten Hond"                                                            | Brusselsestraat 78           | Dendermonde |                             |              |
| http://inventaris.vioe.be/dibe/relict/48104  |                                              | (nl) Burgerhuis                                                                                 | Brusselsestraat 81           | Dendermonde |                             |              |
| http://inventaris.vioe.be/dibe/relict/48105  |                                              | (nl) Burgerhuis met winkel                                                                      | Brusselsestraat 83           | Dendermonde |                             |              |
| http://inventaris.vioe.be/dibe/relict/48106  |                                              | (nl) Klooster van de zusters maricolen                                                          | Brusselsestraat 88           | Dendermonde |                             |              |
| http://inventaris.vioe.be/dibe/relict/48106  |                                              | (nl) Klooster van de zusters maricolen                                                          | Brusselsestraat 90           | Dendermonde |                             |              |
| http://inventaris.vioe.be/dibe/relict/48107  |                                              | (nl) Herenhuis, nu Koninklijk Technisch Atheneum                                                | Brusselsestraat 97           | Dendermonde |                             |              |
| http://inventaris.vioe.be/dibe/relict/48108  |                                              | (nl) Herenhuis, tweegezinswoning                                                                | Brusselsestraat 99           | Dendermonde |                             |              |
| http://inventaris.vioe.be/dibe/relict/48108  |                                              | (nl) Herenhuis, tweegezinswoning                                                                | Brusselsestraat 101          | Dendermonde |                             |              |
| http://inventaris.vioe.be/dibe/relict/48109  |                                              | (nl) Burgerhuis                                                                                 | Brusselsestraat 105          | Dendermonde |                             |              |
| http://inventaris.vioe.be/dibe/relict/48110  |                                              | (nl) Hoekhuis, taverne "De Pompier"                                                             | Brusselsestraat 106          | Dendermonde |                             |              |
| http://inventaris.vioe.be/dibe/relict/48111  |                                              | (nl) Ensemble van burgerhuizen met winkel                                                       | Brusselsestraat 112          | Dendermonde |                             |              |
| http://inventaris.vioe.be/dibe/relict/48111  |                                              | (nl) Ensemble van burgerhuizen met winkel                                                       | Brusselsestraat 114          | Dendermonde |                             |              |
| http://inventaris.vioe.be/dibe/relict/48112  |                                              | (nl) Burgerhuis                                                                                 | Brusselsestraat 118          | Dendermonde |                             |              |
| http://inventaris.vioe.be/dibe/relict/48113  |                                              | (nl) Herenhuis met winkel                                                                       | Brusselsestraat 120          | Dendermonde |                             |              |
| http://inventaris.vioe.be/dibe/relict/48114  |                                              | (nl) Burgerhuis                                                                                 | Dijkstraat 2                 | Dendermonde |                             |              |
| http://inventaris.vioe.be/dibe/relict/48115  |                                              | (nl) Burgerhuis                                                                                 | Dijkstraat 6                 | Dendermonde |                             |              |
| http://inventaris.vioe.be/dibe/relict/48116  |                                              | (nl) Burgerhuis                                                                                 | Dijkstraat 8                 | Dendermonde |                             |              |
| http://inventaris.vioe.be/dibe/relict/48117  |                                              | (nl) Burgerhuis                                                                                 | Dijkstraat 10                | Dendermonde |                             |              |
| http://inventaris.vioe.be/dibe/relict/48118  |                                              | (nl) Burgerhuis                                                                                 | Dijkstraat 20                | Dendermonde |                             |              |
| http://inventaris.vioe.be/dibe/relict/48119  |                                              | (nl) Burgerhuis                                                                                 | Dijkstraat 23                | Dendermonde |                             |              |
| http://inventaris.vioe.be/dibe/relict/48120  |                                              | (nl) Twee burgerhuizen                                                                          | Dijkstraat 25                | Dendermonde |                             |              |
| http://inventaris.vioe.be/dibe/relict/48120  |                                              | (nl) Twee burgerhuizen                                                                          | Dijkstraat 27                | Dendermonde |                             |              |
| http://inventaris.vioe.be/dibe/relict/48121  |                                              | (nl) Burgerhuis                                                                                 | Dijkstraat 29                | Dendermonde |                             |              |
| http://inventaris.vioe.be/dibe/relict/48122  |                                              | (nl) Burgerhuis                                                                                 | Dijkstraat 31                | Dendermonde |                             |              |
| http://inventaris.vioe.be/dibe/relict/48123  |                                              | (nl) Ensemble van drie huizen                                                                   | Dijkstraat 33                | Dendermonde |                             |              |
| http://inventaris.vioe.be/dibe/relict/48123  |                                              | (nl) Ensemble van drie huizen                                                                   | Dijkstraat 35                | Dendermonde |                             |              |
| http://inventaris.vioe.be/dibe/relict/48123  |                                              | (nl) Ensemble van drie huizen                                                                   | Dijkstraat 37                | Dendermonde |                             |              |
| http://inventaris.vioe.be/dibe/relict/48124  |                                              | (nl) Burgerhuis                                                                                 | Dijkstraat 48                | Dendermonde |                             |              |
| http://inventaris.vioe.be/dibe/relict/48125  |                                              | (nl) Ensemble van twee burgerhuizen                                                             | Dijkstraat 49                | Dendermonde |                             |              |
| http://inventaris.vioe.be/dibe/relict/48125  |                                              | (nl) Ensemble van twee burgerhuizen                                                             | Dijkstraat 51                | Dendermonde |                             |              |
| http://inventaris.vioe.be/dibe/relict/48126  |                                              | (nl) Burgerhuis                                                                                 | Dijkstraat 53                | Dendermonde |                             |              |
| http://inventaris.vioe.be/dibe/relict/48127  |                                              | (nl) Café "'t Voorlaatste"                                                                      | Dijkstraat 83/1              | Dendermonde |                             |              |
| http://inventaris.vioe.be/dibe/relict/48127  |                                              | (nl) Café "'t Voorlaatste"                                                                      | Dijkstraat 83/2              | Dendermonde |                             |              |
| http://inventaris.vioe.be/dibe/relict/48128  | OO001917                                     | (nl) Koninklijke Academie                                                                       | Dijkstraat 91                | Dendermonde |                             |              |
| http://inventaris.vioe.be/dibe/relict/48128  | OO001917                                     | (nl) Koninklijke Academie                                                                       | Dijkstraat 93                | Dendermonde |                             |              |
| http://inventaris.vioe.be/dibe/relict/48129  |                                              | (nl) Burgerhuis                                                                                 | Dijkstraat 112               | Dendermonde |                             |              |
| http://inventaris.vioe.be/dibe/relict/48130  |                                              | (nl) Herenhuis                                                                                  | Dijkstraat 116               | Dendermonde |                             |              |
| http://inventaris.vioe.be/dibe/relict/48130  |                                              | (nl) Herenhuis                                                                                  | Dijkstraat 118               | Dendermonde |                             |              |
| http://inventaris.vioe.be/dibe/relict/48131  |                                              | (nl) Burgerhuis                                                                                 | Emiel Van Winckellaan 1      | Dendermonde |                             |              |
| http://inventaris.vioe.be/dibe/relict/48132  |                                              | (nl) Burgerhuis                                                                                 | Emiel Van Winckellaan 3      | Dendermonde |                             |              |
| http://inventaris.vioe.be/dibe/relict/48133  |                                              | (nl) Burgerhuis                                                                                 | Emiel Van Winckellaan 5      | Dendermonde |                             |              |
| http://inventaris.vioe.be/dibe/relict/48134  |                                              | (nl) Vrij Technisch Instituut                                                                   | Emiel Van Winckellaan 6      | Dendermonde |                             |              |
| http://inventaris.vioe.be/dibe/relict/48135  |                                              | (nl) Burgerhuis                                                                                 | Emiel Van Winckellaan 7      | Dendermonde |                             |              |
| http://inventaris.vioe.be/dibe/relict/48136  |                                              | (nl) Burgerhuis                                                                                 | Emiel Van Winckellaan 12     | Dendermonde |                             |              |
| http://inventaris.vioe.be/dibe/relict/48137  |                                              | (nl) Burgerhuis                                                                                 | Emiel Van Winckellaan 13     | Dendermonde |                             |              |
| http://inventaris.vioe.be/dibe/relict/48138  |                                              | (nl) Burgerhuis                                                                                 | Emiel Van Winckellaan 14     | Dendermonde |                             |              |
| http://inventaris.vioe.be/dibe/relict/48139  |                                              | (nl) Burgerhuis                                                                                 | Emiel Van Winckellaan 16     | Dendermonde |                             |              |
| http://inventaris.vioe.be/dibe/relict/48140  |                                              | (nl) Burgerhuis                                                                                 | Emiel Van Winckellaan 23     | Dendermonde |                             |              |
| http://inventaris.vioe.be/dibe/relict/48141  |                                              | (nl) Herenhuis                                                                                  | Emiel Van Winckellaan 25     | Dendermonde |                             |              |
| http://inventaris.vioe.be/dibe/relict/48143  |                                              | (nl) Burgerhuis                                                                                 | Emiel Van Winckellaan 48     | Dendermonde |                             |              |
| http://inventaris.vioe.be/dibe/relict/48144  |                                              | (nl) Burgerhuis                                                                                 | Emiel Van Winckellaan 62     | Dendermonde |                             |              |
| http://inventaris.vioe.be/dibe/relict/48145  |                                              | (nl) Standbeeld Baron Franz Courtens                                                            | Franz Courtensstraat         | Dendermonde |                             |              |
| http://inventaris.vioe.be/dibe/relict/48146  |                                              | (nl) Burgerhuis                                                                                 | Franz Courtensstraat 2       | Dendermonde |                             |              |
| http://inventaris.vioe.be/dibe/relict/48147  |                                              | (nl) Hoekpand                                                                                   | Franz Courtensstraat 3       | Dendermonde |                             |              |
| http://inventaris.vioe.be/dibe/relict/48147  |                                              | (nl) Hoekpand                                                                                   | Franz Courtensstraat 4       | Dendermonde |                             |              |
| http://inventaris.vioe.be/dibe/relict/48147  |                                              | (nl) Hoekpand                                                                                   | Kazernestraat 5              | Dendermonde |                             |              |
| http://inventaris.vioe.be/dibe/relict/48148  |                                              | (nl) Hoekhuis                                                                                   | Franz Courtensstraat 5       | Dendermonde |                             |              |
| http://inventaris.vioe.be/dibe/relict/48148  |                                              | (nl) Hoekhuis                                                                                   | Kazernestraat 2              | Dendermonde |                             |              |
| http://inventaris.vioe.be/dibe/relict/48149  |                                              | (nl) Ensemble van drie huizen                                                                   | Franz Courtensstraat 7       | Dendermonde |                             |              |
| http://inventaris.vioe.be/dibe/relict/48149  |                                              | (nl) Ensemble van drie huizen                                                                   | Franz Courtensstraat 8       | Dendermonde |                             |              |
| http://inventaris.vioe.be/dibe/relict/48149  |                                              | (nl) Ensemble van drie huizen                                                                   | Franz Courtensstraat 9       | Dendermonde |                             |              |
| http://inventaris.vioe.be/dibe/relict/48149  |                                              | (nl) Ensemble van drie huizen                                                                   | Franz Courtensstraat 10      | Dendermonde |                             |              |
| http://inventaris.vioe.be/dibe/relict/48150  |                                              | (nl) Burgerhuis                                                                                 | Franz Courtensstraat 14      | Dendermonde |                             |              |
| http://inventaris.vioe.be/dibe/relict/48151  |                                              | (nl) Burgerhuis                                                                                 | Franz Courtensstraat 18      | Dendermonde |                             |              |
| http://inventaris.vioe.be/dibe/relict/48152  |                                              | (nl) Burgerhuis                                                                                 | Franz Courtensstraat 20      | Dendermonde |                             |              |
| http://inventaris.vioe.be/dibe/relict/48153  |                                              | (nl) Handelspand                                                                                | Franz Courtensstraat 25      | Dendermonde |                             |              |
| http://inventaris.vioe.be/dibe/relict/48154  |                                              | (nl) Burgerhuis                                                                                 | Franz Courtensstraat 26      | Dendermonde |                             |              |
| http://inventaris.vioe.be/dibe/relict/48155  |                                              | (nl) Burgerhuis                                                                                 | Franz Courtensstraat 27      | Dendermonde |                             |              |
| http://inventaris.vioe.be/dibe/relict/48156  |                                              | (nl) Burgerhuis                                                                                 | Franz Courtensstraat 29      | Dendermonde |                             |              |
| http://inventaris.vioe.be/dibe/relict/48157  |                                              | (nl) Burgerhuis, voormalig café                                                                 | Franz Courtensstraat 31      | Dendermonde |                             |              |
| http://inventaris.vioe.be/dibe/relict/48158  |                                              | (nl) Burgerhuis                                                                                 | Franz Courtensstraat 33      | Dendermonde |                             |              |
| http://inventaris.vioe.be/dibe/relict/48159  | OO002951                                     | (nl) Deel van huis Baillon                                                                      | Sint-Rochusstraat 58         | Dendermonde |                             |              |
| http://inventaris.vioe.be/dibe/relict/48160  |                                              | (nl) Ensemble van drie huizen                                                                   | Gentsesteenweg 17            | Dendermonde |                             |              |
| http://inventaris.vioe.be/dibe/relict/48160  |                                              | (nl) Ensemble van drie huizen                                                                   | Gentsesteenweg 19            | Dendermonde |                             |              |
| http://inventaris.vioe.be/dibe/relict/48160  |                                              | (nl) Ensemble van drie huizen                                                                   | Gentsesteenweg 21            | Dendermonde |                             |              |
| http://inventaris.vioe.be/dibe/relict/48161  |                                              | (nl) Huis "Het Schijf"                                                                          | Gentsesteenweg 115           | Dendermonde |                             |              |
| http://inventaris.vioe.be/dibe/relict/48161  |                                              | (nl) Huis "Het Schijf"                                                                          | Gentsesteenweg 117           | Dendermonde |                             |              |
| http://inventaris.vioe.be/dibe/relict/48161  |                                              | (nl) Huis "Het Schijf"                                                                          | Gentsesteenweg 119           | Dendermonde |                             |              |
| http://inventaris.vioe.be/dibe/relict/48162  |                                              | (nl) Villa                                                                                      | Gentsesteenweg 118           | Dendermonde |                             |              |
| http://inventaris.vioe.be/dibe/relict/48162  |                                              | (nl) Villa                                                                                      | Gentsesteenweg 120           | Dendermonde |                             |              |
| http://inventaris.vioe.be/dibe/relict/48163  |                                              | (nl) Ensemble van twee enkelhuizen                                                              | Gentsesteenweg 149           | Dendermonde |                             |              |
| http://inventaris.vioe.be/dibe/relict/48163  |                                              | (nl) Ensemble van twee enkelhuizen                                                              | Gentsesteenweg 151           | Dendermonde |                             |              |
| http://inventaris.vioe.be/dibe/relict/48164  |                                              | (nl) Villa                                                                                      | Gentsesteenweg 155           | Dendermonde |                             |              |
| http://inventaris.vioe.be/dibe/relict/48165  |                                              | (nl) Hof ter Brempt                                                                             | Hof ter Bremptstraat 21      | Dendermonde |                             |              |
| http://inventaris.vioe.be/dibe/relict/48166  |                                              | (nl) Café "Justitiepaleis"                                                                      | Justitieplein 3              | Dendermonde |                             |              |
| http://inventaris.vioe.be/dibe/relict/48167  | OO000413 OO000414                            | Palais de justice (nl) Gerechtsgebouw                                                           | Justitieplein 2              | Dendermonde |                             |              |
| http://inventaris.vioe.be/dibe/relict/48168  |                                              | (nl) Ensemble van vijf woningen                                                                 | Kalendijk 1                  | Dendermonde |                             |              |
| http://inventaris.vioe.be/dibe/relict/48168  |                                              | (nl) Ensemble van vijf woningen                                                                 | Kalendijk 2                  | Dendermonde |                             |              |
| http://inventaris.vioe.be/dibe/relict/48168  |                                              | (nl) Ensemble van vijf woningen                                                                 | Kalendijk 3                  | Dendermonde |                             |              |
| http://inventaris.vioe.be/dibe/relict/48168  |                                              | (nl) Ensemble van vijf woningen                                                                 | Kalendijk 4                  | Dendermonde |                             |              |
| http://inventaris.vioe.be/dibe/relict/48168  |                                              | (nl) Ensemble van vijf woningen                                                                 | Kalendijk 5                  | Dendermonde |                             |              |
| http://inventaris.vioe.be/dibe/relict/48169  |                                              | (nl) Burgerhuis                                                                                 | Kalendijk 25                 | Dendermonde |                             |              |
| http://inventaris.vioe.be/dibe/relict/48170  |                                              | (nl) Kapittelhuis                                                                               | Kapittelstraat 7             | Dendermonde |                             |              |
| http://inventaris.vioe.be/dibe/relict/48170  |                                              | (nl) Kapittelhuis                                                                               | Kapittelstraat 9             | Dendermonde |                             |              |
| http://inventaris.vioe.be/dibe/relict/48171  |                                              | (nl) Rijhuis                                                                                    | Kapittelstraat 27            | Dendermonde |                             |              |
| http://inventaris.vioe.be/dibe/relict/48172  |                                              | (nl) Hoekhuis                                                                                   | Kasteelstraat 1              | Dendermonde |                             |              |
| http://inventaris.vioe.be/dibe/relict/48173  |                                              | (nl) Burgerhuis                                                                                 | Kasteelstraat 8              | Dendermonde |                             |              |
| http://inventaris.vioe.be/dibe/relict/48174  |                                              | (nl) Burgerhuis                                                                                 | Kasteelstraat 9              | Dendermonde |                             |              |
| http://inventaris.vioe.be/dibe/relict/48175  |                                              | (nl) Burgerhuizen                                                                               | Kasteelstraat 10             | Dendermonde |                             |              |
| http://inventaris.vioe.be/dibe/relict/48175  |                                              | (nl) Burgerhuizen                                                                               | Kasteelstraat 11             | Dendermonde |                             |              |
| http://inventaris.vioe.be/dibe/relict/48176  |                                              | (nl) Burgerhuis                                                                                 | Kasteelstraat 12             | Dendermonde |                             |              |
| http://inventaris.vioe.be/dibe/relict/48177  |                                              | (nl) Samenstel van twee burgerhuizen                                                            | Kasteelstraat 13             | Dendermonde |                             |              |
| http://inventaris.vioe.be/dibe/relict/48177  |                                              | (nl) Samenstel van twee burgerhuizen                                                            | Kasteelstraat 14             | Dendermonde |                             |              |
| http://inventaris.vioe.be/dibe/relict/48178  |                                              | (nl) Burgerhuis                                                                                 | Kasteelstraat 15             | Dendermonde |                             |              |
| http://inventaris.vioe.be/dibe/relict/48179  |                                              | (nl) Burgerhuis                                                                                 | Kazernestraat 8              | Dendermonde |                             |              |
| http://inventaris.vioe.be/dibe/relict/48180  |                                              | (nl) Ensemble van vijf burgerhuizen                                                             | Kazernestraat 10             | Dendermonde |                             |              |
| http://inventaris.vioe.be/dibe/relict/48180  |                                              | (nl) Ensemble van vijf burgerhuizen                                                             | Kazernestraat 12             | Dendermonde |                             |              |
| http://inventaris.vioe.be/dibe/relict/48180  |                                              | (nl) Ensemble van vijf burgerhuizen                                                             | Kazernestraat 14             | Dendermonde |                             |              |
| http://inventaris.vioe.be/dibe/relict/48180  |                                              | (nl) Ensemble van vijf burgerhuizen                                                             | Kazernestraat 16             | Dendermonde |                             |              |
| http://inventaris.vioe.be/dibe/relict/48180  |                                              | (nl) Ensemble van vijf burgerhuizen                                                             | Kazernestraat 18             | Dendermonde |                             |              |
| http://inventaris.vioe.be/dibe/relict/48181  |                                              | (nl) Burgerhuis                                                                                 | Kazernestraat 20             | Dendermonde |                             |              |
| http://inventaris.vioe.be/dibe/relict/48182  |                                              | (nl) Bedrijfsgebouw (voormalig)                                                                 | Kazernestraat 13             | Dendermonde |                             |              |
| http://inventaris.vioe.be/dibe/relict/48182  |                                              | (nl) Bedrijfsgebouw (voormalig)                                                                 | Kazernestraat 15             | Dendermonde |                             |              |
| http://inventaris.vioe.be/dibe/relict/48182  |                                              | (nl) Bedrijfsgebouw (voormalig)                                                                 | Kazernestraat 17             | Dendermonde |                             |              |
| http://inventaris.vioe.be/dibe/relict/48183  |                                              | (nl) Burgerhuis                                                                                 | Kerkstraat 6                 | Dendermonde |                             |              |
| http://inventaris.vioe.be/dibe/relict/48184  |                                              | (nl) Burgerhuis                                                                                 | Kerkstraat 70                | Dendermonde |                             |              |
| http://inventaris.vioe.be/dibe/relict/48185  |                                              | (nl) Burgerhuis                                                                                 | Kerkstraat 77                | Dendermonde |                             |              |
| http://inventaris.vioe.be/dibe/relict/48186  |                                              | (nl) Samenstel van drie huizen                                                                  | Kerkstraat 78                | Dendermonde |                             |              |
| http://inventaris.vioe.be/dibe/relict/48186  |                                              | (nl) Samenstel van drie huizen                                                                  | Kerkstraat 80                | Dendermonde |                             |              |
| http://inventaris.vioe.be/dibe/relict/48186  |                                              | (nl) Samenstel van drie huizen                                                                  | Kerkstraat 82                | Dendermonde |                             |              |
| http://inventaris.vioe.be/dibe/relict/48187  |                                              | (nl) Rijhuis                                                                                    | Kerkstraat 84                | Dendermonde |                             |              |
| http://inventaris.vioe.be/dibe/relict/48188  |                                              | (nl) Burgerhuis                                                                                 | Kerkstraat 87                | Dendermonde |                             |              |
| http://inventaris.vioe.be/dibe/relict/48189  |                                              | (nl) Hoekhuis                                                                                   | Kerkstraat 93                | Dendermonde |                             |              |
| http://inventaris.vioe.be/dibe/relict/48190  |                                              | (nl) Burgerhuis                                                                                 | Kerkstraat 90                | Dendermonde |                             |              |
| http://inventaris.vioe.be/dibe/relict/48191  |                                              | (nl) Burgerhuis                                                                                 | Kerkstraat 91                | Dendermonde |                             |              |
| http://inventaris.vioe.be/dibe/relict/48192  |                                              | (nl) Herenhuis                                                                                  | Kerkstraat 92                | Dendermonde |                             |              |
| http://inventaris.vioe.be/dibe/relict/48193  |                                              | (nl) Ensemble van twee arbeidershuizen                                                          | Leo Bruynincxstraat 17       | Dendermonde |                             |              |
| http://inventaris.vioe.be/dibe/relict/48193  |                                              | (nl) Ensemble van twee arbeidershuizen                                                          | Leo Bruynincxstraat 19       | Dendermonde |                             |              |
| http://inventaris.vioe.be/dibe/relict/48194  |                                              | (nl) Samenstel van twee burgerhuizen                                                            | Kerkstraat 94                | Dendermonde |                             |              |
| http://inventaris.vioe.be/dibe/relict/48194  |                                              | (nl) Samenstel van twee burgerhuizen                                                            | Kerkstraat 96                | Dendermonde |                             |              |
| http://inventaris.vioe.be/dibe/relict/48195  |                                              | (nl) Burgerhuis                                                                                 | Kerkstraat 98                | Dendermonde |                             |              |
| http://inventaris.vioe.be/dibe/relict/48196  |                                              | (nl) Sint-Blasiusgasthuis, thans OCMW                                                           | Kerkstraat 115               | Dendermonde |                             |              |
| http://inventaris.vioe.be/dibe/relict/48197  |                                              | (nl) Burgerhuis                                                                                 | Sas 5                        | Dendermonde |                             |              |
| http://inventaris.vioe.be/dibe/relict/48199  |                                              | (nl) Arbeidershuis                                                                              | Leo Bruynincxstraat 34       | Dendermonde |                             |              |
| http://inventaris.vioe.be/dibe/relict/48200  |                                              | (nl) Rijhuis                                                                                    | Leo Bruynincxstraat 1        | Dendermonde |                             |              |
| http://inventaris.vioe.be/dibe/relict/48201  |                                              | (nl) Hoekhuis                                                                                   | Zwijvickstraat 25            | Dendermonde |                             |              |
| http://inventaris.vioe.be/dibe/relict/48202  |                                              | (nl) Ensemble van drie arbeidershuizen                                                          | Leo Bruynincxstraat 5        | Dendermonde |                             |              |
| http://inventaris.vioe.be/dibe/relict/48202  |                                              | (nl) Ensemble van drie arbeidershuizen                                                          | Leo Bruynincxstraat 7        | Dendermonde |                             |              |
| http://inventaris.vioe.be/dibe/relict/48202  |                                              | (nl) Ensemble van drie arbeidershuizen                                                          | Leo Bruynincxstraat 9        | Dendermonde |                             |              |
| http://inventaris.vioe.be/dibe/relict/48203  |                                              | (nl) Ensemble van vier arbeidershuizen                                                          | Leo Bruynincxstraat 4        | Dendermonde |                             |              |
| http://inventaris.vioe.be/dibe/relict/48203  |                                              | (nl) Ensemble van vier arbeidershuizen                                                          | Leo Bruynincxstraat 6        | Dendermonde |                             |              |
| http://inventaris.vioe.be/dibe/relict/48203  |                                              | (nl) Ensemble van vier arbeidershuizen                                                          | Leo Bruynincxstraat 8        | Dendermonde |                             |              |
| http://inventaris.vioe.be/dibe/relict/48203  |                                              | (nl) Ensemble van vier arbeidershuizen                                                          | Leo Bruynincxstraat 10       | Dendermonde |                             |              |
| http://inventaris.vioe.be/dibe/relict/48204  |                                              | (nl) Ensemble van twee rijhuizen                                                                | Leo Bruynincxstraat 12       | Dendermonde |                             |              |
| http://inventaris.vioe.be/dibe/relict/48204  |                                              | (nl) Ensemble van twee rijhuizen                                                                | Leo Bruynincxstraat 14       | Dendermonde |                             |              |
| http://inventaris.vioe.be/dibe/relict/48205  |                                              | (nl) Burgerhuis                                                                                 | Leo Bruynincxstraat 18       | Dendermonde |                             |              |
| http://inventaris.vioe.be/dibe/relict/48206  |                                              | (nl) Burgerhuis                                                                                 | Leo Bruynincxstraat 20       | Dendermonde |                             |              |
| http://inventaris.vioe.be/dibe/relict/48207  |                                              | (nl) Ensemble van drie arbeidershuizen                                                          | Leo Bruynincxstraat 28       | Dendermonde |                             |              |
| http://inventaris.vioe.be/dibe/relict/48207  |                                              | (nl) Ensemble van drie arbeidershuizen                                                          | Leo Bruynincxstraat 30       | Dendermonde |                             |              |
| http://inventaris.vioe.be/dibe/relict/48207  |                                              | (nl) Ensemble van drie arbeidershuizen                                                          | Leo Bruynincxstraat 32       | Dendermonde |                             |              |
| http://inventaris.vioe.be/dibe/relict/48208  |                                              | (nl) Ensemble van drie arbeidershuizen                                                          | Leo Bruynincxstraat 31       | Dendermonde |                             |              |
| http://inventaris.vioe.be/dibe/relict/48208  |                                              | (nl) Ensemble van drie arbeidershuizen                                                          | Leo Bruynincxstraat 33       | Dendermonde |                             |              |
| http://inventaris.vioe.be/dibe/relict/48208  |                                              | (nl) Ensemble van drie arbeidershuizen                                                          | Leo Bruynincxstraat 35       | Dendermonde |                             |              |
| http://inventaris.vioe.be/dibe/relict/48209  |                                              | (nl) Ensemble van drie arbeidershuizen                                                          | Leo Bruynincxstraat 36       | Dendermonde |                             |              |
| http://inventaris.vioe.be/dibe/relict/48209  |                                              | (nl) Ensemble van drie arbeidershuizen                                                          | Leo Bruynincxstraat 38       | Dendermonde |                             |              |
| http://inventaris.vioe.be/dibe/relict/48209  |                                              | (nl) Ensemble van drie arbeidershuizen                                                          | Leo Bruynincxstraat 40       | Dendermonde |                             |              |
| http://inventaris.vioe.be/dibe/relict/48210  |                                              | (nl) Arbeidershuis                                                                              | Leo Bruynincxstraat 42       | Dendermonde |                             |              |
| http://inventaris.vioe.be/dibe/relict/48211  |                                              | (nl) Arbeidershuis                                                                              | Leo Bruynincxstraat 44-46    | Dendermonde |                             |              |
| http://inventaris.vioe.be/dibe/relict/48213  |                                              | (nl) Ensemble van twee burgerhuizen                                                             | Leopold II laan 1            | Dendermonde |                             |              |
| http://inventaris.vioe.be/dibe/relict/48213  |                                              | (nl) Ensemble van twee burgerhuizen                                                             | Leopold II laan 3            | Dendermonde |                             |              |
| http://inventaris.vioe.be/dibe/relict/48214  |                                              | (nl) Ensemble van vijf huizen                                                                   | Leopold II laan 23           | Dendermonde |                             |              |
| http://inventaris.vioe.be/dibe/relict/48214  |                                              | (nl) Ensemble van vijf huizen                                                                   | Leopold II laan 25           | Dendermonde |                             |              |
| http://inventaris.vioe.be/dibe/relict/48214  |                                              | (nl) Ensemble van vijf huizen                                                                   | Leopold II laan 27           | Dendermonde |                             |              |
| http://inventaris.vioe.be/dibe/relict/48214  |                                              | (nl) Ensemble van vijf huizen                                                                   | Leopold II laan 29           | Dendermonde |                             |              |
| http://inventaris.vioe.be/dibe/relict/48214  |                                              | (nl) Ensemble van vijf huizen                                                                   | Leopold II laan 31           | Dendermonde |                             |              |
| http://inventaris.vioe.be/dibe/relict/48215  |                                              | (nl) Ensemble van drie burgerhuizen                                                             | Leopold II laan 33           | Dendermonde |                             |              |
| http://inventaris.vioe.be/dibe/relict/48215  |                                              | (nl) Ensemble van drie burgerhuizen                                                             | Leopold II laan 35           | Dendermonde |                             |              |
| http://inventaris.vioe.be/dibe/relict/48215  |                                              | (nl) Ensemble van drie burgerhuizen                                                             | Leopold II laan 37           | Dendermonde |                             |              |
| http://inventaris.vioe.be/dibe/relict/48218  |                                              | (nl) Burgerhuis                                                                                 | Leopold II laan 39           | Dendermonde |                             |              |
| http://inventaris.vioe.be/dibe/relict/48219  |                                              | (nl) Burgerhuis                                                                                 | Leopold II laan 85           | Dendermonde |                             |              |
| http://inventaris.vioe.be/dibe/relict/48220  |                                              | (nl) Ensemble van twee burgerhuizen                                                             | Lindanusstraat 7             | Dendermonde |                             |              |
| http://inventaris.vioe.be/dibe/relict/48220  |                                              | (nl) Ensemble van twee burgerhuizen                                                             | Lindanusstraat 9             | Dendermonde |                             |              |
| http://inventaris.vioe.be/dibe/relict/48221  |                                              | (nl) Ensemble van twee huizen                                                                   | Lindanusstraat 26            | Dendermonde |                             |              |
| http://inventaris.vioe.be/dibe/relict/48221  |                                              | (nl) Ensemble van twee huizen                                                                   | Lindanusstraat 28            | Dendermonde |                             |              |
| http://inventaris.vioe.be/dibe/relict/48222  |                                              | (nl) Complex "Katholiek Fabriek"                                                                | Lindanusstraat 29            | Dendermonde |                             |              |
| http://inventaris.vioe.be/dibe/relict/48223  |                                              | (nl) Burgerhuis                                                                                 | Lindanusstraat 39            | Dendermonde |                             |              |
| http://inventaris.vioe.be/dibe/relict/48225  |                                              | (nl) Burgerhuis                                                                                 | Nachtegaalstraat 27          | Dendermonde |                             |              |
| http://inventaris.vioe.be/dibe/relict/48226  |                                              | (nl) Ensemble van twee arbeidershuizen                                                          | Lindanusstraat 98            | Dendermonde |                             |              |
| http://inventaris.vioe.be/dibe/relict/48226  |                                              | (nl) Ensemble van twee arbeidershuizen                                                          | Lindanusstraat 100           | Dendermonde |                             |              |
| http://inventaris.vioe.be/dibe/relict/48227  |                                              | (nl) Ensemble van twee burgerhuizen                                                             | Nachtegaalstraat 23          | Dendermonde |                             |              |
| http://inventaris.vioe.be/dibe/relict/48227  |                                              | (nl) Ensemble van twee burgerhuizen                                                             | Nachtegaalstraat 25          | Dendermonde |                             |              |
| http://inventaris.vioe.be/dibe/relict/48228  |                                              | (nl) Hoekhuis                                                                                   | Lodewijk Dosfelstraat 1-3    | Dendermonde |                             |              |
| http://inventaris.vioe.be/dibe/relict/48228  |                                              | (nl) Hoekhuis                                                                                   | Gentsesteenweg 2             | Dendermonde |                             |              |
| http://inventaris.vioe.be/dibe/relict/48229  |                                              | (nl) Ensemble van huizen                                                                        | Lodewijk Dosfelstraat 2      | Dendermonde |                             |              |
| http://inventaris.vioe.be/dibe/relict/48229  |                                              | (nl) Ensemble van huizen                                                                        | Lodewijk Dosfelstraat 4      | Dendermonde |                             |              |
| http://inventaris.vioe.be/dibe/relict/48229  |                                              | (nl) Ensemble van huizen                                                                        | Lodewijk Dosfelstraat 6      | Dendermonde |                             |              |
| http://inventaris.vioe.be/dibe/relict/48229  |                                              | (nl) Ensemble van huizen                                                                        | Lodewijk Dosfelstraat 8      | Dendermonde |                             |              |
| http://inventaris.vioe.be/dibe/relict/48230  |                                              | (nl) Dokterswoning                                                                              | Lodewijk Dosfelstraat 5      | Dendermonde |                             |              |
| http://inventaris.vioe.be/dibe/relict/48231  |                                              | (nl) Burgerhuis                                                                                 | Nachtegaalstraat 19          | Dendermonde |                             |              |
| http://inventaris.vioe.be/dibe/relict/48231  |                                              | (nl) Burgerhuis                                                                                 | Nachtegaalstraat 21          | Dendermonde |                             |              |
| http://inventaris.vioe.be/dibe/relict/48232  |                                              | (nl) Café "Den Blauwen Steen"                                                                   | Mechelsesteenweg_01 10       | Dendermonde |                             |              |
| http://inventaris.vioe.be/dibe/relict/48233  |                                              | (nl) Burgerhuis                                                                                 | Mechelsesteenweg_01 82       | Dendermonde |                             |              |
| http://inventaris.vioe.be/dibe/relict/48233  |                                              | (nl) Burgerhuis                                                                                 | Mechelsesteenweg_01 84       | Dendermonde |                             |              |
| http://inventaris.vioe.be/dibe/relict/48234  |                                              | (nl) Villa                                                                                      | Mechelsesteenweg_01 127      | Dendermonde |                             |              |
| http://inventaris.vioe.be/dibe/relict/48236  |                                              | (nl) Burgerhuis                                                                                 | Papiermolenstraat 11         | Dendermonde |                             |              |
| http://inventaris.vioe.be/dibe/relict/48237  |                                              | (nl) Burgerhuis                                                                                 | Nijverheidsstraat 28         | Dendermonde |                             |              |
| http://inventaris.vioe.be/dibe/relict/48238  |                                              | (nl) Ensemble van drie arbeidershuizen                                                          | Nijverheidsstraat 38         | Dendermonde |                             |              |
| http://inventaris.vioe.be/dibe/relict/48238  |                                              | (nl) Ensemble van drie arbeidershuizen                                                          | Nijverheidsstraat 40         | Dendermonde |                             |              |
| http://inventaris.vioe.be/dibe/relict/48238  |                                              | (nl) Ensemble van drie arbeidershuizen                                                          | Nijverheidsstraat 42         | Dendermonde |                             |              |
| http://inventaris.vioe.be/dibe/relict/48239  | OO000165 OO002150                            | (nl) Zwijvekemuseum                                                                             | Nijverheidsstraat 1          | Dendermonde |                             |              |
| http://inventaris.vioe.be/dibe/relict/48239  | OO000165 OO002150                            | (nl) Zwijvekemuseum                                                                             | Nijverheidsstraat 3          | Dendermonde |                             |              |
| http://inventaris.vioe.be/dibe/relict/48240  | OO002153 OO002154                            | (nl) Infanteriekazerne met oefenterrein (voormalige)                                            | Noordlaan                    | Dendermonde |                             |              |
| http://inventaris.vioe.be/dibe/relict/48241  |                                              | (nl) Standbeeld "Pieter Jan De Smet"                                                            | Onze-Lieve Vrouwkerkplein    | Dendermonde |                             |              |
| http://inventaris.vioe.be/dibe/relict/48243  |                                              | (nl) Hoekhuis, parochiaal centrum "Mariakring"                                                  | Onze-Lieve Vrouwkerkplein 8  | Dendermonde |                             |              |
| http://inventaris.vioe.be/dibe/relict/48244  |                                              | (nl) Hoekhuis                                                                                   | Onze-Lieve Vrouwkerkplein 27 | Dendermonde |                             |              |
| http://inventaris.vioe.be/dibe/relict/48245  |                                              | (nl) Herenhuis                                                                                  | Onze-Lieve Vrouwkerkplein 30 | Dendermonde |                             |              |
| http://inventaris.vioe.be/dibe/relict/48246  |                                              | (nl) Burgerhuis "De Kastanje"                                                                   | Onze-Lieve Vrouwkerkplein 31 | Dendermonde |                             |              |
| http://inventaris.vioe.be/dibe/relict/48247  |                                              | (nl) Burgerhuis                                                                                 | Onze-Lieve Vrouwkerkplein 32 | Dendermonde |                             |              |
| http://inventaris.vioe.be/dibe/relict/48248  |                                              | (nl) Herenhuis                                                                                  | Onze-Lieve Vrouwkerkplein 35 | Dendermonde |                             |              |
| http://inventaris.vioe.be/dibe/relict/48249  | OO002063                                     | Église Notre-Dame de Termonde                                                                   | Onze-Lieve Vrouwkerkplein 1  | Dendermonde |                             |              |
| http://inventaris.vioe.be/dibe/relict/48250  |                                              | (nl) Beluik (voormalig)                                                                         | Oude Vest 16                 | Dendermonde |                             |              |
| http://inventaris.vioe.be/dibe/relict/48250  |                                              | (nl) Beluik (voormalig)                                                                         | Oude Vest 16                 | Dendermonde |                             |              |
| http://inventaris.vioe.be/dibe/relict/48251  |                                              | (nl) Herenhuis                                                                                  | Oude Vest 117                | Dendermonde |                             |              |
| http://inventaris.vioe.be/dibe/relict/48252  |                                              | (nl) Ensemble van burgerhuizen                                                                  | Oude Vest 128                | Dendermonde |                             |              |
| http://inventaris.vioe.be/dibe/relict/48252  |                                              | (nl) Ensemble van burgerhuizen                                                                  | Oude Vest 130                | Dendermonde |                             |              |
| http://inventaris.vioe.be/dibe/relict/48252  |                                              | (nl) Ensemble van burgerhuizen                                                                  | Oude Vest 132                | Dendermonde |                             |              |
| http://inventaris.vioe.be/dibe/relict/48253  |                                              | (nl) Hoekhuis                                                                                   | Oude Vest 134                | Dendermonde |                             |              |
| http://inventaris.vioe.be/dibe/relict/48254  |                                              | (nl) Burgerhuis                                                                                 | Oude Vest 138                | Dendermonde |                             |              |
| http://inventaris.vioe.be/dibe/relict/48255  |                                              | (nl) Hoekpand                                                                                   | Papiermolenstraat 1          | Dendermonde |                             |              |
| http://inventaris.vioe.be/dibe/relict/48256  |                                              | (nl) Poort augustijnenklooster                                                                  | Papiermolenstraat            | Dendermonde |                             |              |
| http://inventaris.vioe.be/dibe/relict/48258  |                                              | (nl) Burgerhuis                                                                                 | Papiermolenstraat 17         | Dendermonde |                             |              |
| http://inventaris.vioe.be/dibe/relict/48259  |                                              | (nl) Burgerhuis                                                                                 | Papiermolenstraat 23         | Dendermonde |                             |              |
| http://inventaris.vioe.be/dibe/relict/48259  |                                              | (nl) Burgerhuis                                                                                 | Papiermolenstraat 24         | Dendermonde |                             |              |
| http://inventaris.vioe.be/dibe/relict/48260  |                                              | (nl) Electriciteitscabine                                                                       | Papiermolenstraat            | Dendermonde |                             |              |
| http://inventaris.vioe.be/dibe/relict/48261  | OO000164                                     | (nl) "Oude Sas"                                                                                 | Sas                          | Dendermonde |                             |              |
| http://inventaris.vioe.be/dibe/relict/48262  |                                              | (nl) Burgerhuis                                                                                 | Ridderstraat 5               | Dendermonde |                             |              |
| http://inventaris.vioe.be/dibe/relict/48262  |                                              | (nl) Burgerhuis                                                                                 | Ridderstraat 7               | Dendermonde |                             |              |
| http://inventaris.vioe.be/dibe/relict/48263  |                                              | (nl) Rijhuis                                                                                    | Ridderstraat 9               | Dendermonde |                             |              |
| http://inventaris.vioe.be/dibe/relict/48264  |                                              | (nl) Huis                                                                                       | Ridderstraat 14              | Dendermonde |                             |              |
| http://inventaris.vioe.be/dibe/relict/48264  |                                              | (nl) Huis                                                                                       | Ridderstraat 16              | Dendermonde |                             |              |
| http://inventaris.vioe.be/dibe/relict/48265  |                                              | (nl) Burgerhuis                                                                                 | Ridderstraat 17              | Dendermonde |                             |              |
| http://inventaris.vioe.be/dibe/relict/48266  |                                              | (nl) Burgerhuis                                                                                 | Ridderstraat 19              | Dendermonde |                             |              |
| http://inventaris.vioe.be/dibe/relict/48267  |                                              | (nl) Burgerhuis                                                                                 | Ridderstraat 30              | Dendermonde |                             |              |
| http://inventaris.vioe.be/dibe/relict/48268  |                                              | (nl) Ensemble van drie huizen                                                                   | Ridderstraat 37              | Dendermonde |                             |              |
| http://inventaris.vioe.be/dibe/relict/48268  |                                              | (nl) Ensemble van drie huizen                                                                   | Ridderstraat 39              | Dendermonde |                             |              |
| http://inventaris.vioe.be/dibe/relict/48268  |                                              | (nl) Ensemble van drie huizen                                                                   | Ridderstraat 41              | Dendermonde |                             |              |
| http://inventaris.vioe.be/dibe/relict/48269  |                                              | (nl) Burgerhuis                                                                                 | Ridderstraat 40              | Dendermonde |                             |              |
| http://inventaris.vioe.be/dibe/relict/48270  |                                              | (nl) Burgerhuis                                                                                 | Ridderstraat 42              | Dendermonde |                             |              |
| http://inventaris.vioe.be/dibe/relict/48271  |                                              | (nl) Burgerhuis                                                                                 | Sas 10                       | Dendermonde |                             |              |
| http://inventaris.vioe.be/dibe/relict/48272  |                                              | (nl) Rij van vier burgerhuizen                                                                  | Sas 12                       | Dendermonde |                             |              |
| http://inventaris.vioe.be/dibe/relict/48272  |                                              | (nl) Rij van vier burgerhuizen                                                                  | Sas 13                       | Dendermonde |                             |              |
| http://inventaris.vioe.be/dibe/relict/48272  |                                              | (nl) Rij van vier burgerhuizen                                                                  | Sas 14                       | Dendermonde |                             |              |
| http://inventaris.vioe.be/dibe/relict/48272  |                                              | (nl) Rij van vier burgerhuizen                                                                  | Sas 15                       | Dendermonde |                             |              |
| http://inventaris.vioe.be/dibe/relict/48273  |                                              | (nl) Burgerhuis                                                                                 | Vlasmarkt 14                 | Dendermonde |                             |              |
| http://inventaris.vioe.be/dibe/relict/48274  |                                              | (nl) Cinema "Minerva Palace" (voormalige)                                                       | Vlasmarkt 16                 | Dendermonde |                             |              |
| http://inventaris.vioe.be/dibe/relict/48274  |                                              | (nl) Cinema "Minerva Palace" (voormalige)                                                       | Vlasmarkt 18                 | Dendermonde |                             |              |
| http://inventaris.vioe.be/dibe/relict/48276  |                                              | (nl) Burgerhuis                                                                                 | Sas 16                       | Dendermonde |                             |              |
| http://inventaris.vioe.be/dibe/relict/48277  |                                              | (nl) Burgerhuis                                                                                 | Sas 17                       | Dendermonde |                             |              |
| http://inventaris.vioe.be/dibe/relict/48278  |                                              | (nl) Ensemble van zes burgerhuizen                                                              | Sas 18                       | Dendermonde |                             |              |
| http://inventaris.vioe.be/dibe/relict/48278  |                                              | (nl) Ensemble van zes burgerhuizen                                                              | Sas 19                       | Dendermonde |                             |              |
| http://inventaris.vioe.be/dibe/relict/48278  |                                              | (nl) Ensemble van zes burgerhuizen                                                              | Sas 20                       | Dendermonde |                             |              |
| http://inventaris.vioe.be/dibe/relict/48278  |                                              | (nl) Ensemble van zes burgerhuizen                                                              | Sas 21                       | Dendermonde |                             |              |
| http://inventaris.vioe.be/dibe/relict/48278  |                                              | (nl) Ensemble van zes burgerhuizen                                                              | Sas 22                       | Dendermonde |                             |              |
| http://inventaris.vioe.be/dibe/relict/48278  |                                              | (nl) Ensemble van zes burgerhuizen                                                              | Sas 23                       | Dendermonde |                             |              |
| http://inventaris.vioe.be/dibe/relict/48279  |                                              | (nl) Burgerhuis                                                                                 | Sas 26                       | Dendermonde |                             |              |
| http://inventaris.vioe.be/dibe/relict/48280  |                                              | (nl) Kapel Onze-Lieve-Vrouw van Zeven Weeën                                                     | Schoolstraat                 | Dendermonde |                             |              |
| http://inventaris.vioe.be/dibe/relict/48281  |                                              | (nl) Ensemble van twee burgerhuizen                                                             | Sint Jacobsstraat 4          | Dendermonde |                             |              |
| http://inventaris.vioe.be/dibe/relict/48281  |                                              | (nl) Ensemble van twee burgerhuizen                                                             | Sint Jacobsstraat 6          | Dendermonde |                             |              |
| http://inventaris.vioe.be/dibe/relict/48282  |                                              | (nl) Ensemble van twee burgerhuizen                                                             | Sint Jacobsstraat 15         | Dendermonde |                             |              |
| http://inventaris.vioe.be/dibe/relict/48282  |                                              | (nl) Ensemble van twee burgerhuizen                                                             | Sint Jacobsstraat 17         | Dendermonde |                             |              |
| http://inventaris.vioe.be/dibe/relict/48283  |                                              | (nl) Ensemble van vijf arbeidershuisjes                                                         | Sint Jacobsstraat 5          | Dendermonde |                             |              |
| http://inventaris.vioe.be/dibe/relict/48284  |                                              | (nl) Ensemble van twee burgerhuizen                                                             | Sint Jorisgilde 1            | Dendermonde |                             |              |
| http://inventaris.vioe.be/dibe/relict/48284  |                                              | (nl) Ensemble van twee burgerhuizen                                                             | Sint Jorisgilde 3            | Dendermonde |                             |              |
| http://inventaris.vioe.be/dibe/relict/48285  |                                              | (nl) Burgerhuis                                                                                 | Sint Jorisgilde 2            | Dendermonde |                             |              |
| http://inventaris.vioe.be/dibe/relict/48286  |                                              | (nl) Burgerhuis                                                                                 | Vlasmarkt 12                 | Dendermonde |                             |              |
| http://inventaris.vioe.be/dibe/relict/48287  |                                              | (nl) Burgerhuis                                                                                 | Sint Onolfsdijk 10           | Dendermonde |                             |              |
| http://inventaris.vioe.be/dibe/relict/48288  |                                              | (nl) Dijkhoeve                                                                                  | Sint Onolfsdijk 39           | Dendermonde |                             |              |
| http://inventaris.vioe.be/dibe/relict/48289  |                                              | (nl) Dijkhoevetje (voormalig)                                                                   | Sint Onolfsdijk 44           | Dendermonde |                             |              |
| http://inventaris.vioe.be/dibe/relict/48290  |                                              | (nl) Burgerhuis                                                                                 | Vlasmarkt 8                  | Dendermonde |                             |              |
| http://inventaris.vioe.be/dibe/relict/48291  |                                              | (nl) Dijkhuisje                                                                                 | Sint Onolfsdijk 45           | Dendermonde |                             |              |
| http://inventaris.vioe.be/dibe/relict/48292  |                                              | (nl) School met leraarswoning (voormalig)                                                       | Sint Onolfsdijk 52           | Dendermonde |                             |              |
| http://inventaris.vioe.be/dibe/relict/48293  |                                              | (nl) Kapel Sint-Odulf                                                                           | Sint Onolfsdijk              | Dendermonde |                             |              |
| http://inventaris.vioe.be/dibe/relict/48294  |                                              | (nl) Dijkhuisje                                                                                 | Sint Onolfsdijk 85           | Dendermonde |                             |              |
| http://inventaris.vioe.be/dibe/relict/48295  |                                              | (nl) Hoekhuis                                                                                   | Sint Rochusstraat 2          | Dendermonde |                             |              |
| http://inventaris.vioe.be/dibe/relict/48296  |                                              | (nl) Burgerhuis                                                                                 | Sint Rochusstraat 42         | Dendermonde |                             |              |
| http://inventaris.vioe.be/dibe/relict/48297  |                                              | (nl) Stationsgebouw                                                                             | Statieplein                  | Dendermonde |                             |              |
| http://inventaris.vioe.be/dibe/relict/48298  |                                              | (nl) Burgerhuis                                                                                 | Statieplein 8                | Dendermonde |                             |              |
| http://inventaris.vioe.be/dibe/relict/48298  |                                              | (nl) Burgerhuis                                                                                 | Statieplein 10               | Dendermonde |                             |              |
| http://inventaris.vioe.be/dibe/relict/48299  |                                              | (nl) Burgerhuis gebouwd als herberg                                                             | Statieplein 12               | Dendermonde |                             |              |
| http://inventaris.vioe.be/dibe/relict/48300  |                                              | (nl) Burgerhuis                                                                                 | Statieplein 18               | Dendermonde |                             |              |
| http://inventaris.vioe.be/dibe/relict/48301  |                                              | (nl) Burgerhuis                                                                                 | Statieplein 20               | Dendermonde |                             |              |
| http://inventaris.vioe.be/dibe/relict/48302  |                                              | (nl) Burgerhuis                                                                                 | Statieplein 22               | Dendermonde |                             |              |
| http://inventaris.vioe.be/dibe/relict/48303  |                                              | (nl) Burgerhuis                                                                                 | Statieplein 24               | Dendermonde |                             |              |
| http://inventaris.vioe.be/dibe/relict/48304  |                                              | (nl) Burgerhuis                                                                                 | Statieplein 28               | Dendermonde |                             |              |
| http://inventaris.vioe.be/dibe/relict/48305  |                                              | (nl) Burgerhuizen                                                                               | Statieplein 30               | Dendermonde |                             |              |
| http://inventaris.vioe.be/dibe/relict/48305  |                                              | (nl) Burgerhuizen                                                                               | Statieplein 32               | Dendermonde |                             |              |
| http://inventaris.vioe.be/dibe/relict/48306  |                                              | (nl) Rijhuis                                                                                    | Statieplein 36               | Dendermonde |                             |              |
| http://inventaris.vioe.be/dibe/relict/48307  |                                              | (nl) Ensemble van twee rijhuizen                                                                | Veerstraat 13                | Dendermonde |                             |              |
| http://inventaris.vioe.be/dibe/relict/48307  |                                              | (nl) Ensemble van twee rijhuizen                                                                | Veerstraat 15                | Dendermonde |                             |              |
| http://inventaris.vioe.be/dibe/relict/48308  |                                              | (nl) Rijhuis                                                                                    | Veerstraat 17                | Dendermonde |                             |              |
| http://inventaris.vioe.be/dibe/relict/48309  |                                              | (nl) Hoekhuis                                                                                   | Vlasmarkt 2                  | Dendermonde |                             |              |
| http://inventaris.vioe.be/dibe/relict/48310  |                                              | (nl) Burgerhuis                                                                                 | Vlasmarkt 4                  | Dendermonde |                             |              |
| http://inventaris.vioe.be/dibe/relict/48311  |                                              | (nl) Burgerhuis                                                                                 | Vlasmarkt 7                  | Dendermonde |                             |              |
| http://inventaris.vioe.be/dibe/relict/48312  |                                              | (nl) Herenhuis                                                                                  | Vlasmarkt 15                 | Dendermonde |                             |              |
| http://inventaris.vioe.be/dibe/relict/48313  |                                              | (nl) Winkelpand                                                                                 | Vlasmarkt 17                 | Dendermonde |                             |              |
| http://inventaris.vioe.be/dibe/relict/48314  |                                              | (nl) Burgerhuis                                                                                 | Vlasmarkt 19                 | Dendermonde |                             |              |
| http://inventaris.vioe.be/dibe/relict/48315  |                                              | (nl) Rijhuis                                                                                    | Vlasmarkt 21                 | Dendermonde |                             |              |
| http://inventaris.vioe.be/dibe/relict/48316  |                                              | (nl) Burgerhuis                                                                                 | Vlasmarkt 24                 | Dendermonde |                             |              |
| http://inventaris.vioe.be/dibe/relict/48316  |                                              | (nl) Burgerhuis                                                                                 | Vlasmarkt 26                 | Dendermonde |                             |              |
| http://inventaris.vioe.be/dibe/relict/48317  |                                              | (nl) Burgerhuis                                                                                 | Vlasmarkt 28                 | Dendermonde |                             |              |
| http://inventaris.vioe.be/dibe/relict/48318  |                                              | (nl) Burgerhuis                                                                                 | Vlasmarkt 32                 | Dendermonde |                             |              |
| http://inventaris.vioe.be/dibe/relict/48319  |                                              | (nl) Herenhuis                                                                                  | Vlasmarkt 47                 | Dendermonde |                             |              |
| http://inventaris.vioe.be/dibe/relict/48320  |                                              | (nl) Overdekte groentemarkt, vismijn, stedelijke badinrichting en stadsmagazijn                 | Vlasmarkt 33                 | Dendermonde |                             |              |
| http://inventaris.vioe.be/dibe/relict/48321  |                                              | (nl) Hoekhuis                                                                                   | Werf 1                       | Dendermonde |                             |              |
| http://inventaris.vioe.be/dibe/relict/48321  |                                              | (nl) Hoekhuis                                                                                   | Bogaerdstraat 2              | Dendermonde |                             |              |
| http://inventaris.vioe.be/dibe/relict/48322  |                                              | (nl) Burgerhuis                                                                                 | Werf 2                       | Dendermonde |                             |              |
| http://inventaris.vioe.be/dibe/relict/48322  |                                              | (nl) Burgerhuis                                                                                 | Werf 3                       | Dendermonde |                             |              |
| http://inventaris.vioe.be/dibe/relict/48323  |                                              | (nl) Brouwershuis (voormalig)                                                                   | Werf 4                       | Dendermonde |                             |              |
| http://inventaris.vioe.be/dibe/relict/48324  |                                              | (nl) Herenhuis                                                                                  | Werf 9                       | Dendermonde |                             |              |
| http://inventaris.vioe.be/dibe/relict/48325  |                                              | (nl) Ensemble van twee burgerhuizen                                                             | Werf 10                      | Dendermonde |                             |              |
| http://inventaris.vioe.be/dibe/relict/48325  |                                              | (nl) Ensemble van twee burgerhuizen                                                             | Werf 11                      | Dendermonde |                             |              |
| http://inventaris.vioe.be/dibe/relict/48326  |                                              | (nl) Herenhuis                                                                                  | Zuidlaan 2                   | Dendermonde |                             |              |
| http://inventaris.vioe.be/dibe/relict/48327  |                                              | (nl) Rijhuis                                                                                    | Zuidlaan 8                   | Dendermonde |                             |              |
| http://inventaris.vioe.be/dibe/relict/48328  |                                              | (nl) Burgerhuis                                                                                 | Zuidlaan 20                  | Dendermonde |                             |              |
| http://inventaris.vioe.be/dibe/relict/48329  |                                              | (nl) Hoekhuis                                                                                   | Zwijvickstraat 21            | Dendermonde |                             |              |
| http://inventaris.vioe.be/dibe/relict/48329  |                                              | (nl) Hoekhuis                                                                                   | Zwijvickstraat 23            | Dendermonde |                             |              |
| http://inventaris.vioe.be/dibe/relict/48330  |                                              | (nl) Burgerhuis                                                                                 | Zwarte Zustersstraat 8       | Dendermonde |                             |              |
| http://inventaris.vioe.be/dibe/relict/48331  |                                              | (nl) Burgerhuis                                                                                 | Zwarte Zustersstraat 14      | Dendermonde |                             |              |
| http://inventaris.vioe.be/dibe/relict/48332  |                                              | (nl) Ensemble van vijf burgerhuizen                                                             | Zwarte Zustersstraat 15      | Dendermonde |                             |              |
| http://inventaris.vioe.be/dibe/relict/48332  |                                              | (nl) Ensemble van vijf burgerhuizen                                                             | Zwarte Zustersstraat 17      | Dendermonde |                             |              |
| http://inventaris.vioe.be/dibe/relict/48332  |                                              | (nl) Ensemble van vijf burgerhuizen                                                             | Zwarte Zustersstraat 19      | Dendermonde |                             |              |
| http://inventaris.vioe.be/dibe/relict/48332  |                                              | (nl) Ensemble van vijf burgerhuizen                                                             | Zwarte Zustersstraat 21      | Dendermonde |                             |              |
| http://inventaris.vioe.be/dibe/relict/48332  |                                              | (nl) Ensemble van vijf burgerhuizen                                                             | Zwarte Zustersstraat 23      | Dendermonde |                             |              |
| http://inventaris.vioe.be/dibe/relict/48333  |                                              | (nl) Burgerhuis                                                                                 | Zwarte Zustersstraat 18      | Dendermonde |                             |              |
| http://inventaris.vioe.be/dibe/relict/48334  |                                              | (nl) Burgerhuis                                                                                 | Zwarte Zustersstraat 20      | Dendermonde |                             |              |
| http://inventaris.vioe.be/dibe/relict/48335  |                                              | (nl) Burgerhuis                                                                                 | Zwarte Zustersstraat 22      | Dendermonde |                             |              |
| http://inventaris.vioe.be/dibe/relict/48336  |                                              | (nl) Burgerhuis                                                                                 | Zwarte Zustersstraat 24      | Dendermonde |                             |              |
| http://inventaris.vioe.be/dibe/relict/48337  |                                              | (nl) Burgerhuis                                                                                 | Zwarte Zustersstraat 26      | Dendermonde |                             |              |
| http://inventaris.vioe.be/dibe/relict/48338  |                                              | (nl) Burgerhuis                                                                                 | Zwarte Zustersstraat 28      | Dendermonde |                             |              |
| http://inventaris.vioe.be/dibe/relict/48339  |                                              | (nl) Burgerhuis                                                                                 | Zwarte Zustersstraat 29      | Dendermonde |                             |              |
| http://inventaris.vioe.be/dibe/relict/48340  |                                              | (nl) Ensemble van twee arbeidershuizen                                                          | Zwijvickstraat 31            | Dendermonde |                             |              |
| http://inventaris.vioe.be/dibe/relict/48340  |                                              | (nl) Ensemble van twee arbeidershuizen                                                          | Zwijvickstraat 33            | Dendermonde |                             |              |
| http://inventaris.vioe.be/dibe/relict/48345  |                                              | (nl) Burgerhuis                                                                                 | Sas 4                        | Dendermonde |                             |              |
| http://inventaris.vioe.be/dibe/relict/48349  |                                              | (nl) Standbeeld dichter Prudens Van Duyse                                                       | Vlasmarkt                    | Dendermonde |                             |              |
| http://inventaris.vioe.be/dibe/relict/48357  |                                              | (nl) Kerk Sint Jozef Arbeider                                                                   | Ommegancklaan                | Dendermonde |                             |              |
| http://inventaris.vioe.be/dibe/relict/48358  |                                              | (nl) Heilige Theresia-kapel                                                                     | Bevrijdingslaan              | Dendermonde |                             |              |
| http://inventaris.vioe.be/dibe/relict/48359  |                                              | (nl) Boerenburgerhuis                                                                           | Bevrijdingslaan 125          | Dendermonde |                             |              |
| http://inventaris.vioe.be/dibe/relict/48360  |                                              | (nl) Arbeidershuis                                                                              | Bevrijdingslaan 117          | Dendermonde |                             |              |
| http://inventaris.vioe.be/dibe/relict/48361  |                                              | (nl) Burgerhuis                                                                                 | Bevrijdingslaan 27           | Dendermonde |                             |              |
| http://inventaris.vioe.be/dibe/relict/48363  |                                              | (nl) Burgerhuis                                                                                 | Heirstraat 11                | Dendermonde |                             |              |
| http://inventaris.vioe.be/dibe/relict/48364  |                                              | (nl) Ensemble van twee arbeidershuizen                                                          | Heirstraat 14                | Dendermonde |                             |              |
| http://inventaris.vioe.be/dibe/relict/48364  |                                              | (nl) Ensemble van twee arbeidershuizen                                                          | Heirstraat 16                | Dendermonde |                             |              |
| http://inventaris.vioe.be/dibe/relict/48365  |                                              | (nl) Boerenarbeidershuis                                                                        | Heirstraat 52                | Dendermonde |                             |              |
| http://inventaris.vioe.be/dibe/relict/48366  |                                              | (nl) Boerenburgerhuis                                                                           | Heirstraat 53                | Dendermonde |                             |              |
| http://inventaris.vioe.be/dibe/relict/48367  |                                              | (nl) Rijhuis                                                                                    | Heirstraat 60                | Dendermonde |                             |              |
| http://inventaris.vioe.be/dibe/relict/48368  |                                              | (nl) Sint-Antoniuskapel                                                                         | Heirstraat                   | Dendermonde |                             |              |
| http://inventaris.vioe.be/dibe/relict/48369  |                                              | (nl) Burgerhuis                                                                                 | Heirstraat 96                | Dendermonde |                             |              |
| http://inventaris.vioe.be/dibe/relict/48370  |                                              | (nl) Burgerhuis                                                                                 | Heirstraat 97                | Dendermonde |                             |              |
| http://inventaris.vioe.be/dibe/relict/48371  |                                              | (nl) Boerenarbeidershuis                                                                        | Hoofdstraat 12               | Dendermonde |                             |              |
| http://inventaris.vioe.be/dibe/relict/48372  |                                              | (nl) Burgerhuis                                                                                 | Hoofdstraat 14               | Dendermonde |                             |              |
| http://inventaris.vioe.be/dibe/relict/48373  |                                              | (nl) Dorpshuis                                                                                  | Hoofdstraat 16               | Dendermonde |                             |              |
| http://inventaris.vioe.be/dibe/relict/48374  |                                              | (nl) Vrije Basisschool Heilig Hart                                                              | Hoofdstraat 18               | Dendermonde |                             |              |
| http://inventaris.vioe.be/dibe/relict/48375  |                                              | (nl) Klooster (voormalig)                                                                       | Hoofdstraat 20               | Dendermonde |                             |              |
| http://inventaris.vioe.be/dibe/relict/48376  |                                              | (nl) Burgerhuis                                                                                 | Hoofdstraat 27               | Dendermonde |                             |              |
| http://inventaris.vioe.be/dibe/relict/48377  |                                              | (nl) Arbeidershuis                                                                              | Hoofdstraat 46               | Dendermonde |                             |              |
| http://inventaris.vioe.be/dibe/relict/48378  |                                              | (nl) Arbeidershuis                                                                              | Hoofdstraat 48               | Dendermonde |                             |              |
| http://inventaris.vioe.be/dibe/relict/48379  | OO002730                                     | (nl) Pastorie van de parochie Sint-Apollonia                                                    | Hoofdstraat 49               | Dendermonde |                             |              |
| http://inventaris.vioe.be/dibe/relict/48380  |                                              | (nl) Onze-Lieve-Vrouw van Lourdeskapel                                                          | Hoofdstraat                  | Dendermonde |                             |              |
| http://inventaris.vioe.be/dibe/relict/48381  |                                              | (nl) Arbeidershuis                                                                              | Hoofdstraat 66               | Dendermonde |                             |              |
| http://inventaris.vioe.be/dibe/relict/48382  |                                              | (nl) Arbeidershuis                                                                              | Hoofdstraat 72               | Dendermonde |                             |              |
| http://inventaris.vioe.be/dibe/relict/48383  |                                              | (nl) Boerenburgerhuis                                                                           | Hoofdstraat 75               | Dendermonde |                             |              |
| http://inventaris.vioe.be/dibe/relict/48384  |                                              | (nl) Schipperskapelleke                                                                         | Hoofdstraat                  | Dendermonde |                             |              |
| http://inventaris.vioe.be/dibe/relict/48385  |                                              | (nl) Boerenburgerhuis                                                                           | Hoofdstraat 103              | Dendermonde |                             |              |
| http://inventaris.vioe.be/dibe/relict/48386  |                                              | (nl) Hoeve (voormalige)                                                                         | Hoofdstraat 159              | Dendermonde |                             |              |
| http://inventaris.vioe.be/dibe/relict/48387  |                                              | (nl) Burgerhuis                                                                                 | Hoofdstraat 165              | Dendermonde |                             |              |
| http://inventaris.vioe.be/dibe/relict/48389  |                                              | (nl) Wegkapel                                                                                   | Koebosstraat                 | Dendermonde |                             |              |
| http://inventaris.vioe.be/dibe/relict/48390  |                                              | (nl) Boerenhuis                                                                                 | Koebosstraat 15              | Dendermonde |                             |              |
| http://inventaris.vioe.be/dibe/relict/48391  |                                              | (nl) Boerenhuis                                                                                 | Koebosstraat 75              | Dendermonde |                             |              |
| http://inventaris.vioe.be/dibe/relict/48392  |                                              | (nl) Burgerhuis                                                                                 | Koebosstraat 78              | Dendermonde |                             |              |
| http://inventaris.vioe.be/dibe/relict/48393  |                                              | (nl) Wegkapel                                                                                   | Rijckelstraat                | Dendermonde |                             |              |
| http://inventaris.vioe.be/dibe/relict/48394  |                                              | (nl) Vredekapel                                                                                 | Stuifstraat                  | Dendermonde |                             |              |
| http://inventaris.vioe.be/dibe/relict/48396  | OO002155                                     | (nl) Parochiekerk Sint-Appolonia                                                                | Vrijstraat                   | Dendermonde |                             |              |
| http://inventaris.vioe.be/dibe/relict/48397  |                                              | (nl) Hoekhuis, café "Gildenhuis"                                                                | Vrijstraat 1                 | Dendermonde |                             |              |
| http://inventaris.vioe.be/dibe/relict/48399  |                                              | (nl) Burgerhuis                                                                                 | Zandstraat 14                | Dendermonde |                             |              |
| http://inventaris.vioe.be/dibe/relict/48400  |                                              | (nl) Verbouwde woning                                                                           | Zandstraat 21                | Dendermonde |                             |              |
| http://inventaris.vioe.be/dibe/relict/48401  |                                              | (nl) Burgerhuis                                                                                 | Zandstraat                   | Dendermonde |                             |              |
| http://inventaris.vioe.be/dibe/relict/48402  |                                              | (nl) Burgerhuis                                                                                 | Zandstraat 38                | Dendermonde |                             |              |
| http://inventaris.vioe.be/dibe/relict/48403  |                                              | (nl) Woning, thans opslagplaats                                                                 | Zandstraat 48                | Dendermonde |                             |              |
| http://inventaris.vioe.be/dibe/relict/48404  |                                              | (nl) Burgerhuis                                                                                 | Zandstraat 106               | Dendermonde |                             |              |
| http://inventaris.vioe.be/dibe/relict/48405  |                                              | (nl) Bedrijfsgebouwen                                                                           | Zandstraat                   | Dendermonde |                             |              |
| http://inventaris.vioe.be/dibe/relict/48406  |                                              | (nl) Gemeentelijk dienstencentrum                                                               | Zandstraat 116               | Dendermonde |                             |              |
| http://inventaris.vioe.be/dibe/relict/48407  |                                              | (nl) Burgerhuis                                                                                 | Zandstraat 117               | Dendermonde |                             |              |
| http://inventaris.vioe.be/dibe/relict/48408  |                                              | (nl) Dorpshuis                                                                                  | Zandstraat 118               | Dendermonde |                             |              |
| http://inventaris.vioe.be/dibe/relict/48409  |                                              | (nl) Boerenburgerhuis                                                                           | Zandstraat 119               | Dendermonde |                             |              |
| http://inventaris.vioe.be/dibe/relict/48410  |                                              | (nl) Hoeve (voormalige)                                                                         | Zandstraat 127               | Dendermonde |                             |              |
| http://inventaris.vioe.be/dibe/relict/48411  |                                              | (nl) Arbeidershuis                                                                              | Zandstraat 133               | Dendermonde |                             |              |
| http://inventaris.vioe.be/dibe/relict/48412  |                                              | (nl) Arbeidershuis                                                                              | Zandstraat 135               | Dendermonde |                             |              |
| http://inventaris.vioe.be/dibe/relict/48413  |                                              | (nl) Arbeidershuis                                                                              | Zandstraat 139               | Dendermonde |                             |              |
| http://inventaris.vioe.be/dibe/relict/48414  |                                              | (nl) Café "Lokaal Sparta"                                                                       | Zandstraat 141               | Dendermonde |                             |              |
| http://inventaris.vioe.be/dibe/relict/48415  |                                              | (nl) Burgerhuis                                                                                 | Zandstraat 143               | Dendermonde |                             |              |
| http://inventaris.vioe.be/dibe/relict/48416  |                                              | (nl) Burgerwoning                                                                               | Baasrodestraat 67            | Dendermonde |                             |              |
| http://inventaris.vioe.be/dibe/relict/48417  |                                              | (nl) Burgerhuis                                                                                 | Baasrodestraat 165           | Dendermonde |                             |              |
| http://inventaris.vioe.be/dibe/relict/48418  |                                              | (nl) Villa Hoogeweg                                                                             | Baasrodestraat 180           | Dendermonde |                             |              |
| http://inventaris.vioe.be/dibe/relict/48419  |                                              | (nl) Ensemble van vier burgerhuizen                                                             | Baasrodestraat 192           | Dendermonde |                             |              |
| http://inventaris.vioe.be/dibe/relict/48419  |                                              | (nl) Ensemble van vier burgerhuizen                                                             | Baasrodestraat 194           | Dendermonde |                             |              |
| http://inventaris.vioe.be/dibe/relict/48419  |                                              | (nl) Ensemble van vier burgerhuizen                                                             | Baasrodestraat 196           | Dendermonde |                             |              |
| http://inventaris.vioe.be/dibe/relict/48419  |                                              | (nl) Ensemble van vier burgerhuizen                                                             | Baasrodestraat 198           | Dendermonde |                             |              |
| http://inventaris.vioe.be/dibe/relict/48420  |                                              | (nl) Hoeve                                                                                      | Boerderijstraat 11           | Dendermonde |                             |              |
| http://inventaris.vioe.be/dibe/relict/48421  |                                              | (nl) Klein Moleken                                                                              | Bookmolenstraat 102          | Dendermonde |                             |              |
| http://inventaris.vioe.be/dibe/relict/48422  |                                              | (nl) Electriciteitscabine                                                                       | Bookmolenstraat              | Dendermonde |                             |              |
| http://inventaris.vioe.be/dibe/relict/48423  |                                              | (nl) Dorpswoning                                                                                | Bookmolenstraat 116          | Dendermonde |                             |              |
| http://inventaris.vioe.be/dibe/relict/48424  |                                              | (nl) Romp van (voormalige) Heirbaanmolen                                                        | Broekkouter 131              | Dendermonde |                             |              |
| http://inventaris.vioe.be/dibe/relict/48425  |                                              | (nl) Watertoren                                                                                 | Broekstraat                  | Dendermonde |                             |              |
| http://inventaris.vioe.be/dibe/relict/48426  |                                              | (nl) Burgerhuis                                                                                 | Broekstraat 28               | Dendermonde |                             |              |
| http://inventaris.vioe.be/dibe/relict/48427  |                                              | (nl) Café en woning                                                                             | Dorpsplein 1                 | Dendermonde |                             |              |
| http://inventaris.vioe.be/dibe/relict/48427  |                                              | (nl) Café en woning                                                                             | Dorpsplein 2                 | Dendermonde |                             |              |
| http://inventaris.vioe.be/dibe/relict/48428  |                                              | (nl) Burgerhuis, thans winkel                                                                   | Dorpsplein 4                 | Dendermonde |                             |              |
| http://inventaris.vioe.be/dibe/relict/48429  |                                              | (nl) Burgerhuis                                                                                 | Dorpsplein 6                 | Dendermonde |                             |              |
| http://inventaris.vioe.be/dibe/relict/48430  |                                              | (nl) Burgerhuis                                                                                 | Dorpsplein 7                 | Dendermonde |                             |              |
| http://inventaris.vioe.be/dibe/relict/48432  |                                              | (nl) Burgerhuis                                                                                 | Dorpsplein 22                | Dendermonde |                             |              |
| http://inventaris.vioe.be/dibe/relict/48433  |                                              | (nl) Ensemble van drie huizen                                                                   | Driehuizen 12-14             | Dendermonde |                             |              |
| http://inventaris.vioe.be/dibe/relict/48433  |                                              | (nl) Ensemble van drie huizen                                                                   | Driehuizen 16                | Dendermonde |                             |              |
| http://inventaris.vioe.be/dibe/relict/48434  |                                              | (nl) Ensemble van twee burgerhuizen                                                             | Driehuizen 18                | Dendermonde |                             |              |
| http://inventaris.vioe.be/dibe/relict/48434  |                                              | (nl) Ensemble van twee burgerhuizen                                                             | Driehuizen 20                | Dendermonde |                             |              |
| http://inventaris.vioe.be/dibe/relict/48435  |                                              | (nl) Rijhuis                                                                                    | Driehuizen 38                | Dendermonde |                             |              |
| http://inventaris.vioe.be/dibe/relict/48436  |                                              | (nl) Burgerhuis                                                                                 | Driehuizen 64                | Dendermonde |                             |              |
| http://inventaris.vioe.be/dibe/relict/48437  |                                              | (nl) Kruiskapel                                                                                 | Geerstraat                   | Dendermonde |                             |              |
| http://inventaris.vioe.be/dibe/relict/48438  |                                              | (nl) Ensemble van twee burgerhuizen                                                             | Fabriekstraat 4              | Dendermonde |                             |              |
| http://inventaris.vioe.be/dibe/relict/48438  |                                              | (nl) Ensemble van twee burgerhuizen                                                             | Fabriekstraat 6              | Dendermonde |                             |              |
| http://inventaris.vioe.be/dibe/relict/48439  |                                              | (nl) Fabrieksgebouwen en directeurswoning                                                       | Fabriekstraat 10             | Dendermonde |                             |              |
| http://inventaris.vioe.be/dibe/relict/48439  |                                              | (nl) Fabrieksgebouwen en directeurswoning                                                       | Fabriekstraat 12             | Dendermonde |                             |              |
| http://inventaris.vioe.be/dibe/relict/48440  |                                              | (nl) Fabriek (voormalige) De Bruyn                                                              | Fabriekstraat 39             | Dendermonde |                             |              |
| http://inventaris.vioe.be/dibe/relict/48440  |                                              | (nl) Fabriek (voormalige) De Bruyn                                                              | Fabriekstraat 39             | Dendermonde |                             |              |
| http://inventaris.vioe.be/dibe/relict/48440  |                                              | (nl) Fabriek (voormalige) De Bruyn                                                              | Fabriekstraat 39             | Dendermonde |                             |              |
| http://inventaris.vioe.be/dibe/relict/48440  |                                              | (nl) Fabriek (voormalige) De Bruyn                                                              | Fabriekstraat 39             | Dendermonde |                             |              |
| http://inventaris.vioe.be/dibe/relict/48440  |                                              | (nl) Fabriek (voormalige) De Bruyn                                                              | Fabriekstraat 39             | Dendermonde |                             |              |
| http://inventaris.vioe.be/dibe/relict/48441  |                                              | (nl) Burgerhuis                                                                                 | Fabriekstraat 52             | Dendermonde |                             |              |
| http://inventaris.vioe.be/dibe/relict/48443  |                                              | (nl) Ensemble van drie huisjes                                                                  | Fabriekstraat 84             | Dendermonde |                             |              |
| http://inventaris.vioe.be/dibe/relict/48443  |                                              | (nl) Ensemble van drie huisjes                                                                  | Fabriekstraat 86             | Dendermonde |                             |              |
| http://inventaris.vioe.be/dibe/relict/48443  |                                              | (nl) Ensemble van drie huisjes                                                                  | Fabriekstraat 88             | Dendermonde |                             |              |
| http://inventaris.vioe.be/dibe/relict/48444  |                                              | (nl) Villa                                                                                      | Fabriekstraat 98             | Dendermonde |                             |              |
| http://inventaris.vioe.be/dibe/relict/48445  |                                              | (nl) Burgerhuis                                                                                 | Fabriekstraat 108            | Dendermonde |                             |              |
| http://inventaris.vioe.be/dibe/relict/48446  |                                              | (nl) Hoekhuis en voormalige zagerij                                                             | Fabriekstraat 114            | Dendermonde |                             |              |
| http://inventaris.vioe.be/dibe/relict/48447  |                                              | (nl) Wachthuis en fortwachterswoning Batterij 1                                                 | Hoogveld 5                   | Dendermonde |                             |              |
| http://inventaris.vioe.be/dibe/relict/48448  |                                              | (nl) Burgerhuizen                                                                               | Kloosterstraat 68            | Dendermonde |                             |              |
| http://inventaris.vioe.be/dibe/relict/48448  |                                              | (nl) Burgerhuizen                                                                               | Kloosterstraat 70            | Dendermonde |                             |              |
| http://inventaris.vioe.be/dibe/relict/48448  |                                              | (nl) Burgerhuizen                                                                               | Kloosterstraat 72            | Dendermonde |                             |              |
| http://inventaris.vioe.be/dibe/relict/48449  |                                              | (nl) Gemeenteschool                                                                             | Kloosterstraat 25            | Dendermonde |                             |              |
| http://inventaris.vioe.be/dibe/relict/48451  |                                              | (nl) Burgerhuis                                                                                 | Palingbotterstraat 3         | Dendermonde |                             |              |
| http://inventaris.vioe.be/dibe/relict/48452  |                                              | (nl) Burgerhuis                                                                                 | Palingbotterstraat 5         | Dendermonde |                             |              |
| http://inventaris.vioe.be/dibe/relict/48453  |                                              | (nl) Burgerhuis                                                                                 | Provinciale baan 1           | Dendermonde |                             |              |
| http://inventaris.vioe.be/dibe/relict/48454  |                                              | (nl) Parochiekerk Onze-Lieve-Vrouw-ten-Briel                                                    | Provinciale baan             | Dendermonde |                             |              |
| http://inventaris.vioe.be/dibe/relict/48455  |                                              | (nl) Ensemble van twee woningen                                                                 | Rosstraat 37                 | Dendermonde |                             |              |
| http://inventaris.vioe.be/dibe/relict/48455  |                                              | (nl) Ensemble van twee woningen                                                                 | Rosstraat 39                 | Dendermonde |                             |              |
| http://inventaris.vioe.be/dibe/relict/48456  |                                              | (nl) Villa                                                                                      | Rosstraat 41                 | Dendermonde |                             |              |
| http://inventaris.vioe.be/dibe/relict/48457  |                                              | (nl) Godsgasthuis (voormalig)                                                                   | Rosstraat 66                 | Dendermonde |                             |              |
| http://inventaris.vioe.be/dibe/relict/48458  |                                              | (nl) Zaal "Bacchus" en herberg (voormalige)                                                     | Rosstraat 260                | Dendermonde |                             |              |
| http://inventaris.vioe.be/dibe/relict/48459  |                                              | (nl) Burgerhuis                                                                                 | Scheepswerfstraat 1          | Dendermonde |                             |              |
| http://inventaris.vioe.be/dibe/relict/48460  |                                              | (nl) Hoekhuis                                                                                   | Scheepswerfstraat 2          | Dendermonde |                             |              |
| http://inventaris.vioe.be/dibe/relict/48461  |                                              | (nl) Burgerhuis                                                                                 | Scheepswerfstraat 7          | Dendermonde |                             |              |
| http://inventaris.vioe.be/dibe/relict/48462  |                                              | (nl) Burgerhuis                                                                                 | Scheepswerfstraat 11         | Dendermonde |                             |              |
| http://inventaris.vioe.be/dibe/relict/48463  |                                              | (nl) Burgerhuis                                                                                 | Scheepswerfstraat 13         | Dendermonde |                             |              |
| http://inventaris.vioe.be/dibe/relict/48464  |                                              | (nl) Burgerhuis                                                                                 | Scheepswerfstraat 18         | Dendermonde |                             |              |
| http://inventaris.vioe.be/dibe/relict/48465  |                                              | (nl) Hoekhuis                                                                                   | Scheepswerfstraat 30         | Dendermonde |                             |              |
| http://inventaris.vioe.be/dibe/relict/48466  |                                              | (nl) Dorpswoning                                                                                | Scheepswerfstraat 46         | Dendermonde |                             |              |
| http://inventaris.vioe.be/dibe/relict/48467  | OO002755                                     | (nl) Herdenkingsmonument gesneuvelden                                                           | Scheepswerfstraat 2          | Dendermonde |                             |              |
| http://inventaris.vioe.be/dibe/relict/48468  |                                              | (nl) Feest-, toneel-, en filmzaal "Olympia" (voormalige)                                        | Scheepswerfstraat 51         | Dendermonde |                             |              |
| http://inventaris.vioe.be/dibe/relict/48469  |                                              | (nl) Dorpswoning                                                                                | Scheepswerfstraat 68         | Dendermonde |                             |              |
| http://inventaris.vioe.be/dibe/relict/48470  |                                              | (nl) Boerenburgerhuis                                                                           | Schippersdijk 25             | Dendermonde |                             |              |
| http://inventaris.vioe.be/dibe/relict/48471  |                                              | (nl) Boerenhuis                                                                                 | Schippersdijk 19             | Dendermonde |                             |              |
| http://inventaris.vioe.be/dibe/relict/48472  |                                              | (nl) Boerenarbeidershuis                                                                        | Schippersdijk 68             | Dendermonde |                             |              |
| http://inventaris.vioe.be/dibe/relict/48473  |                                              | (nl) Gesloten hoeve                                                                             | Schippersdijk 70             | Dendermonde |                             |              |
| http://inventaris.vioe.be/dibe/relict/48474  |                                              | (nl) Burgerhuis                                                                                 | Sint Ursmarusstraat 16       | Dendermonde |                             |              |
| http://inventaris.vioe.be/dibe/relict/48475  |                                              | (nl) Tweegezinswoning                                                                           | Sint Ursmarusstraat 17       | Dendermonde |                             |              |
| http://inventaris.vioe.be/dibe/relict/48475  |                                              | (nl) Tweegezinswoning                                                                           | Sint Ursmarusstraat 19       | Dendermonde |                             |              |
| http://inventaris.vioe.be/dibe/relict/48476  |                                              | (nl) Rijhuis                                                                                    | Sint Ursmarusstraat 20       | Dendermonde |                             |              |
| http://inventaris.vioe.be/dibe/relict/48477  |                                              | (nl) Scheepswerf Van Damme (voormalige)                                                         | Sint Ursmarusstraat 23       | Dendermonde |                             |              |
| http://inventaris.vioe.be/dibe/relict/48477  |                                              | (nl) Scheepswerf Van Damme (voormalige)                                                         | Sint Ursmarusstraat 23       | Dendermonde |                             |              |
| http://inventaris.vioe.be/dibe/relict/48478  |                                              | (nl) Herenhuis                                                                                  | Sint Ursmarusstraat 41       | Dendermonde |                             |              |
| http://inventaris.vioe.be/dibe/relict/48480  |                                              | (nl) Burgerhuis                                                                                 | Sint Ursmarusstraat 48       | Dendermonde |                             |              |
| http://inventaris.vioe.be/dibe/relict/48481  |                                              | (nl) Dorpswoning                                                                                | Sint Ursmarusstraat 49       | Dendermonde |                             |              |
| http://inventaris.vioe.be/dibe/relict/48482  |                                              | (nl) Burgerhuis                                                                                 | Sint Ursmarusstraat 60       | Dendermonde |                             |              |
| http://inventaris.vioe.be/dibe/relict/48483  |                                              | (nl) Herenhuis                                                                                  | Sint Ursmarusstraat 62       | Dendermonde |                             |              |
| http://inventaris.vioe.be/dibe/relict/48484  |                                              | (nl) Brouwerswoning en brouwerij                                                                | Sint Ursmarusstraat 68       | Dendermonde |                             |              |
| http://inventaris.vioe.be/dibe/relict/48485  |                                              | (nl) Site Hof van Peene met voormalige brouwerijgebouwen                                        | Sint Ursmarusstraat 69       | Dendermonde |                             |              |
| http://inventaris.vioe.be/dibe/relict/48486  |                                              | (nl) Dokterswoning                                                                              | Sint Ursmarusstraat 70       | Dendermonde |                             |              |
| http://inventaris.vioe.be/dibe/relict/48487  |                                              | (nl) Herenhuis                                                                                  | Sint Ursmarusstraat 88       | Dendermonde |                             |              |
| http://inventaris.vioe.be/dibe/relict/48488  |                                              | (nl) Dorpswoning                                                                                | Sint Ursmarusstraat 92       | Dendermonde |                             |              |
| http://inventaris.vioe.be/dibe/relict/48489  |                                              | (nl) Burgerhuis                                                                                 | Sint Ursmarusstraat 100A     | Dendermonde |                             |              |
| http://inventaris.vioe.be/dibe/relict/48491  |                                              | (nl) Brouwershuis (voormalig)                                                                   | Sint Ursmarusstraat 111      | Dendermonde |                             |              |
| http://inventaris.vioe.be/dibe/relict/48492  |                                              | (nl) Burgerhuis                                                                                 | Sint Ursmarusstraat 113      | Dendermonde |                             |              |
| http://inventaris.vioe.be/dibe/relict/48493  |                                              | (nl) Burgerhuis                                                                                 | Sint Ursmarusstraat 115      | Dendermonde |                             |              |
| http://inventaris.vioe.be/dibe/relict/48493  |                                              | (nl) Burgerhuis                                                                                 | Sint Ursmarusstraat 117      | Dendermonde |                             |              |
| http://inventaris.vioe.be/dibe/relict/48494  |                                              | (nl) Café, (voormalig) herenhuis                                                                | Sint Ursmarusstraat 125      | Dendermonde |                             |              |
| http://inventaris.vioe.be/dibe/relict/48497  | OO001676 OO001677 OO001678 OO001679 OO001680 | (nl) Herenhuis, heden Scheepvaartmuseum, en scheepswerven                                       | Sint Ursmarusstraat 137      | Dendermonde |                             |              |
| http://inventaris.vioe.be/dibe/relict/48497  | OO001676 OO001677 OO001678 OO001679 OO001680 | (nl) Herenhuis, heden Scheepvaartmuseum, en scheepswerven                                       | Sint Ursmarusstraat 139      | Dendermonde |                             |              |
| http://inventaris.vioe.be/dibe/relict/48498  |                                              | (nl) Dorpswoning                                                                                | Smeyskensstraat 113          | Dendermonde |                             |              |
| http://inventaris.vioe.be/dibe/relict/48499  |                                              | (nl) Boerenhuis                                                                                 | Theodoor Vermijlenstraat 138 | Dendermonde |                             |              |
| http://inventaris.vioe.be/dibe/relict/48500  |                                              | (nl) Wegkapel                                                                                   | Vlassenbroek                 | Dendermonde |                             |              |
| http://inventaris.vioe.be/dibe/relict/48501  |                                              | (nl) Veldkruis                                                                                  | Vlassenbroek                 | Dendermonde |                             |              |
| http://inventaris.vioe.be/dibe/relict/48502  |                                              | (nl) Herberg Vlassenbroek                                                                       | Vlassenbroek 54              | Dendermonde |                             |              |
| http://inventaris.vioe.be/dibe/relict/48503  |                                              | (nl) Dorpswoning                                                                                | Vlassenbroek 99              | Dendermonde |                             |              |
| http://inventaris.vioe.be/dibe/relict/48505  |                                              | (nl) Boerenhuisje                                                                               | Vlassenbroek 129             | Dendermonde |                             |              |
| http://inventaris.vioe.be/dibe/relict/48506  |                                              | (nl) Vrije Kleuterschool Vlassenbroek                                                           | Vlassenbroek 188             | Dendermonde |                             |              |
| http://inventaris.vioe.be/dibe/relict/48507  |                                              | (nl) Hoeve (voormalige)                                                                         | Vlassenbroek 232             | Dendermonde |                             |              |
| http://inventaris.vioe.be/dibe/relict/48508  |                                              | (nl) Hoeve (voormalige)                                                                         | Vlassenbroek 234             | Dendermonde |                             |              |
| http://inventaris.vioe.be/dibe/relict/48509  |                                              | (nl) Pomp aan kerkplein                                                                         | Vlassenbroek                 | Dendermonde |                             |              |
| http://inventaris.vioe.be/dibe/relict/48510  | OO000161 OO002157                            | (nl) Parochiekerk Sint-Gertrudis                                                                | Vlassenbroek                 | Dendermonde |                             |              |
| http://inventaris.vioe.be/dibe/relict/48511  |                                              | (nl) Hoeve                                                                                      | Denstraat 81                 | Dendermonde |                             |              |
| http://inventaris.vioe.be/dibe/relict/48511  |                                              | (nl) Hoeve                                                                                      | Denstraat 81                 | Dendermonde |                             |              |
| http://inventaris.vioe.be/dibe/relict/48512  |                                              | (nl) Oorlogsmonument                                                                            | Dokter Haekstraat            | Dendermonde |                             |              |
| http://inventaris.vioe.be/dibe/relict/48513  |                                              | (nl) Burgerhuis                                                                                 | Dokter Haekstraat 5          | Dendermonde |                             |              |
| http://inventaris.vioe.be/dibe/relict/48517  |                                              | (nl) Dorpswoning                                                                                | Dokter Haekstraat 17         | Dendermonde |                             |              |
| http://inventaris.vioe.be/dibe/relict/48518  |                                              | (nl) Dorpshuis                                                                                  | Dokter Haekstraat 19         | Dendermonde |                             |              |
| http://inventaris.vioe.be/dibe/relict/48519  |                                              | (nl) Rijhuizen                                                                                  | Dokter Haekstraat 42         | Dendermonde |                             |              |
| http://inventaris.vioe.be/dibe/relict/48519  |                                              | (nl) Rijhuizen                                                                                  | Dokter Haekstraat 44         | Dendermonde |                             |              |
| http://inventaris.vioe.be/dibe/relict/48519  |                                              | (nl) Rijhuizen                                                                                  | Dokter Haekstraat 48         | Dendermonde |                             |              |
| http://inventaris.vioe.be/dibe/relict/48520  |                                              | (nl) Groot eclectisch pand                                                                      | Dokter Haekstraat 46         | Dendermonde |                             |              |
| http://inventaris.vioe.be/dibe/relict/48522  |                                              | (nl) Neoclassicistisch burgerhuis                                                               | Dokter Haekstraat 54         | Dendermonde |                             |              |
| http://inventaris.vioe.be/dibe/relict/48523  |                                              | (nl) Burgerhuis                                                                                 | Ringstraat 1                 | Dendermonde |                             |              |
| http://inventaris.vioe.be/dibe/relict/48524  |                                              | (nl) Brouwerijgebouwen (voormalige)                                                             | Ringstraat 2                 | Dendermonde |                             |              |
| http://inventaris.vioe.be/dibe/relict/48526  |                                              | (nl) Eclectische villa                                                                          | Dokter Haekstraat 62         | Dendermonde |                             |              |
| http://inventaris.vioe.be/dibe/relict/48527  |                                              | (nl) Villa                                                                                      | Dokter Haekstraat 66         | Dendermonde |                             |              |
| http://inventaris.vioe.be/dibe/relict/48528  |                                              | (nl) Winkelhuis van drukkerij (voormalig)                                                       | Dokter Haekstraat 68         | Dendermonde |                             |              |
| http://inventaris.vioe.be/dibe/relict/48529  |                                              | (nl) Huizen in spiegelbeeldschema                                                               | Dokter Haekstraat 74         | Dendermonde |                             |              |
| http://inventaris.vioe.be/dibe/relict/48529  |                                              | (nl) Huizen in spiegelbeeldschema                                                               | Dokter Haekstraat 76         | Dendermonde |                             |              |
| http://inventaris.vioe.be/dibe/relict/48530  |                                              | (nl) Burgerhuis                                                                                 | Dokter Haekstraat 112        | Dendermonde |                             |              |
| http://inventaris.vioe.be/dibe/relict/48531  |                                              | (nl) Boerenhuis                                                                                 | Grootzand 9                  | Dendermonde |                             |              |
| http://inventaris.vioe.be/dibe/relict/48532  |                                              | (nl) Burgerhuis                                                                                 | Grootzand 19                 | Dendermonde |                             |              |
| http://inventaris.vioe.be/dibe/relict/48533  |                                              | (nl) Huizen in spiegelbeeldschema                                                               | Grootzand 18                 | Dendermonde |                             |              |
| http://inventaris.vioe.be/dibe/relict/48533  |                                              | (nl) Huizen in spiegelbeeldschema                                                               | Grootzand 20                 | Dendermonde |                             |              |
| http://inventaris.vioe.be/dibe/relict/48534  |                                              | (nl) Brouwershuis "De Ster" (voormalig)                                                         | Grootzand 22                 | Dendermonde |                             |              |
| http://inventaris.vioe.be/dibe/relict/48535  |                                              | (nl) Brouwerij "De Ster" (voormalige)                                                           | Grootzand 22A                | Dendermonde |                             |              |
| http://inventaris.vioe.be/dibe/relict/48536  |                                              | (nl) Ensemble van twee dorpshuizen                                                              | Grootzand 34                 | Dendermonde |                             |              |
| http://inventaris.vioe.be/dibe/relict/48536  |                                              | (nl) Ensemble van twee dorpshuizen                                                              | Grootzand 36                 | Dendermonde |                             |              |
| http://inventaris.vioe.be/dibe/relict/48537  |                                              | (nl) Herenhuis                                                                                  | Grootzand 54                 | Dendermonde |                             |              |
| http://inventaris.vioe.be/dibe/relict/48538  |                                              | (nl) Ensemble van vier huizen                                                                   | Grootzand 57                 | Dendermonde |                             |              |
| http://inventaris.vioe.be/dibe/relict/48538  |                                              | (nl) Ensemble van vier huizen                                                                   | Grootzand 59                 | Dendermonde |                             |              |
| http://inventaris.vioe.be/dibe/relict/48538  |                                              | (nl) Ensemble van vier huizen                                                                   | Grootzand 61                 | Dendermonde |                             |              |
| http://inventaris.vioe.be/dibe/relict/48538  |                                              | (nl) Ensemble van vier huizen                                                                   | Grootzand 63                 | Dendermonde |                             |              |
| http://inventaris.vioe.be/dibe/relict/48539  |                                              | (nl) Hoekhuis, café "'t Ros Beiaard"                                                            | Grootzand 89                 | Dendermonde |                             |              |
| http://inventaris.vioe.be/dibe/relict/48540  |                                              | (nl) Ensemble van twee woningen                                                                 | Grootzand 101                | Dendermonde |                             |              |
| http://inventaris.vioe.be/dibe/relict/48540  |                                              | (nl) Ensemble van twee woningen                                                                 | Grootzand 103                | Dendermonde |                             |              |
| http://inventaris.vioe.be/dibe/relict/48541  |                                              | (nl) Café en feestzaal "Gildenhuis"                                                             | Hamsesteenweg                | Dendermonde |                             |              |
| http://inventaris.vioe.be/dibe/relict/48541  |                                              | (nl) Café en feestzaal "Gildenhuis"                                                             | Hamsesteenweg 2              | Dendermonde |                             |              |
| http://inventaris.vioe.be/dibe/relict/48542  |                                              | (nl) Boerenarbeidershuis                                                                        | Hamsesteenweg 6              | Dendermonde |                             |              |
| http://inventaris.vioe.be/dibe/relict/48543  |                                              | (nl) Villa                                                                                      | Hamsesteenweg 8              | Dendermonde |                             |              |
| http://inventaris.vioe.be/dibe/relict/48544  |                                              | (nl) Boerderij en café (voormalige)                                                             | Hamsesteenweg 37             | Dendermonde |                             |              |
| http://inventaris.vioe.be/dibe/relict/48545  |                                              | (nl) Kapel Onze-Lieve-Vrouw van Vrede                                                           | Hekkenhoek                   | Dendermonde |                             |              |
| http://inventaris.vioe.be/dibe/relict/48546  |                                              | (nl) Boerenarbeidershuis                                                                        | Hekkenhoek 12                | Dendermonde |                             |              |
| http://inventaris.vioe.be/dibe/relict/48548  |                                              | (nl) Boerenarbeidershuis                                                                        | Hekkenhoek 47                | Dendermonde |                             |              |
| http://inventaris.vioe.be/dibe/relict/48549  |                                              | (nl) Boerenhuis                                                                                 | Hekkenhoek 30                | Dendermonde |                             |              |
| http://inventaris.vioe.be/dibe/relict/48550  |                                              | (nl) Hoeve (voormalige)                                                                         | Hekkenhoek 34                | Dendermonde |                             |              |
| http://inventaris.vioe.be/dibe/relict/48551  |                                              | (nl) Burgerhuis, "'t Kasteeltje Dommer"                                                         | Karel Eeckhoutstraat 13      | Dendermonde |                             |              |
| http://inventaris.vioe.be/dibe/relict/48552  |                                              | (nl) Wijkschool voor kleuters                                                                   | Krekelhoek 2                 | Dendermonde |                             |              |
| http://inventaris.vioe.be/dibe/relict/48553  |                                              | (nl) Watertoren                                                                                 | Lomeersstraat                | Dendermonde |                             |              |
| http://inventaris.vioe.be/dibe/relict/48554  |                                              | (nl) Villa                                                                                      | Martelarenlaan 9             | Dendermonde |                             |              |
| http://inventaris.vioe.be/dibe/relict/48555  |                                              | (nl) Villa                                                                                      | Martelarenlaan 11            | Dendermonde |                             |              |
| http://inventaris.vioe.be/dibe/relict/48557  |                                              | (nl) Koortskapel                                                                                | Oud Kerkhofstraat            | Dendermonde |                             |              |
| http://inventaris.vioe.be/dibe/relict/48558  |                                              | (nl) Onze-Lieve-Vrouw ter Noodkapel                                                             | Smidsestraat                 | Dendermonde |                             |              |
| http://inventaris.vioe.be/dibe/relict/48559  |                                              | (nl) Boerenhuis                                                                                 | Oude Molenstraat 49          | Dendermonde |                             |              |
| http://inventaris.vioe.be/dibe/relict/48560  |                                              | (nl) Hoeve Baetens                                                                              | Oude Molenstraat 98          | Dendermonde |                             |              |
| http://inventaris.vioe.be/dibe/relict/48561  |                                              | (nl) Villa Chantecler en conciërgewoning                                                        | Reynoutstraat 4              | Dendermonde |                             |              |
| http://inventaris.vioe.be/dibe/relict/48561  |                                              | (nl) Villa Chantecler en conciërgewoning                                                        | Reynoutstraat 6              | Dendermonde |                             |              |
| http://inventaris.vioe.be/dibe/relict/48562  |                                              | (nl) Hoekhuis, café "'t Lere Lapke"                                                             | Reynoutstraat 2              | Dendermonde |                             |              |
| http://inventaris.vioe.be/dibe/relict/48564  |                                              | (nl) Burgerhuis                                                                                 | Sint Elooistraat 11          | Dendermonde |                             |              |
| http://inventaris.vioe.be/dibe/relict/48565  |                                              | (nl) Burgerhuis                                                                                 | Sint Elooistraat 13          | Dendermonde |                             |              |
| http://inventaris.vioe.be/dibe/relict/48566  |                                              | (nl) Sint-Margrietkapel                                                                         | Sint Margrietstraat          | Dendermonde |                             |              |
| http://inventaris.vioe.be/dibe/relict/48567  |                                              | (nl) Landhuis                                                                                   | Sint Margrietstraat 24       | Dendermonde |                             |              |
| http://inventaris.vioe.be/dibe/relict/48568  |                                              | (nl) Gekoppelde dorpswoningen                                                                   | Smidsestraat 14              | Dendermonde |                             |              |
| http://inventaris.vioe.be/dibe/relict/48568  |                                              | (nl) Gekoppelde dorpswoningen                                                                   | Smidsestraat 16              | Dendermonde |                             |              |
| http://inventaris.vioe.be/dibe/relict/48570  |                                              | (nl) Boerenarbeidershuis, voormalige smidse                                                     | Smidsestraat 20              | Dendermonde |                             |              |
| http://inventaris.vioe.be/dibe/relict/48571  |                                              | (nl) Café "De Verloren Zoon"                                                                    | Smidsestraat 37              | Dendermonde |                             |              |
| http://inventaris.vioe.be/dibe/relict/48572  |                                              | (nl) Burgerhuis                                                                                 | Smidsestraat 39              | Dendermonde |                             |              |
| http://inventaris.vioe.be/dibe/relict/48573  |                                              | (nl) Dokterswoning (voormalige)                                                                 | Smidsestraat 55              | Dendermonde |                             |              |
| http://inventaris.vioe.be/dibe/relict/48574  |                                              | (nl) Burgerhuis                                                                                 | Smidsestraat 75              | Dendermonde |                             |              |
| http://inventaris.vioe.be/dibe/relict/48576  |                                              | (nl) Café "'t Zonneken"                                                                         | Smidsestraat 94              | Dendermonde |                             |              |
| http://inventaris.vioe.be/dibe/relict/48577  |                                              | (nl) Herdenkingsmonument                                                                        | Steenweg van Grembergen      | Dendermonde |                             |              |
| http://inventaris.vioe.be/dibe/relict/48578  |                                              | (nl) Villa                                                                                      | Steenweg van Grembergen 1    | Dendermonde |                             |              |
| http://inventaris.vioe.be/dibe/relict/48579  |                                              | (nl) Villa, tweegezinswoning                                                                    | Steenweg van Grembergen 3    | Dendermonde |                             |              |
| http://inventaris.vioe.be/dibe/relict/48579  |                                              | (nl) Villa, tweegezinswoning                                                                    | Steenweg van Grembergen 5    | Dendermonde |                             |              |
| http://inventaris.vioe.be/dibe/relict/48580  |                                              | (nl) Woning conducteur artillerie (voormalige)                                                  | Steenweg van Grembergen 4    | Dendermonde |                             |              |
| http://inventaris.vioe.be/dibe/relict/48581  |                                              | (nl) Villa, tweegezinswoning                                                                    | Steenweg van Grembergen 11   | Dendermonde |                             |              |
| http://inventaris.vioe.be/dibe/relict/48581  |                                              | (nl) Villa, tweegezinswoning                                                                    | Steenweg van Grembergen 13   | Dendermonde |                             |              |
| http://inventaris.vioe.be/dibe/relict/48582  |                                              | (nl) Villa                                                                                      | Steenweg van Grembergen 17   | Dendermonde |                             |              |
| http://inventaris.vioe.be/dibe/relict/48583  |                                              | (nl) Villa                                                                                      | Steenweg van Grembergen 25   | Dendermonde |                             |              |
| http://inventaris.vioe.be/dibe/relict/48584  |                                              | (nl) Villa "Evergreen"                                                                          | Steenweg van Grembergen 29   | Dendermonde |                             |              |
| http://inventaris.vioe.be/dibe/relict/48585  |                                              | (nl) Café en afspanning (voormalig)                                                             | Steenweg van Grembergen 41   | Dendermonde |                             |              |
| http://inventaris.vioe.be/dibe/relict/48586  |                                              | (nl) Villa                                                                                      | Volkaertwegel 19             | Dendermonde |                             |              |
| http://inventaris.vioe.be/dibe/relict/48587  |                                              | (nl) Paalkapelletje                                                                             | Vijfbunderstraat             | Dendermonde |                             |              |
| http://inventaris.vioe.be/dibe/relict/48588  |                                              | (nl) Boerenarbeidershuis                                                                        | Vijfbunderstraat 13          | Dendermonde |                             |              |
| http://inventaris.vioe.be/dibe/relict/48589  |                                              | (nl) Villa                                                                                      | Vijfbunderstraat 23          | Dendermonde |                             |              |
| http://inventaris.vioe.be/dibe/relict/48591  |                                              | (nl) Villa                                                                                      | Zeelsebaan 16                | Dendermonde |                             |              |
| http://inventaris.vioe.be/dibe/relict/48592  |                                              | (nl) Villa                                                                                      | Zeelsebaan 22                | Dendermonde |                             |              |
| http://inventaris.vioe.be/dibe/relict/48593  |                                              | (nl) Dorpswoning                                                                                | Zeelsebaan 58                | Dendermonde |                             |              |
| http://inventaris.vioe.be/dibe/relict/48594  |                                              | (nl) Rijhuizen                                                                                  | Zeelsebaan 60                | Dendermonde |                             |              |
| http://inventaris.vioe.be/dibe/relict/48594  |                                              | (nl) Rijhuizen                                                                                  | Zeelsebaan 62                | Dendermonde |                             |              |
| http://inventaris.vioe.be/dibe/relict/48594  |                                              | (nl) Rijhuizen                                                                                  | Zeelsebaan 64                | Dendermonde |                             |              |
| http://inventaris.vioe.be/dibe/relict/48594  |                                              | (nl) Rijhuizen                                                                                  | Zeelsebaan 66                | Dendermonde |                             |              |
| http://inventaris.vioe.be/dibe/relict/48594  |                                              | (nl) Rijhuizen                                                                                  | Zeelsebaan 68                | Dendermonde |                             |              |
| http://inventaris.vioe.be/dibe/relict/48594  |                                              | (nl) Rijhuizen                                                                                  | Zeelsebaan 70                | Dendermonde |                             |              |
| http://inventaris.vioe.be/dibe/relict/48594  |                                              | (nl) Rijhuizen                                                                                  | Zeelsebaan 72                | Dendermonde |                             |              |
| http://inventaris.vioe.be/dibe/relict/48594  |                                              | (nl) Rijhuizen                                                                                  | Zeelsebaan 74                | Dendermonde |                             |              |
| http://inventaris.vioe.be/dibe/relict/48595  |                                              | (nl) Bedrijfsgebouwen (voormalige)                                                              | Zeelsebaan 83                | Dendermonde |                             |              |
| http://inventaris.vioe.be/dibe/relict/48596  |                                              | (nl) Boerenhuis met café (voormalig)                                                            | Zijdijk 2                    | Dendermonde |                             |              |
| http://inventaris.vioe.be/dibe/relict/48597  |                                              | (nl) Herberg "ter Killen" (voormalige)                                                          | Zijdijk 9                    | Dendermonde |                             |              |
| http://inventaris.vioe.be/dibe/relict/48599  |                                              | (nl) Boerenarbeidershuis                                                                        | Benedenstraat 4              | Dendermonde |                             |              |
| http://inventaris.vioe.be/dibe/relict/48600  |                                              | (nl) Boerenarbeidershuizen                                                                      | Benedenstraat 5              | Dendermonde |                             |              |
| http://inventaris.vioe.be/dibe/relict/48600  |                                              | (nl) Boerenarbeidershuizen                                                                      | Benedenstraat 7              | Dendermonde |                             |              |
| http://inventaris.vioe.be/dibe/relict/48600  |                                              | (nl) Boerenarbeidershuizen                                                                      | Benedenstraat 9              | Dendermonde |                             |              |
| http://inventaris.vioe.be/dibe/relict/48601  |                                              | (nl) Boerenwoning                                                                               | Benedenstraat 11             | Dendermonde |                             |              |
| http://inventaris.vioe.be/dibe/relict/48602  |                                              | (nl) Sint-Aldegondekapel                                                                        | Kapelweg                     | Dendermonde |                             |              |
| http://inventaris.vioe.be/dibe/relict/48603  | OO002160 OO002942                            | (nl) Sint-Aldegondekerk                                                                         | Mespelarestraat_02 z/n       | Dendermonde |                             |              |
| http://inventaris.vioe.be/dibe/relict/48604  | OO002159                                     | (nl) Schandpaal                                                                                 | Mespelarestraat_01 z/n       | Dendermonde |                             |              |
| http://inventaris.vioe.be/dibe/relict/48606  |                                              | (nl) Boerenarbeidershuizen                                                                      | Mespelarestraat_02 60        | Dendermonde |                             |              |
| http://inventaris.vioe.be/dibe/relict/48606  |                                              | (nl) Boerenarbeidershuizen                                                                      | Mespelarestraat_02 62        | Dendermonde |                             |              |
| http://inventaris.vioe.be/dibe/relict/48607  |                                              | (nl) Boerenarbeidershuis                                                                        | Mespelarestraat_02 76        | Dendermonde |                             |              |
| http://inventaris.vioe.be/dibe/relict/48609  |                                              | (nl) Villa's in spiegelbeeld                                                                    | Mespelarestraat_02 110       | Dendermonde |                             |              |
| http://inventaris.vioe.be/dibe/relict/48610  |                                              | (nl) Klooster met school (voormalig)                                                            | Mespelarestraat_02 126       | Dendermonde |                             |              |
| http://inventaris.vioe.be/dibe/relict/48612  | OO001864 OO002103 OO002161                   | (nl) Parochiekerk Onze-Lieve-Vrouw Hemelvaart                                                   | Oudegemse baan               | Dendermonde |                             |              |
| http://inventaris.vioe.be/dibe/relict/48613  |                                              | (nl) Burgerhuis                                                                                 | Dr Frans De Hovrestraat 3    | Dendermonde |                             |              |
| http://inventaris.vioe.be/dibe/relict/48614  |                                              | (nl) Burgerhuis                                                                                 | Dr Frans De Hovrestraat 8    | Dendermonde |                             |              |
| http://inventaris.vioe.be/dibe/relict/48614  |                                              | (nl) Burgerhuis                                                                                 | Dr Frans De Hovrestraat 10   | Dendermonde |                             |              |
| http://inventaris.vioe.be/dibe/relict/48615  |                                              | (nl) Boerenhuis                                                                                 | Eegene 32                    | Dendermonde |                             |              |
| http://inventaris.vioe.be/dibe/relict/48617  |                                              | (nl) Burgerhuis en fabrieksgebouwen                                                             | Hof ten Bos                  | Dendermonde |                             |              |
| http://inventaris.vioe.be/dibe/relict/48618  |                                              | (nl) Samenstel van vier arbeidershuizen                                                         | Hof ten Bos 44               | Dendermonde |                             |              |
| http://inventaris.vioe.be/dibe/relict/48618  |                                              | (nl) Samenstel van vier arbeidershuizen                                                         | Hof ten Bos 46               | Dendermonde |                             |              |
| http://inventaris.vioe.be/dibe/relict/48618  |                                              | (nl) Samenstel van vier arbeidershuizen                                                         | Hof ten Bos 48               | Dendermonde |                             |              |
| http://inventaris.vioe.be/dibe/relict/48618  |                                              | (nl) Samenstel van vier arbeidershuizen                                                         | Hof ten Bos 50               | Dendermonde |                             |              |
| http://inventaris.vioe.be/dibe/relict/48619  | OO001864                                     | (nl) Burgerhuis                                                                                 | Hofstraat 1                  | Dendermonde |                             |              |
| http://inventaris.vioe.be/dibe/relict/48620  | OO001864                                     | (nl) Herenhuis                                                                                  | Hofstraat 3                  | Dendermonde |                             |              |
| http://inventaris.vioe.be/dibe/relict/48621  | OO001864 OO002162                            | (nl) Huis, pastorie                                                                             | Hofstraat 7                  | Dendermonde |                             |              |
| http://inventaris.vioe.be/dibe/relict/48622  | OO001864                                     | (nl) Burgerhuis                                                                                 | Hofstraat 21                 | Dendermonde |                             |              |
| http://inventaris.vioe.be/dibe/relict/48623  | OO001864                                     | (nl) Burgerhuis                                                                                 | Hofstraat 24                 | Dendermonde |                             |              |
| http://inventaris.vioe.be/dibe/relict/48624  | OO001864                                     | (nl) Dorpswoning                                                                                | Hofstraat 25                 | Dendermonde |                             |              |
| http://inventaris.vioe.be/dibe/relict/48625  |                                              | (nl) Burgerhuis                                                                                 | Hofstraat 64                 | Dendermonde |                             |              |
| http://inventaris.vioe.be/dibe/relict/48626  |                                              | (nl) Romp van windmolen                                                                         | Hofstraat                    | Dendermonde |                             |              |
| http://inventaris.vioe.be/dibe/relict/48627  |                                              | (nl) Hoeve                                                                                      | Kloostergoedstraat 60        | Dendermonde |                             |              |
| http://inventaris.vioe.be/dibe/relict/48628  | OO001864                                     | (nl) Dorpswoning                                                                                | Lambroeckstraat 6            | Dendermonde |                             |              |
| http://inventaris.vioe.be/dibe/relict/48629  |                                              | (nl) Burgerhuis                                                                                 | Lambroeckstraat 55           | Dendermonde |                             |              |
| http://inventaris.vioe.be/dibe/relict/48631  |                                              | (nl) Burgerhuis                                                                                 | Lambroeckstraat 97           | Dendermonde |                             |              |
| http://inventaris.vioe.be/dibe/relict/48632  |                                              | (nl) Hoeve                                                                                      | Lambroeckstraat 104          | Dendermonde |                             |              |
| http://inventaris.vioe.be/dibe/relict/48633  |                                              | (nl) Boerenburgerhuis                                                                           | Lambroeckstraat 120          | Dendermonde |                             |              |
| http://inventaris.vioe.be/dibe/relict/48634  | OO001864 OO001985                            | (nl) Heilige Antoniuskapel                                                                      | Mevrouw Courtmansstraat      | Dendermonde |                             |              |
| http://inventaris.vioe.be/dibe/relict/48635  | OO001864                                     | (nl) Dorpswoning                                                                                | Mevrouw Courtmansstraat 17   | Dendermonde |                             |              |
| http://inventaris.vioe.be/dibe/relict/48636  | OO001864                                     | (nl) Arbeidershuizen                                                                            | Nederstraat 6                | Dendermonde |                             |              |
| http://inventaris.vioe.be/dibe/relict/48636  | OO001864                                     | (nl) Arbeidershuizen                                                                            | Nederstraat 8                | Dendermonde |                             |              |
| http://inventaris.vioe.be/dibe/relict/48636  | OO001864                                     | (nl) Arbeidershuizen                                                                            | Nederstraat 10               | Dendermonde |                             |              |
| http://inventaris.vioe.be/dibe/relict/48637  | OO001864                                     | (nl) Arbeidershuis                                                                              | Nederstraat 7                | Dendermonde |                             |              |
| http://inventaris.vioe.be/dibe/relict/48638  | OO001864                                     | (nl) Arbeidershuis                                                                              | Nederstraat 13               | Dendermonde |                             |              |
| http://inventaris.vioe.be/dibe/relict/48639  | OO001864                                     | (nl) Beluik van arbeidershuizen                                                                 | Nederstraat 18               | Dendermonde |                             |              |
| http://inventaris.vioe.be/dibe/relict/48639  | OO001864                                     | (nl) Beluik van arbeidershuizen                                                                 | Nederstraat 20               | Dendermonde |                             |              |
| http://inventaris.vioe.be/dibe/relict/48639  | OO001864                                     | (nl) Beluik van arbeidershuizen                                                                 | Nederstraat 22               | Dendermonde |                             |              |
| http://inventaris.vioe.be/dibe/relict/48639  | OO001864                                     | (nl) Beluik van arbeidershuizen                                                                 | Nederstraat 24               | Dendermonde |                             |              |
| http://inventaris.vioe.be/dibe/relict/48639  | OO001864                                     | (nl) Beluik van arbeidershuizen                                                                 | Nederstraat 26               | Dendermonde |                             |              |
| http://inventaris.vioe.be/dibe/relict/48641  | OO001864                                     | (nl) Twee arbeidershuizen                                                                       | Nederstraat 27               | Dendermonde |                             |              |
| http://inventaris.vioe.be/dibe/relict/48641  | OO001864                                     | (nl) Twee arbeidershuizen                                                                       | Nederstraat 29               | Dendermonde |                             |              |
| http://inventaris.vioe.be/dibe/relict/48642  |                                              | (nl) Burgerhuis                                                                                 | Onze Lieve Vrouwstraat 1     | Dendermonde |                             |              |
| http://inventaris.vioe.be/dibe/relict/48643  |                                              | (nl) Burgerhuis                                                                                 | Oude baan 5                  | Dendermonde |                             |              |
| http://inventaris.vioe.be/dibe/relict/48644  |                                              | (nl) Burgerhuis, tweegezinswoning                                                               | Oude baan 7                  | Dendermonde |                             |              |
| http://inventaris.vioe.be/dibe/relict/48644  |                                              | (nl) Burgerhuis, tweegezinswoning                                                               | Oude baan 9                  | Dendermonde |                             |              |
| http://inventaris.vioe.be/dibe/relict/48645  |                                              | (nl) Burgerhuis                                                                                 | Oude baan 24                 | Dendermonde |                             |              |
| http://inventaris.vioe.be/dibe/relict/48646  |                                              | (nl) Boerenarbeidershuis                                                                        | Oude baan 91                 | Dendermonde |                             |              |
| http://inventaris.vioe.be/dibe/relict/48647  | OO001864 OO003492                            | (nl) Oorlogsmonument                                                                            | Ouburg                       | Dendermonde |                             |              |
| http://inventaris.vioe.be/dibe/relict/48648  | OO001864                                     | (nl) Burgerhuis                                                                                 | Ouburg 5                     | Dendermonde |                             |              |
| http://inventaris.vioe.be/dibe/relict/48649  | OO001864 OO002132                            | (nl) Herenhuis                                                                                  | Ouburg 16                    | Dendermonde |                             |              |
| http://inventaris.vioe.be/dibe/relict/48650  |                                              | (nl) Gemeentelijke Basisschool                                                                  | Ouburg 25                    | Dendermonde |                             |              |
| http://inventaris.vioe.be/dibe/relict/48653  |                                              | (nl) Boerenarbeidershuis                                                                        | Ouburg 154                   | Dendermonde |                             |              |
| http://inventaris.vioe.be/dibe/relict/48654  | OO001864                                     | (nl) Gemeentehuis (voormalig)                                                                   | Oudegemse baan 2             | Dendermonde |                             |              |
| http://inventaris.vioe.be/dibe/relict/48655  | OO001864                                     | (nl) Burgerhuis                                                                                 | Oudegemse baan 3             | Dendermonde |                             |              |
| http://inventaris.vioe.be/dibe/relict/48656  | OO001864                                     | (nl) Dorpswoning                                                                                | Oudegemse baan 4             | Dendermonde |                             |              |
| http://inventaris.vioe.be/dibe/relict/48657  |                                              | (nl) Hoekhuis                                                                                   | Oudegemse baan 16            | Dendermonde |                             |              |
| http://inventaris.vioe.be/dibe/relict/48658  |                                              | (nl) Villa                                                                                      | Oudegemse baan 24            | Dendermonde |                             |              |
| http://inventaris.vioe.be/dibe/relict/48659  |                                              | (nl) Rijhuis                                                                                    | Oudegemse baan 40            | Dendermonde |                             |              |
| http://inventaris.vioe.be/dibe/relict/48660  |                                              | (nl) Hoekhuis                                                                                   | Oudegemse baan 45            | Dendermonde |                             |              |
| http://inventaris.vioe.be/dibe/relict/48661  |                                              | (nl) Rijhuis                                                                                    | Oudegemse baan 48            | Dendermonde |                             |              |
| http://inventaris.vioe.be/dibe/relict/48662  |                                              | (nl) Burgerhuis                                                                                 | Oudegemse baan 65            | Dendermonde |                             |              |
| http://inventaris.vioe.be/dibe/relict/48663  |                                              | (nl) Burgerhuis                                                                                 | Oudegemse baan 67            | Dendermonde |                             |              |
| http://inventaris.vioe.be/dibe/relict/48664  |                                              | (nl) Dorpswoning                                                                                | Oudegemse baan 72            | Dendermonde |                             |              |
| http://inventaris.vioe.be/dibe/relict/48665  |                                              | (nl) Woon- en winkelpand                                                                        | Oudegemse baan 102           | Dendermonde |                             |              |
| http://inventaris.vioe.be/dibe/relict/48666  |                                              | (nl) Burgerhuis                                                                                 | Oudegemse baan 107           | Dendermonde |                             |              |
| http://inventaris.vioe.be/dibe/relict/48667  |                                              | (nl) Villa                                                                                      | Oudegemse baan 111           | Dendermonde |                             |              |
| http://inventaris.vioe.be/dibe/relict/48668  |                                              | (nl) Villa                                                                                      | Oudegemse baan 119           | Dendermonde |                             |              |
| http://inventaris.vioe.be/dibe/relict/48669  |                                              | (nl) Dorpswoning                                                                                | Varenbergstraat 19           | Dendermonde |                             |              |
| http://inventaris.vioe.be/dibe/relict/48670  |                                              | (nl) Dorpswoning                                                                                | Varenbergstraat 21           | Dendermonde |                             |              |
| http://inventaris.vioe.be/dibe/relict/48671  |                                              | (nl) Hoekhuis, tweegezinswoning                                                                 | Varenbergstraat 90           | Dendermonde |                             |              |
| http://inventaris.vioe.be/dibe/relict/48671  |                                              | (nl) Hoekhuis, tweegezinswoning                                                                 | Varenbergstraat 92           | Dendermonde |                             |              |
| http://inventaris.vioe.be/dibe/relict/48672  | OO001864                                     | (nl) Burgerhuis                                                                                 | Zijpestraat 7                | Dendermonde |                             |              |
| http://inventaris.vioe.be/dibe/relict/48673  | OO001864                                     | (nl) Dorpshuis, (voormalig) hoevetje                                                            | Zijpestraat 15               | Dendermonde |                             |              |
| http://inventaris.vioe.be/dibe/relict/48674  |                                              | (nl) Onze-Lieve-Vrouwekapel                                                                     | Brukkelen                    | Dendermonde |                             |              |
| http://inventaris.vioe.be/dibe/relict/48675  |                                              | (nl) Boerenarbeidershuis                                                                        | Eegene 110                   | Dendermonde |                             |              |
| http://inventaris.vioe.be/dibe/relict/48676  | OO002166 OO002167                            | (nl) Lustverblijf van de abt van de abdij van Affligem (voormalig)                              | Eegene 136                   | Dendermonde |                             |              |
| http://inventaris.vioe.be/dibe/relict/48677  |                                              | (nl) Villa                                                                                      | Jozef De Troetselstraat 33   | Dendermonde |                             |              |
| http://inventaris.vioe.be/dibe/relict/48678  |                                              | (nl) Boerenhuis                                                                                 | Langestraat 11               | Dendermonde |                             |              |
| http://inventaris.vioe.be/dibe/relict/48679  |                                              | (nl) Hoeve en kapel Onze-Lieve-Vrouw Zeven Weeën                                                | Langestraat 16               | Dendermonde |                             |              |
| http://inventaris.vioe.be/dibe/relict/48680  |                                              | (nl) Hoeve (voormalige)                                                                         | Migrodriesstraat 17          | Dendermonde |                             |              |
| http://inventaris.vioe.be/dibe/relict/48681  |                                              | (nl) Hoevetje                                                                                   | Oudegemstraat 20             | Dendermonde |                             |              |
| http://inventaris.vioe.be/dibe/relict/48682  |                                              | (nl) Hoeve                                                                                      | Migrostraat 51               | Dendermonde |                             |              |
| http://inventaris.vioe.be/dibe/relict/48683  |                                              | (nl) Dorpswoning met oudere stal                                                                | Migrostraat 55               | Dendermonde |                             |              |
| http://inventaris.vioe.be/dibe/relict/48685  |                                              | (nl) Burgerhuis                                                                                 | Moleneinde 18                | Dendermonde |                             |              |
| http://inventaris.vioe.be/dibe/relict/48686  |                                              | (nl) Burgerhuis                                                                                 | Moleneinde 20                | Dendermonde |                             |              |
| http://inventaris.vioe.be/dibe/relict/48688  |                                              | (nl) Burgerhuis                                                                                 | Molenkouterstraat 16         | Dendermonde |                             |              |
| http://inventaris.vioe.be/dibe/relict/48689  |                                              | (nl) Kapel Onze-Lieve-Vrouw van Fatima                                                          | Molenkouterstraat            | Dendermonde |                             |              |
| http://inventaris.vioe.be/dibe/relict/48690  |                                              | (nl) Boerenarbeidershuis                                                                        | Nieuwstraat 29               | Dendermonde |                             |              |
| http://inventaris.vioe.be/dibe/relict/48691  |                                              | (nl) Burgerhuis                                                                                 | Nieuwstraat 43               | Dendermonde |                             |              |
| http://inventaris.vioe.be/dibe/relict/48692  |                                              | (nl) Hoeve (voormalige)                                                                         | Oude Brugstraat 1            | Dendermonde |                             |              |
| http://inventaris.vioe.be/dibe/relict/48693  |                                              | (nl) Hoekhuis                                                                                   | Oude Brugstraat 3            | Dendermonde |                             |              |
| http://inventaris.vioe.be/dibe/relict/48694  |                                              | (nl) Burgerhuis                                                                                 | Oude Brugstraat 5            | Dendermonde |                             |              |
| http://inventaris.vioe.be/dibe/relict/48695  |                                              | (nl) Burgerhuis                                                                                 | Oude Brugstraat 10           | Dendermonde |                             |              |
| http://inventaris.vioe.be/dibe/relict/48696  |                                              | (nl) Hoeve                                                                                      | Plesbosstraat 4              | Dendermonde |                             |              |
| http://inventaris.vioe.be/dibe/relict/48699  |                                              | (nl) Burgerhuis                                                                                 | Schoonaardebaan 31           | Dendermonde |                             |              |
| http://inventaris.vioe.be/dibe/relict/48700  |                                              | (nl) Pastorie                                                                                   | Schoonaardebaan 56           | Dendermonde |                             |              |
| http://inventaris.vioe.be/dibe/relict/48701  |                                              | (nl) Brouwershuis (voormalig)                                                                   | Schoonaardebaan 63           | Dendermonde |                             |              |
| http://inventaris.vioe.be/dibe/relict/48702  |                                              | (nl) Boerenhuis                                                                                 | Schuiteplasstraat 75         | Dendermonde |                             |              |
| http://inventaris.vioe.be/dibe/relict/48703  |                                              | (nl) Geheel van zes woningen                                                                    | Steenweg naar Wetteren 4     | Dendermonde |                             |              |
| http://inventaris.vioe.be/dibe/relict/48703  |                                              | (nl) Geheel van zes woningen                                                                    | Steenweg naar Wetteren 6     | Dendermonde |                             |              |
| http://inventaris.vioe.be/dibe/relict/48703  |                                              | (nl) Geheel van zes woningen                                                                    | Steenweg naar Wetteren 8     | Dendermonde |                             |              |
| http://inventaris.vioe.be/dibe/relict/48703  |                                              | (nl) Geheel van zes woningen                                                                    | Steenweg naar Wetteren 10    | Dendermonde |                             |              |
| http://inventaris.vioe.be/dibe/relict/48703  |                                              | (nl) Geheel van zes woningen                                                                    | Steenweg naar Wetteren 14    | Dendermonde |                             |              |
| http://inventaris.vioe.be/dibe/relict/48703  |                                              | (nl) Geheel van zes woningen                                                                    | Steenweg naar Wetteren 16    | Dendermonde |                             |              |
| http://inventaris.vioe.be/dibe/relict/48704  |                                              | (nl) Herenhuis                                                                                  | Steenweg naar Wetteren 18    | Dendermonde |                             |              |
| http://inventaris.vioe.be/dibe/relict/48706  |                                              | (nl) Tweegezinswoning                                                                           | Steenweg naar Wetteren 31    | Dendermonde |                             |              |
| http://inventaris.vioe.be/dibe/relict/48706  |                                              | (nl) Tweegezinswoning                                                                           | Steenweg naar Wetteren 33    | Dendermonde |                             |              |
| http://inventaris.vioe.be/dibe/relict/48707  |                                              | (nl) Ensemble van tien woningen                                                                 | Steenweg naar Wetteren 59    | Dendermonde |                             |              |
| http://inventaris.vioe.be/dibe/relict/48707  |                                              | (nl) Ensemble van tien woningen                                                                 | Steenweg naar Wetteren 61    | Dendermonde |                             |              |
| http://inventaris.vioe.be/dibe/relict/48707  |                                              | (nl) Ensemble van tien woningen                                                                 | Steenweg naar Wetteren 63    | Dendermonde |                             |              |
| http://inventaris.vioe.be/dibe/relict/48707  |                                              | (nl) Ensemble van tien woningen                                                                 | Steenweg naar Wetteren 65    | Dendermonde |                             |              |
| http://inventaris.vioe.be/dibe/relict/48707  |                                              | (nl) Ensemble van tien woningen                                                                 | Steenweg naar Wetteren 67    | Dendermonde |                             |              |
| http://inventaris.vioe.be/dibe/relict/48707  |                                              | (nl) Ensemble van tien woningen                                                                 | Steenweg naar Wetteren 69    | Dendermonde |                             |              |
| http://inventaris.vioe.be/dibe/relict/48707  |                                              | (nl) Ensemble van tien woningen                                                                 | Steenweg naar Wetteren 71    | Dendermonde |                             |              |
| http://inventaris.vioe.be/dibe/relict/48707  |                                              | (nl) Ensemble van tien woningen                                                                 | Steenweg naar Wetteren 73    | Dendermonde |                             |              |
| http://inventaris.vioe.be/dibe/relict/48707  |                                              | (nl) Ensemble van tien woningen                                                                 | Steenweg naar Wetteren 75    | Dendermonde |                             |              |
| http://inventaris.vioe.be/dibe/relict/48707  |                                              | (nl) Ensemble van tien woningen                                                                 | Steenweg naar Wetteren 77    | Dendermonde |                             |              |
| http://inventaris.vioe.be/dibe/relict/48708  |                                              | (nl) Hoeve                                                                                      | Vrankrijkstraat 8            | Dendermonde |                             |              |
| http://inventaris.vioe.be/dibe/relict/48709  |                                              | (nl) Burgerhuis                                                                                 | Vrankrijkstraat 25           | Dendermonde |                             |              |
| http://inventaris.vioe.be/dibe/relict/48710  |                                              | (nl) Boerenarbeidershuis                                                                        | Vrankrijkstraat 42           | Dendermonde |                             |              |
| http://inventaris.vioe.be/dibe/relict/48711  |                                              | (nl) Burgerhuis                                                                                 | Vrankrijkstraat 83           | Dendermonde |                             |              |
| http://inventaris.vioe.be/dibe/relict/48712  |                                              | (nl) Kapel Onze-Lieve-Vrouw ter Nood                                                            | Vrankrijkstraat 108          | Dendermonde |                             |              |
| http://inventaris.vioe.be/dibe/relict/48713  |                                              | (nl) Begraafplaats                                                                              | Acacialaan                   | Dendermonde |                             |              |
| http://inventaris.vioe.be/dibe/relict/48714  |                                              | (nl) Winkelhuis                                                                                 | Breestraat 3                 | Dendermonde |                             |              |
| http://inventaris.vioe.be/dibe/relict/48714  |                                              | (nl) Winkelhuis                                                                                 | Breestraat 5                 | Dendermonde |                             |              |
| http://inventaris.vioe.be/dibe/relict/48715  |                                              | (nl) Arbeidershuis                                                                              | Breestraat 11                | Dendermonde |                             |              |
| http://inventaris.vioe.be/dibe/relict/48716  |                                              | (nl) Hoevetje                                                                                   | Breestraat 106               | Dendermonde |                             |              |
| http://inventaris.vioe.be/dibe/relict/48717  |                                              | (nl) Boerenarbeidershuis                                                                        | Brugstraat 15                | Dendermonde |                             |              |
| http://inventaris.vioe.be/dibe/relict/48718  |                                              | (nl) Café "Molenhuis" (voormalig)                                                               | Buisstraat 6                 | Dendermonde |                             |              |
| http://inventaris.vioe.be/dibe/relict/48719  |                                              | (nl) Gekoppelde dorpswoningen                                                                   | Buisstraat 8                 | Dendermonde |                             |              |
| http://inventaris.vioe.be/dibe/relict/48719  |                                              | (nl) Gekoppelde dorpswoningen                                                                   | Buisstraat 10                | Dendermonde |                             |              |
| http://inventaris.vioe.be/dibe/relict/48720  |                                              | (nl) Burgerhuis                                                                                 | Buisstraat 14                | Dendermonde |                             |              |
| http://inventaris.vioe.be/dibe/relict/48721  |                                              | (nl) Ensemble van vier arbeidershuizen                                                          | Buisstraat 61                | Dendermonde |                             |              |
| http://inventaris.vioe.be/dibe/relict/48721  |                                              | (nl) Ensemble van vier arbeidershuizen                                                          | Buisstraat 63                | Dendermonde |                             |              |
| http://inventaris.vioe.be/dibe/relict/48721  |                                              | (nl) Ensemble van vier arbeidershuizen                                                          | Buisstraat 65                | Dendermonde |                             |              |
| http://inventaris.vioe.be/dibe/relict/48721  |                                              | (nl) Ensemble van vier arbeidershuizen                                                          | Buisstraat 67                | Dendermonde |                             |              |
| http://inventaris.vioe.be/dibe/relict/48722  |                                              | (nl) Herenhuis                                                                                  | Burgemeester Potiaulaan 9    | Dendermonde |                             |              |
| http://inventaris.vioe.be/dibe/relict/48723  |                                              | (nl) Burgerhuis                                                                                 | Burgemeester Potiaulaan 19   | Dendermonde |                             |              |
| http://inventaris.vioe.be/dibe/relict/48724  |                                              | (nl) Twee burgerhuizen                                                                          | Burgemeester Potiaulaan 20   | Dendermonde |                             |              |
| http://inventaris.vioe.be/dibe/relict/48724  |                                              | (nl) Twee burgerhuizen                                                                          | Burgemeester Potiaulaan 22   | Dendermonde |                             |              |
| http://inventaris.vioe.be/dibe/relict/48725  |                                              | (nl) Twee burgerhuizen                                                                          | Burgemeester Potiaulaan 21   | Dendermonde |                             |              |
| http://inventaris.vioe.be/dibe/relict/48725  |                                              | (nl) Twee burgerhuizen                                                                          | Burgemeester Potiaulaan 23   | Dendermonde |                             |              |
| http://inventaris.vioe.be/dibe/relict/48726  |                                              | (nl) Burgerhuis                                                                                 | Burgemeester Potiaulaan 33   | Dendermonde |                             |              |
| http://inventaris.vioe.be/dibe/relict/48727  |                                              | (nl) Rijhuizen                                                                                  | Burgemeester Potiaulaan 51   | Dendermonde |                             |              |
| http://inventaris.vioe.be/dibe/relict/48727  |                                              | (nl) Rijhuizen                                                                                  | Burgemeester Potiaulaan 53   | Dendermonde |                             |              |
| http://inventaris.vioe.be/dibe/relict/48727  |                                              | (nl) Rijhuizen                                                                                  | Burgemeester Potiaulaan 55   | Dendermonde |                             |              |
| http://inventaris.vioe.be/dibe/relict/48728  |                                              | (nl) Burgerhuizen                                                                               | Burgemeester Potiaulaan 64   | Dendermonde |                             |              |
| http://inventaris.vioe.be/dibe/relict/48728  |                                              | (nl) Burgerhuizen                                                                               | Burgemeester Potiaulaan 66   | Dendermonde |                             |              |
| http://inventaris.vioe.be/dibe/relict/48728  |                                              | (nl) Burgerhuizen                                                                               | Burgemeester Potiaulaan 68   | Dendermonde |                             |              |
| http://inventaris.vioe.be/dibe/relict/48728  |                                              | (nl) Burgerhuizen                                                                               | Burgemeester Potiaulaan 70   | Dendermonde |                             |              |
| http://inventaris.vioe.be/dibe/relict/48728  |                                              | (nl) Burgerhuizen                                                                               | Burgemeester Potiaulaan 72   | Dendermonde |                             |              |
| http://inventaris.vioe.be/dibe/relict/48728  |                                              | (nl) Burgerhuizen                                                                               | Burgemeester Potiaulaan 74   | Dendermonde |                             |              |
| http://inventaris.vioe.be/dibe/relict/48728  |                                              | (nl) Burgerhuizen                                                                               | Burgemeester Potiaulaan 76   | Dendermonde |                             |              |
| http://inventaris.vioe.be/dibe/relict/48729  |                                              | (nl) Burgerhuis                                                                                 | Burgemeester Potiaulaan 79   | Dendermonde |                             |              |
| http://inventaris.vioe.be/dibe/relict/48730  |                                              | (nl) Hoeve                                                                                      | Camille Marchantplein 100    | Dendermonde |                             |              |
| http://inventaris.vioe.be/dibe/relict/48731  |                                              | (nl) Gemeenteschool                                                                             | Denderbellestraat 2A         | Dendermonde |                             |              |
| http://inventaris.vioe.be/dibe/relict/48732  |                                              | (nl) Burgerhuis                                                                                 | Emanuel Hielstraat 10        | Dendermonde |                             |              |
| http://inventaris.vioe.be/dibe/relict/48733  |                                              | (nl) Burgerhuis                                                                                 | Emanuel Hielstraat 12        | Dendermonde |                             |              |
| http://inventaris.vioe.be/dibe/relict/48733  |                                              | (nl) Burgerhuis                                                                                 | Emanuel Hielstraat 14        | Dendermonde |                             |              |
| http://inventaris.vioe.be/dibe/relict/48735  |                                              | (nl) Burgerhuis                                                                                 | Frans Van Schoorstraat 20    | Dendermonde |                             |              |
| http://inventaris.vioe.be/dibe/relict/48736  |                                              | (nl) Rijhuis, café "Centrum"                                                                    | Frans Van Schoorstraat 21    | Dendermonde |                             |              |
| http://inventaris.vioe.be/dibe/relict/48738  |                                              | (nl) Chalet Callebaut                                                                           | Gasthuisstraat 37            | Dendermonde |                             |              |
| http://inventaris.vioe.be/dibe/relict/48739  |                                              | (nl) Eenheidsbebouwing                                                                          | Gasthuisstraat 43            | Dendermonde |                             |              |
| http://inventaris.vioe.be/dibe/relict/48739  |                                              | (nl) Eenheidsbebouwing                                                                          | Gasthuisstraat 45            | Dendermonde |                             |              |
| http://inventaris.vioe.be/dibe/relict/48739  |                                              | (nl) Eenheidsbebouwing                                                                          | Gasthuisstraat 47            | Dendermonde |                             |              |
| http://inventaris.vioe.be/dibe/relict/48739  |                                              | (nl) Eenheidsbebouwing                                                                          | Gasthuisstraat 49            | Dendermonde |                             |              |
| http://inventaris.vioe.be/dibe/relict/48739  |                                              | (nl) Eenheidsbebouwing                                                                          | Gasthuisstraat 51            | Dendermonde |                             |              |
| http://inventaris.vioe.be/dibe/relict/48740  |                                              | (nl) Burgerhuis                                                                                 | Gasthuisstraat 83            | Dendermonde |                             |              |
| http://inventaris.vioe.be/dibe/relict/48741  |                                              | (nl) Arbeidershuis                                                                              | Heirbaan 11                  | Dendermonde |                             |              |
| http://inventaris.vioe.be/dibe/relict/48742  |                                              | (nl) Rijhuizen                                                                                  | Heirbaan 27-29               | Dendermonde |                             |              |
| http://inventaris.vioe.be/dibe/relict/48743  |                                              | (nl) Tweegezinswoning                                                                           | Heirbaan 99                  | Dendermonde |                             |              |
| http://inventaris.vioe.be/dibe/relict/48743  |                                              | (nl) Tweegezinswoning                                                                           | Heirbaan 101                 | Dendermonde |                             |              |
| http://inventaris.vioe.be/dibe/relict/48744  |                                              | (nl) Burgerhuis                                                                                 | Heirbaan 103                 | Dendermonde |                             |              |
| http://inventaris.vioe.be/dibe/relict/48745  |                                              | (nl) Villa                                                                                      | Heirbaan 116                 | Dendermonde |                             |              |
| http://inventaris.vioe.be/dibe/relict/48746  |                                              | (nl) Burgerhuis                                                                                 | Heirbaan 148                 | Dendermonde |                             |              |
| http://inventaris.vioe.be/dibe/relict/48748  |                                              | (nl) Boomkapel met Mariabeeldje                                                                 | Hertstraat                   | Dendermonde |                             |              |
| http://inventaris.vioe.be/dibe/relict/48749  |                                              | (nl) Sint-Jozefkapel                                                                            | Hof ter Hertwinckelstraat    | Dendermonde |                             |              |
| http://inventaris.vioe.be/dibe/relict/48750  |                                              | (nl) Villa                                                                                      | Hullekenstraat 15            | Dendermonde |                             |              |
| http://inventaris.vioe.be/dibe/relict/48751  |                                              | (nl) Hoeve                                                                                      | Hullekenstraat 30            | Dendermonde |                             |              |
| http://inventaris.vioe.be/dibe/relict/48752  |                                              | (nl) Hoeve                                                                                      | Hullekenstraat 34            | Dendermonde |                             |              |
| http://inventaris.vioe.be/dibe/relict/48752  |                                              | (nl) Hoeve                                                                                      | Hullekenstraat 36            | Dendermonde |                             |              |
| http://inventaris.vioe.be/dibe/relict/48753  |                                              | (nl) Boschhoeve                                                                                 | Hullekenstraat 103           | Dendermonde |                             |              |
| http://inventaris.vioe.be/dibe/relict/48754  |                                              | (nl) Ensemble van twee arbeiderswoningen                                                        | Hullekenstraat 116           | Dendermonde |                             |              |
| http://inventaris.vioe.be/dibe/relict/48754  |                                              | (nl) Ensemble van twee arbeiderswoningen                                                        | Hullekenstraat 118           | Dendermonde |                             |              |
| http://inventaris.vioe.be/dibe/relict/48755  |                                              | (nl) Burgerhuis                                                                                 | Jozef Van Bogaertstraat 4    | Dendermonde |                             |              |
| http://inventaris.vioe.be/dibe/relict/48756  |                                              | (nl) Ensemble van drie dorpswoningen                                                            | Jozef Van Bogaertstraat 14   | Dendermonde |                             |              |
| http://inventaris.vioe.be/dibe/relict/48756  |                                              | (nl) Ensemble van drie dorpswoningen                                                            | Jozef Van Bogaertstraat 16   | Dendermonde |                             |              |
| http://inventaris.vioe.be/dibe/relict/48756  |                                              | (nl) Ensemble van drie dorpswoningen                                                            | Jozef Van Bogaertstraat 18   | Dendermonde |                             |              |
| http://inventaris.vioe.be/dibe/relict/48757  |                                              | (nl) Ensemble van drie burgerhuizen                                                             | Jozef Van Bogaertstraat 26   | Dendermonde |                             |              |
| http://inventaris.vioe.be/dibe/relict/48757  |                                              | (nl) Ensemble van drie burgerhuizen                                                             | Jozef Van Bogaertstraat 28   | Dendermonde |                             |              |
| http://inventaris.vioe.be/dibe/relict/48757  |                                              | (nl) Ensemble van drie burgerhuizen                                                             | Jozef Van Bogaertstraat 30   | Dendermonde |                             |              |
| http://inventaris.vioe.be/dibe/relict/48758  |                                              | (nl) Burgerhuis                                                                                 | Klein Gent 7                 | Dendermonde |                             |              |
| http://inventaris.vioe.be/dibe/relict/48759  |                                              | (nl) Ensemble van twee huizen                                                                   | Koning Albertstraat 10       | Dendermonde |                             |              |
| http://inventaris.vioe.be/dibe/relict/48759  |                                              | (nl) Ensemble van twee huizen                                                                   | Koning Albertstraat 12       | Dendermonde |                             |              |
| http://inventaris.vioe.be/dibe/relict/48761  |                                              | (nl) Rijhuis                                                                                    | Koning Albertstraat 31       | Dendermonde |                             |              |
| http://inventaris.vioe.be/dibe/relict/48762  |                                              | (nl) Dorpswoning met garage                                                                     | Koning Albertstraat 32       | Dendermonde |                             |              |
| http://inventaris.vioe.be/dibe/relict/48762  |                                              | (nl) Dorpswoning met garage                                                                     | Koning Albertstraat 34       | Dendermonde |                             |              |
| http://inventaris.vioe.be/dibe/relict/48764  |                                              | (nl) Café "De Rop van Houwe"                                                                    | Koning Albertstraat 82       | Dendermonde |                             |              |
| http://inventaris.vioe.be/dibe/relict/48765  |                                              | (nl) Burgerhuis                                                                                 | Koning Albertstraat 107      | Dendermonde |                             |              |
| http://inventaris.vioe.be/dibe/relict/48766  |                                              | (nl) Ensemble van vier burgerhuizen                                                             | Koning Albertstraat 113      | Dendermonde |                             |              |
| http://inventaris.vioe.be/dibe/relict/48766  |                                              | (nl) Ensemble van vier burgerhuizen                                                             | Koning Albertstraat 115      | Dendermonde |                             |              |
| http://inventaris.vioe.be/dibe/relict/48766  |                                              | (nl) Ensemble van vier burgerhuizen                                                             | Koning Albertstraat 117      | Dendermonde |                             |              |
| http://inventaris.vioe.be/dibe/relict/48766  |                                              | (nl) Ensemble van vier burgerhuizen                                                             | Koning Albertstraat 119      | Dendermonde |                             |              |
| http://inventaris.vioe.be/dibe/relict/48767  |                                              | (nl) Burgerhuis, tweegezinswoning                                                               | Koning Albertstraat 121      | Dendermonde |                             |              |
| http://inventaris.vioe.be/dibe/relict/48767  |                                              | (nl) Burgerhuis, tweegezinswoning                                                               | Koning Albertstraat 123      | Dendermonde |                             |              |
| http://inventaris.vioe.be/dibe/relict/48768  |                                              | (nl) Dorpswoning bij hoek Hoge Weg                                                              | Koning Albertstraat 124      | Dendermonde |                             |              |
| http://inventaris.vioe.be/dibe/relict/48769  |                                              | (nl) Burgerhuis                                                                                 | Koning Albertstraat 131      | Dendermonde |                             |              |
| http://inventaris.vioe.be/dibe/relict/48770  |                                              | (nl) Hoeve, "Rogghemanshof"                                                                     | Korte Dijkstraat 80          | Dendermonde |                             |              |
| http://inventaris.vioe.be/dibe/relict/48771  |                                              | (nl) Kapel 't Kruis                                                                             | Kruisstraat                  | Dendermonde |                             |              |
| http://inventaris.vioe.be/dibe/relict/48772  |                                              | (nl) Hoeve                                                                                      | Kruisstraat 15               | Dendermonde |                             |              |
| http://inventaris.vioe.be/dibe/relict/48773  |                                              | (nl) Hoeve met rest molenromp                                                                   | Lange Dijkstraat 38          | Dendermonde |                             |              |
| http://inventaris.vioe.be/dibe/relict/48774  |                                              | (nl) Hoeve "Hevaertshof"                                                                        | Lange Dijkstraat 40          | Dendermonde |                             |              |
| http://inventaris.vioe.be/dibe/relict/48775  |                                              | (nl) Heilige Ritakapel                                                                          | Lange Dijkstraat             | Dendermonde |                             |              |
| http://inventaris.vioe.be/dibe/relict/48776  |                                              | (nl) Hoevecomplex                                                                               | Moerstraat 11                | Dendermonde |                             |              |
| http://inventaris.vioe.be/dibe/relict/48777  |                                              | (nl) Hoeve                                                                                      | Moerstraat 173               | Dendermonde |                             |              |
| http://inventaris.vioe.be/dibe/relict/48778  |                                              | (nl) Burgerhuis                                                                                 | Otterstraat 7                | Dendermonde |                             |              |
| http://inventaris.vioe.be/dibe/relict/48779  |                                              | (nl) Burgerhuis, tweegezinswoning                                                               | Otterstraat 23               | Dendermonde |                             |              |
| http://inventaris.vioe.be/dibe/relict/48779  |                                              | (nl) Burgerhuis, tweegezinswoning                                                               | Otterstraat 25               | Dendermonde |                             |              |
| http://inventaris.vioe.be/dibe/relict/48780  |                                              | (nl) Burgerhuis, tweegezinswoning                                                               | Otterstraat 73               | Dendermonde |                             |              |
| http://inventaris.vioe.be/dibe/relict/48780  |                                              | (nl) Burgerhuis, tweegezinswoning                                                               | Otterstraat 75               | Dendermonde |                             |              |
| http://inventaris.vioe.be/dibe/relict/48781  |                                              | (nl) Burgerhuis                                                                                 | Otterstraat 77               | Dendermonde |                             |              |
| http://inventaris.vioe.be/dibe/relict/48782  |                                              | (nl) Burgerhuis                                                                                 | Otterstraat 87               | Dendermonde |                             |              |
| http://inventaris.vioe.be/dibe/relict/48783  |                                              | (nl) Burgerhuis                                                                                 | Otterstraat 90               | Dendermonde |                             |              |
| http://inventaris.vioe.be/dibe/relict/48784  |                                              | (nl) Twee burgerhuizen                                                                          | Otterstraat 106              | Dendermonde |                             |              |
| http://inventaris.vioe.be/dibe/relict/48784  |                                              | (nl) Twee burgerhuizen                                                                          | Otterstraat 108              | Dendermonde |                             |              |
| http://inventaris.vioe.be/dibe/relict/48785  |                                              | (nl) Rijhuis                                                                                    | Otterstraat 111              | Dendermonde |                             |              |
| http://inventaris.vioe.be/dibe/relict/48786  |                                              | (nl) Hoekhuis                                                                                   | Otterstraat 122              | Dendermonde |                             |              |
| http://inventaris.vioe.be/dibe/relict/48787  |                                              | (nl) Parochiaal centrum                                                                         | Otterstraat 124              | Dendermonde |                             |              |
| http://inventaris.vioe.be/dibe/relict/48790  |                                              | (nl) "Pachterscamer" (voormalige)                                                               | Oud Klooster 50              | Dendermonde |                             |              |
| http://inventaris.vioe.be/dibe/relict/48791  |                                              | (nl) Arbeidershuis                                                                              | Pastoor Claeysstraat 50      | Dendermonde |                             |              |
| http://inventaris.vioe.be/dibe/relict/48792  |                                              | (nl) Burgerhuis                                                                                 | Pastoor Claeysstraat 63      | Dendermonde |                             |              |
| http://inventaris.vioe.be/dibe/relict/48793  |                                              | (nl) Hoevetje                                                                                   | Processiestraat 48           | Dendermonde |                             |              |
| http://inventaris.vioe.be/dibe/relict/48794  |                                              | (nl) Calvariekapel                                                                              | Robert Ramlotstraat          | Dendermonde |                             |              |
| http://inventaris.vioe.be/dibe/relict/48795  |                                              | (nl) Hoeve                                                                                      | Robert Ramlotstraat 43       | Dendermonde |                             |              |
| http://inventaris.vioe.be/dibe/relict/48796  |                                              | (nl) Parochiekerk Onze-Lieve-Vrouw van Zwijveke                                                 | Serbosstraat                 | Dendermonde |                             |              |
| http://inventaris.vioe.be/dibe/relict/48797  |                                              | (nl) Dorpswoning                                                                                | Spoorwegstraat 6             | Dendermonde |                             |              |
| http://inventaris.vioe.be/dibe/relict/48798  |                                              | (nl) Burgerhuis                                                                                 | Spoorwegstraat 202           | Dendermonde |                             |              |
| http://inventaris.vioe.be/dibe/relict/48799  |                                              | (nl) Sint-Lutgartkerk en Mariagrot                                                              | Spoorwegstraat               | Dendermonde |                             |              |
| http://inventaris.vioe.be/dibe/relict/48799  |                                              | (nl) Sint-Lutgartkerk en Mariagrot                                                              | Spoorwegstraat               | Dendermonde |                             |              |
| http://inventaris.vioe.be/dibe/relict/48801  |                                              | (nl) Burgerhuis                                                                                 | Sint Gillislaan 4            | Dendermonde |                             |              |
| http://inventaris.vioe.be/dibe/relict/48802  |                                              | (nl) Kasteeltje (voormalig)                                                                     | Sint Gillislaan 6            | Dendermonde |                             |              |
| http://inventaris.vioe.be/dibe/relict/48803  |                                              | (nl) Burgerhuis                                                                                 | Sint Gillislaan 10           | Dendermonde |                             |              |
| http://inventaris.vioe.be/dibe/relict/48804  |                                              | (nl) Burgerhuis                                                                                 | Sint Gillislaan 12           | Dendermonde |                             |              |
| http://inventaris.vioe.be/dibe/relict/48805  |                                              | (nl) Burgerhuis                                                                                 | Sint Gillislaan 15           | Dendermonde |                             |              |
| http://inventaris.vioe.be/dibe/relict/48806  |                                              | (nl) Dorpswoning                                                                                | Sint Gillislaan 19           | Dendermonde |                             |              |
| http://inventaris.vioe.be/dibe/relict/48807  |                                              | (nl) Gemeentehuis van Sint-Gillis                                                               | Sint Gillislaan 22           | Dendermonde |                             |              |
| http://inventaris.vioe.be/dibe/relict/48807  |                                              | (nl) Gemeentehuis van Sint-Gillis                                                               | Sint Gillislaan 22           | Dendermonde |                             |              |
| http://inventaris.vioe.be/dibe/relict/48808  |                                              | (nl) Burgerhuis                                                                                 | Sint Gillislaan 23           | Dendermonde |                             |              |
| http://inventaris.vioe.be/dibe/relict/48809  |                                              | (nl) Burgerhuis                                                                                 | Sint Gillislaan 25           | Dendermonde |                             |              |
| http://inventaris.vioe.be/dibe/relict/48810  |                                              | (nl) Burgerhuis                                                                                 | Sint Gillislaan 27           | Dendermonde |                             |              |
| http://inventaris.vioe.be/dibe/relict/48811  |                                              | (nl) Burgerhuis                                                                                 | Sint Gillislaan 29           | Dendermonde |                             |              |
| http://inventaris.vioe.be/dibe/relict/48812  |                                              | (nl) Burgerhuis                                                                                 | Sint Gillislaan 35           | Dendermonde |                             |              |
| http://inventaris.vioe.be/dibe/relict/48813  |                                              | (nl) Dorpswoning                                                                                | Sint Gillislaan 40           | Dendermonde |                             |              |
| http://inventaris.vioe.be/dibe/relict/48814  |                                              | (nl) "Villa Heyvaert" (voormalige)                                                              | Sint Gillislaan 47           | Dendermonde |                             |              |
| http://inventaris.vioe.be/dibe/relict/48815  |                                              | (nl) Dorpswoning                                                                                | Sint Gillislaan 62           | Dendermonde |                             |              |
| http://inventaris.vioe.be/dibe/relict/48816  |                                              | (nl) Herenhuis                                                                                  | Sint Gillislaan 59           | Dendermonde |                             |              |
| http://inventaris.vioe.be/dibe/relict/48816  |                                              | (nl) Herenhuis                                                                                  | Sint Gillislaan 61           | Dendermonde |                             |              |
| http://inventaris.vioe.be/dibe/relict/48816  |                                              | (nl) Herenhuis                                                                                  | Sint Gillislaan 63           | Dendermonde |                             |              |
| http://inventaris.vioe.be/dibe/relict/48817  |                                              | (nl) Burgerhuis                                                                                 | Sint Gillislaan 65           | Dendermonde |                             |              |
| http://inventaris.vioe.be/dibe/relict/48818  |                                              | (nl) Burgerhuis                                                                                 | Sint Gillislaan 67           | Dendermonde |                             |              |
| http://inventaris.vioe.be/dibe/relict/48819  |                                              | (nl) Burgerhuis                                                                                 | Sint Gillislaan 73           | Dendermonde |                             |              |
| http://inventaris.vioe.be/dibe/relict/48820  |                                              | (nl) Hoekhuis                                                                                   | Sint Gillislaan 78           | Dendermonde |                             |              |
| http://inventaris.vioe.be/dibe/relict/48821  |                                              | (nl) Burgerhuis                                                                                 | Sint Gillislaan 84           | Dendermonde |                             |              |
| http://inventaris.vioe.be/dibe/relict/48822  |                                              | (nl) Burgerhuis                                                                                 | Sint Gillislaan 86           | Dendermonde |                             |              |
| http://inventaris.vioe.be/dibe/relict/48823  |                                              | (nl) Cinema Albert (voormalige)                                                                 | Sint Gillislaan 90           | Dendermonde |                             |              |
| http://inventaris.vioe.be/dibe/relict/48823  |                                              | (nl) Cinema Albert (voormalige)                                                                 | Sint Gillislaan 92           | Dendermonde |                             |              |
| http://inventaris.vioe.be/dibe/relict/48824  |                                              | (nl) Ensemble van zes rijhuizen                                                                 | Sint Gillislaan 100          | Dendermonde |                             |              |
| http://inventaris.vioe.be/dibe/relict/48824  |                                              | (nl) Ensemble van zes rijhuizen                                                                 | Sint Gillislaan 102          | Dendermonde |                             |              |
| http://inventaris.vioe.be/dibe/relict/48824  |                                              | (nl) Ensemble van zes rijhuizen                                                                 | Sint Gillislaan 104          | Dendermonde |                             |              |
| http://inventaris.vioe.be/dibe/relict/48824  |                                              | (nl) Ensemble van zes rijhuizen                                                                 | Sint Gillislaan 106          | Dendermonde |                             |              |
| http://inventaris.vioe.be/dibe/relict/48824  |                                              | (nl) Ensemble van zes rijhuizen                                                                 | Sint Gillislaan 108          | Dendermonde |                             |              |
| http://inventaris.vioe.be/dibe/relict/48824  |                                              | (nl) Ensemble van zes rijhuizen                                                                 | Sint Gillislaan 110          | Dendermonde |                             |              |
| http://inventaris.vioe.be/dibe/relict/48824  |                                              | (nl) Ensemble van zes rijhuizen                                                                 | Sint Gillislaan 112          | Dendermonde |                             |              |
| http://inventaris.vioe.be/dibe/relict/48825  |                                              | (nl) Ensemble van twee burgerhuizen                                                             | Sint Gillislaan 120          | Dendermonde |                             |              |
| http://inventaris.vioe.be/dibe/relict/48825  |                                              | (nl) Ensemble van twee burgerhuizen                                                             | Sint Gillislaan 122          | Dendermonde |                             |              |
| http://inventaris.vioe.be/dibe/relict/48826  |                                              | (nl) Dorpswoning                                                                                | Sint Gillislaan 185          | Dendermonde |                             |              |
| http://inventaris.vioe.be/dibe/relict/48827  |                                              | (nl) Burgerhuis                                                                                 | Torrestraat 2                | Dendermonde |                             |              |
| http://inventaris.vioe.be/dibe/relict/48829  |                                              | (nl) Hoeve (voormalige)                                                                         | Torrestraat 35               | Dendermonde |                             |              |
| http://inventaris.vioe.be/dibe/relict/48830  |                                              | (nl) Dorpswoning                                                                                | Torrestraat 48               | Dendermonde |                             |              |
| http://inventaris.vioe.be/dibe/relict/48831  |                                              | (nl) Hoekhuis                                                                                   | Van Langenhovestraat 1       | Dendermonde |                             |              |
| http://inventaris.vioe.be/dibe/relict/48832  |                                              | (nl) Samenstel van twee rijhuizen                                                               | Van Langenhovestraat 3       | Dendermonde |                             |              |
| http://inventaris.vioe.be/dibe/relict/48832  |                                              | (nl) Samenstel van twee rijhuizen                                                               | Van Langenhovestraat 5       | Dendermonde |                             |              |
| http://inventaris.vioe.be/dibe/relict/48833  |                                              | (nl) Burgerhuis                                                                                 | Van Langenhovestraat 10      | Dendermonde |                             |              |
| http://inventaris.vioe.be/dibe/relict/48834  |                                              | (nl) Burgerhuis                                                                                 | Van Langenhovestraat 14      | Dendermonde |                             |              |
| http://inventaris.vioe.be/dibe/relict/48835  |                                              | (nl) Burgerhuis                                                                                 | Van Langenhovestraat 20      | Dendermonde |                             |              |
| http://inventaris.vioe.be/dibe/relict/48840  |                                              | (nl) Hoekhuis                                                                                   | Van Langenhovestraat 237     | Dendermonde |                             |              |
| http://inventaris.vioe.be/dibe/relict/48841  |                                              | (nl) Burgerhuis                                                                                 | Van Langenhovestraat 239     | Dendermonde |                             |              |
| http://inventaris.vioe.be/dibe/relict/48842  |                                              | (nl) Burgerhuis                                                                                 | Veldstraat 8                 | Dendermonde |                             |              |
| http://inventaris.vioe.be/dibe/relict/48843  |                                              | (nl) Burgerhuis                                                                                 | Vijfde Januaristraat 23      | Dendermonde |                             |              |
| http://inventaris.vioe.be/dibe/relict/48844  |                                              | (nl) Hoeve, voorheen olieslagerij                                                               | Vlietbergstraat 1            | Dendermonde |                             |              |
| http://inventaris.vioe.be/dibe/relict/48845  |                                              | (nl) Heilig Hartkapel                                                                           | Vlietbergstraat              | Dendermonde |                             |              |
| http://inventaris.vioe.be/dibe/relict/48846  |                                              | (nl) Kapel Onze-Lieve-Vrouw van Gaverland                                                       | Volaardestraat               | Dendermonde |                             |              |
| http://inventaris.vioe.be/dibe/relict/48847  |                                              | (nl) Boerenarbeidershuis                                                                        | Warmen Haard 19              | Dendermonde |                             |              |
| http://inventaris.vioe.be/dibe/relict/48848  |                                              | (nl) Boerenarbeidershuis                                                                        | Winningstraat 99             | Dendermonde |                             |              |
| http://inventaris.vioe.be/dibe/relict/48849  |                                              | (nl) Hoeve "Cuypershof"                                                                         | Wolvestraat 14               | Dendermonde |                             |              |
| http://inventaris.vioe.be/dibe/relict/48850  | OO000165 OO002804                            | (nl) Pastorie van parochie Sint-Gillis (voormalige)                                             | Brusselsestraat 67           | Dendermonde |                             |              |
| http://inventaris.vioe.be/dibe/relict/48852  | OO002805                                     | (nl) Arbeidershuizen                                                                            | Heldenplein 1                | Dendermonde |                             |              |
| http://inventaris.vioe.be/dibe/relict/48852  | OO002805                                     | (nl) Arbeidershuizen                                                                            | Zwijvickstraat 1             | Dendermonde |                             |              |
| http://inventaris.vioe.be/dibe/relict/48852  | OO002805                                     | (nl) Arbeidershuizen                                                                            | Zwijvickstraat 3             | Dendermonde |                             |              |
| http://inventaris.vioe.be/dibe/relict/48852  | OO002805                                     | (nl) Arbeidershuizen                                                                            | Zwijvickstraat 5             | Dendermonde |                             |              |
| http://inventaris.vioe.be/dibe/relict/48852  | OO002805                                     | (nl) Arbeidershuizen                                                                            | Zwijvickstraat 7             | Dendermonde |                             |              |
| http://inventaris.vioe.be/dibe/relict/48852  | OO002805                                     | (nl) Arbeidershuizen                                                                            | Zwijvickstraat 9             | Dendermonde |                             |              |
| http://inventaris.vioe.be/dibe/relict/48852  | OO002805                                     | (nl) Arbeidershuizen                                                                            | Zwijvickstraat 11            | Dendermonde |                             |              |
| http://inventaris.vioe.be/dibe/relict/48852  | OO002805                                     | (nl) Arbeidershuizen                                                                            | Zwijvickstraat 13            | Dendermonde |                             |              |
| http://inventaris.vioe.be/dibe/relict/48854  | OO002731                                     | (nl) Pastorie van de parochie Sint-Ursmarus                                                     | Sint-Ursmarusstraat 98       | Dendermonde |                             |              |
| http://inventaris.vioe.be/dibe/relict/48855  | OO002732                                     | (nl) Pastorie                                                                                   | Singelweg 19                 | Dendermonde |                             |              |
| http://inventaris.vioe.be/dibe/relict/48856  | OO002734                                     | (nl) Pastorie Sint-Gertrudisparochie                                                            | Vlassenbroek 192             | Dendermonde |                             |              |
| http://inventaris.vioe.be/dibe/relict/48857  | OO002789                                     | (nl) "Spaans hof"                                                                               | Mespelarestraat_02 104       | Dendermonde |                             |              |
| http://inventaris.vioe.be/dibe/relict/48858  | OO002791                                     | (nl) Hoeve in U-vorm                                                                            | Jozef De Troetselstraat 36   | Dendermonde |                             |              |
| http://inventaris.vioe.be/dibe/relict/48859  | OO002792                                     | (nl) Gesloten hoeve                                                                             | Plesbosstraat 1              | Dendermonde |                             |              |
| http://inventaris.vioe.be/dibe/relict/48860  | OO002794                                     | (nl) Hoevecomplex                                                                               | Migrostraat 123              | Dendermonde |                             |              |
| http://inventaris.vioe.be/dibe/relict/48861  | OO002790                                     | (nl) Hoeve                                                                                      | Opstalplein 22               | Dendermonde |                             |              |
| http://inventaris.vioe.be/dibe/relict/48862  | OO002793                                     | (nl) Herenwoning De Rycke (voormalige)                                                          | Hoofdstraat 175              | Dendermonde |                             |              |
| http://inventaris.vioe.be/dibe/relict/48863  | OO002800                                     | (nl) Bastion VIII                                                                               | Begijnhoflaan 45             | Dendermonde |                             |              |
| http://inventaris.vioe.be/dibe/relict/48863  | OO002800                                     | (nl) Bastion VIII                                                                               | Nieuw Kwartier 31            | Dendermonde |                             |              |
| http://inventaris.vioe.be/dibe/relict/48863  | OO002800                                     | (nl) Bastion VIII                                                                               | Nieuw Kwartier 41            | Dendermonde |                             |              |
| http://inventaris.vioe.be/dibe/relict/48863  | OO002800                                     | (nl) Bastion VIII                                                                               | Nieuw Kwartier 43            | Dendermonde |                             |              |
| http://inventaris.vioe.be/dibe/relict/48863  | OO002800                                     | (nl) Bastion VIII                                                                               | Nieuw Kwartier 44            | Dendermonde |                             |              |
| http://inventaris.vioe.be/dibe/relict/48863  | OO002800                                     | (nl) Bastion VIII                                                                               | Nieuw Kwartier 47            | Dendermonde |                             |              |
| http://inventaris.vioe.be/dibe/relict/48864  | OO000163 OO000386                            | Porte de Bruxelles                                                                              | Leopold II laan              | Dendermonde |                             |              |
| http://inventaris.vioe.be/dibe/relict/48865  | OO002796 OO002798 OO002799                   | (nl) Bastion V, met laboratorium, kazemat en watertoren                                         | Leopold II laan              | Dendermonde |                             |              |
| http://inventaris.vioe.be/dibe/relict/48865  | OO002796 OO002798 OO002799                   | (nl) Bastion V, met laboratorium, kazemat en watertoren                                         | Leopold II laan              | Dendermonde |                             |              |
| http://inventaris.vioe.be/dibe/relict/48865  | OO002796 OO002798 OO002799                   | (nl) Bastion V, met laboratorium, kazemat en watertoren                                         | Leopold II laan 10           | Dendermonde |                             |              |
| http://inventaris.vioe.be/dibe/relict/48866  | OO002151                                     | (nl) Mechelse Poort                                                                             | Leopold II laan              | Dendermonde |                             |              |
| http://inventaris.vioe.be/dibe/relict/48867  | OO002801                                     | (nl) Bastion IX, kazemat en patronenfabriek                                                     | Sas                          | Dendermonde |                             |              |
| http://inventaris.vioe.be/dibe/relict/48868  | OO002569 OO002570                            | (nl) Arsenaal Dendermonde                                                                       | Zuidlaan 36                  | Dendermonde |                             |              |
| http://inventaris.vioe.be/dibe/relict/48869  | OO002803                                     | (nl) Batterij 3 (voormalige), sergeantenwoning en kazemat                                       | Fortstraat 111               | Dendermonde |                             |              |
| http://inventaris.vioe.be/dibe/relict/48869  | OO002803                                     | (nl) Batterij 3 (voormalige), sergeantenwoning en kazemat                                       | Fortstraat 112               | Dendermonde |                             |              |
| http://inventaris.vioe.be/dibe/relict/48870  | OO002802                                     | (nl) Batterij 2 (voormalige)                                                                    | Winningstraat                | Dendermonde |                             |              |
| http://inventaris.vioe.be/dibe/relict/48870  | OO002802                                     | (nl) Batterij 2 (voormalige)                                                                    | Winningstraat                | Dendermonde |                             |              |
| http://inventaris.vioe.be/dibe/relict/48870  | OO002802                                     | (nl) Batterij 2 (voormalige)                                                                    | Winningstraat 50             | Dendermonde |                             |              |
| http://inventaris.vioe.be/dibe/relict/48871  | OO002839                                     | (nl) Stationsgebouw (voormalig)                                                                 | Statieplein 2                | Dendermonde |                             |              |
| http://inventaris.vioe.be/dibe/relict/48872  | OO002807                                     | (nl) Scheldeveer                                                                                | Hoofdstraat                  | Dendermonde |                             |              |
| http://inventaris.vioe.be/dibe/relict/48873  | OO002810                                     | (nl) Smidse                                                                                     | Bookmolenstraat 138          | Dendermonde |                             |              |
| http://inventaris.vioe.be/dibe/relict/48873  | OO002810                                     | (nl) Smidse                                                                                     | Bookmolenstraat 140          | Dendermonde |                             |              |
| http://inventaris.vioe.be/dibe/relict/48874  | OO002808                                     | (nl) Blokkesmolen en maalderij De Block                                                         | Bookmolenstraat              | Dendermonde |                             |              |
| http://inventaris.vioe.be/dibe/relict/48874  | OO002808                                     | (nl) Blokkesmolen en maalderij De Block                                                         | Bookmolenstraat              | Dendermonde |                             |              |
| http://inventaris.vioe.be/dibe/relict/48874  | OO002808                                     | (nl) Blokkesmolen en maalderij De Block                                                         | Bookmolenstraat 162          | Dendermonde |                             |              |
| http://inventaris.vioe.be/dibe/relict/48875  | OO002838                                     | (nl) Laad- en losgebouw fabriek Vermylen                                                        | Fabriekstraat                | Dendermonde |                             |              |
| http://inventaris.vioe.be/dibe/relict/48876  | OO002809                                     | (nl) Smidse en bijbehorende woning                                                              | Geerstraat 38                | Dendermonde |                             |              |
| http://inventaris.vioe.be/dibe/relict/48877  | OO002841                                     | (nl) Spoorwachtershuis                                                                          | Mandekensstraat 308          | Dendermonde |                             |              |
| http://inventaris.vioe.be/dibe/relict/48878  | OO002812                                     | (nl) Ensemble van acht burgerhuizen, Villa Hélène                                               | Theodoor Vermijlenstraat 4   | Dendermonde |                             |              |
| http://inventaris.vioe.be/dibe/relict/48878  | OO002813                                     | (nl) Ensemble van acht burgerhuizen, Villa Germaine                                             | Theodoor Vermijlenstraat 6   | Dendermonde |                             |              |
| http://inventaris.vioe.be/dibe/relict/48878  | OO002814                                     | (nl) Ensemble van acht burgerhuizen, Villa Yvonne                                               | Theodoor Vermijlenstraat 8   | Dendermonde |                             |              |
| http://inventaris.vioe.be/dibe/relict/48878  | OO002815                                     | (nl) Ensemble van acht burgerhuizen, Villa Hortense                                             | Theodoor Vermijlenstraat 10  | Dendermonde |                             |              |
| http://inventaris.vioe.be/dibe/relict/48878  | OO002816                                     | (nl) Ensemble van acht burgerhuizen, Villa Suzanne                                              | Theodoor Vermijlenstraat 12  | Dendermonde |                             |              |
| http://inventaris.vioe.be/dibe/relict/48878  | OO002817                                     | (nl) Ensemble van acht burgerhuizen, Villa Marthe                                               | Theodoor Vermijlenstraat 14  | Dendermonde |                             |              |
| http://inventaris.vioe.be/dibe/relict/48878  | OO002818                                     | (nl) Ensemble van acht burgerhuizen, Villa Paula                                                | Theodoor Vermijlenstraat 16  | Dendermonde |                             |              |
| http://inventaris.vioe.be/dibe/relict/48878  | OO002819                                     | (nl) Ensemble van acht burgerhuizen, Villa Margot                                               | Theodoor Vermijlenstraat 18  | Dendermonde |                             |              |
| http://inventaris.vioe.be/dibe/relict/48879  | OO002820                                     | (nl) Reeks van zes burgerhuizen                                                                 | Theodoor Vermijlenstraat 3   | Dendermonde |                             |              |
| http://inventaris.vioe.be/dibe/relict/48879  | OO002821                                     | (nl) Reeks van zes burgerhuizen                                                                 | Theodoor Vermijlenstraat 5   | Dendermonde |                             |              |
| http://inventaris.vioe.be/dibe/relict/48879  | OO002822                                     | (nl) Reeks van zes burgerhuizen                                                                 | Theodoor Vermijlenstraat 7   | Dendermonde |                             |              |
| http://inventaris.vioe.be/dibe/relict/48879  | OO002823                                     | (nl) Reeks van zes burgerhuizen                                                                 | Theodoor Vermijlenstraat 9   | Dendermonde |                             |              |
| http://inventaris.vioe.be/dibe/relict/48879  | OO002824                                     | (nl) Reeks van zes burgerhuizen                                                                 | Theodoor Vermijlenstraat 11  | Dendermonde |                             |              |
| http://inventaris.vioe.be/dibe/relict/48879  | OO002825                                     | (nl) Reeks van zes burgerhuizen                                                                 | Theodoor Vermijlenstraat 13  | Dendermonde |                             |              |
| http://inventaris.vioe.be/dibe/relict/48883  | OO002811                                     | (nl) Villa van Theodoor Vermylen (voormalige)                                                   | Theodoor Vermijlenstraat 15  | Dendermonde |                             |              |
| http://inventaris.vioe.be/dibe/relict/48884  | OO002835                                     | (nl) Concert- en feestzaal (voormalige)                                                         | Theodoor Vermijlenstraat 17  | Dendermonde |                             |              |
| http://inventaris.vioe.be/dibe/relict/48886  | OO002837                                     | (nl) Fabrieksgebouwen                                                                           | Theodoor Vermijlenstraat 20  | Dendermonde |                             |              |
| http://inventaris.vioe.be/dibe/relict/48887  | OO002834                                     | (nl) Burgerhuis                                                                                 | Theodoor Vermijlenstraat 19  | Dendermonde |                             |              |
| http://inventaris.vioe.be/dibe/relict/48888  | OO002827                                     | (nl) Ensemble van zeven burgerhuizen                                                            | Theodoor Vermijlenstraat 24  | Dendermonde |                             |              |
| http://inventaris.vioe.be/dibe/relict/48888  | OO002828                                     | (nl) Ensemble van zeven burgerhuizen                                                            | Theodoor Vermijlenstraat 26  | Dendermonde |                             |              |
| http://inventaris.vioe.be/dibe/relict/48888  | OO002829                                     | (nl) Ensemble van zeven burgerhuizen                                                            | Theodoor Vermijlenstraat 28  | Dendermonde |                             |              |
| http://inventaris.vioe.be/dibe/relict/48888  | OO002830                                     | (nl) Ensemble van zeven burgerhuizen                                                            | Theodoor Vermijlenstraat 30  | Dendermonde |                             |              |
| http://inventaris.vioe.be/dibe/relict/48888  | OO002831                                     | (nl) Ensemble van zeven burgerhuizen                                                            | Theodoor Vermijlenstraat 32  | Dendermonde |                             |              |
| http://inventaris.vioe.be/dibe/relict/48888  | OO002832                                     | (nl) Ensemble van zeven burgerhuizen                                                            | Theodoor Vermijlenstraat 34  | Dendermonde |                             |              |
| http://inventaris.vioe.be/dibe/relict/48888  | OO002833                                     | (nl) Ensemble van zeven burgerhuizen                                                            | Theodoor Vermijlenstraat 36  | Dendermonde |                             |              |
| http://inventaris.vioe.be/dibe/relict/48889  |                                              | (nl) Ensemble van arbeiderswoningen                                                             | Theodoor Vermijlenstraat 66  | Dendermonde |                             |              |
| http://inventaris.vioe.be/dibe/relict/48889  |                                              | (nl) Ensemble van arbeiderswoningen                                                             | Theodoor Vermijlenstraat 68  | Dendermonde |                             |              |
| http://inventaris.vioe.be/dibe/relict/48889  |                                              | (nl) Ensemble van arbeiderswoningen                                                             | Theodoor Vermijlenstraat 70  | Dendermonde |                             |              |
| http://inventaris.vioe.be/dibe/relict/48889  |                                              | (nl) Ensemble van arbeiderswoningen                                                             | Theodoor Vermijlenstraat 72  | Dendermonde |                             |              |
| http://inventaris.vioe.be/dibe/relict/48889  |                                              | (nl) Ensemble van arbeiderswoningen                                                             | Theodoor Vermijlenstraat 74  | Dendermonde |                             |              |
| http://inventaris.vioe.be/dibe/relict/48889  |                                              | (nl) Ensemble van arbeiderswoningen                                                             | Theodoor Vermijlenstraat 76  | Dendermonde |                             |              |
| http://inventaris.vioe.be/dibe/relict/48889  |                                              | (nl) Ensemble van arbeiderswoningen                                                             | Theodoor Vermijlenstraat 78  | Dendermonde |                             |              |
| http://inventaris.vioe.be/dibe/relict/48889  |                                              | (nl) Ensemble van arbeiderswoningen                                                             | Theodoor Vermijlenstraat 80  | Dendermonde |                             |              |
| http://inventaris.vioe.be/dibe/relict/48889  |                                              | (nl) Ensemble van arbeiderswoningen                                                             | Theodoor Vermijlenstraat 82  | Dendermonde |                             |              |
| http://inventaris.vioe.be/dibe/relict/48889  |                                              | (nl) Ensemble van arbeiderswoningen                                                             | Theodoor Vermijlenstraat 84  | Dendermonde |                             |              |
| http://inventaris.vioe.be/dibe/relict/48889  |                                              | (nl) Ensemble van arbeiderswoningen                                                             | Theodoor Vermijlenstraat 86  | Dendermonde |                             |              |
| http://inventaris.vioe.be/dibe/relict/48889  |                                              | (nl) Ensemble van arbeiderswoningen                                                             | Theodoor Vermijlenstraat 88  | Dendermonde |                             |              |
| http://inventaris.vioe.be/dibe/relict/48889  |                                              | (nl) Ensemble van arbeiderswoningen                                                             | Theodoor Vermijlenstraat 90  | Dendermonde |                             |              |
| http://inventaris.vioe.be/dibe/relict/48889  |                                              | (nl) Ensemble van arbeiderswoningen                                                             | Theodoor Vermijlenstraat 92  | Dendermonde |                             |              |
| http://inventaris.vioe.be/dibe/relict/48889  |                                              | (nl) Ensemble van arbeiderswoningen                                                             | Theodoor Vermijlenstraat 94  | Dendermonde |                             |              |
| http://inventaris.vioe.be/dibe/relict/48889  |                                              | (nl) Ensemble van arbeiderswoningen                                                             | Theodoor Vermijlenstraat 96  | Dendermonde |                             |              |
| http://inventaris.vioe.be/dibe/relict/48889  |                                              | (nl) Ensemble van arbeiderswoningen                                                             | Theodoor Vermijlenstraat 98  | Dendermonde |                             |              |
| http://inventaris.vioe.be/dibe/relict/48890  | OO002840                                     | (nl) Station                                                                                    | Oude Brugstraat 4            | Dendermonde |                             |              |
| http://inventaris.vioe.be/dibe/relict/48891  | OO002858                                     | (nl) Kapel Onze-Lieve-Vrouw van Lourdes                                                         | Karel Hofmanstraat 32        | Dendermonde |                             |              |
| http://inventaris.vioe.be/dibe/relict/48892  | OO002859                                     | (nl) Onze-Lieve-Vrouw van Troostkapel                                                           | Oud Klooster                 | Dendermonde |                             |              |
| http://inventaris.vioe.be/dibe/relict/48893  | OO002857                                     | (nl) Sint-Egidiuskerk                                                                           | Frans Van Schoorstraat       | Dendermonde |                             |              |
| http://inventaris.vioe.be/dibe/relict/48894  | OO002853                                     | (nl) Wegkruis                                                                                   | Hoekstraat                   | Dendermonde |                             |              |
| http://inventaris.vioe.be/dibe/relict/48896  | OO002849                                     | (nl) Broekkantkapel                                                                             | Baasrodestraat               | Dendermonde |                             |              |
| http://inventaris.vioe.be/dibe/relict/48898  | OO002850                                     | (nl) Schuurkouterkapel                                                                          | Schuurkouter                 | Dendermonde |                             |              |
| http://inventaris.vioe.be/dibe/relict/48900  | OO002847                                     | (nl) Onze-Lieve-Vrouw Ter Noodkapel                                                             | Steenweg van Aalst           | Dendermonde |                             |              |
| http://inventaris.vioe.be/dibe/relict/48901  | OO000160 OO002848                            | (nl) Parochiekerk Sint-Ursmarus                                                                 | Sint Ursmarusstraat          | Dendermonde |                             |              |
| http://inventaris.vioe.be/dibe/relict/48902  | OO002852                                     | (nl) Sint-Elooikapel                                                                            | Grootzand                    | Dendermonde |                             |              |
| http://inventaris.vioe.be/dibe/relict/48903  | OO002158 OO002851                            | (nl) Parochiekerk Sint-Margriet                                                                 | Dokter Haekstraat            | Dendermonde |                             |              |
| http://inventaris.vioe.be/dibe/relict/48905  | OO002854                                     | (nl) Onze-Lieve-Vrouw van Lambroeckkapel                                                        | Lambroeckstraat              | Dendermonde |                             |              |
| http://inventaris.vioe.be/dibe/relict/48906  | OO002856                                     | (nl) Onze-Lieve-Vrouw van Lourdeskapel                                                          | Opstalplein                  | Dendermonde |                             |              |
| http://inventaris.vioe.be/dibe/relict/48908  | OO002165 OO002855                            | (nl) Kerk Onze-Lieve-Vrouw van Zeven Weeën                                                      | Schoonaardebaan              | Dendermonde |                             |              |
| http://inventaris.vioe.be/dibe/relict/48909  | OO002893                                     | (nl) Stedelijke begraafplaats                                                                   | Kerkhofweg                   | Dendermonde |                             |              |
| http://inventaris.vioe.be/dibe/relict/48909  | OO002894                                     | (nl) Stedelijke begraafplaats                                                                   | Kerkhofweg                   | Dendermonde |                             |              |
| http://inventaris.vioe.be/dibe/relict/48909  | OO002895                                     | (nl) Stedelijke begraafplaats                                                                   | Kerkhofweg                   | Dendermonde |                             |              |
| http://inventaris.vioe.be/dibe/relict/48909  | OO002896                                     | (nl) Stedelijke begraafplaats                                                                   | Kerkhofweg                   | Dendermonde |                             |              |
| http://inventaris.vioe.be/dibe/relict/48909  | OO002897                                     | (nl) Stedelijke begraafplaats                                                                   | Kerkhofweg                   | Dendermonde |                             |              |
| http://inventaris.vioe.be/dibe/relict/48909  | OO002898                                     | (nl) Stedelijke begraafplaats                                                                   | Kerkhofweg                   | Dendermonde |                             |              |
| http://inventaris.vioe.be/dibe/relict/48909  | OO002899                                     | (nl) Stedelijke begraafplaats                                                                   | Kerkhofweg                   | Dendermonde |                             |              |
| http://inventaris.vioe.be/dibe/relict/48909  | OO002900                                     | (nl) Stedelijke begraafplaats                                                                   | Kerkhofweg                   | Dendermonde |                             |              |
| http://inventaris.vioe.be/dibe/relict/48909  | OO002901                                     | (nl) Stedelijke begraafplaats                                                                   | Kerkhofweg                   | Dendermonde |                             |              |
| http://inventaris.vioe.be/dibe/relict/48909  | OO002902                                     | (nl) Stedelijke begraafplaats                                                                   | Kerkhofweg                   | Dendermonde |                             |              |
| http://inventaris.vioe.be/dibe/relict/48909  | OO002903                                     | (nl) Stedelijke begraafplaats                                                                   | Kerkhofweg                   | Dendermonde |                             |              |
| http://inventaris.vioe.be/dibe/relict/48909  | OO002904                                     | (nl) Stedelijke begraafplaats                                                                   | Kerkhofweg                   | Dendermonde |                             |              |
| http://inventaris.vioe.be/dibe/relict/48910  | OO002905                                     | (nl) Begraafplaats met het "Hofken"                                                             | Baasrodestraat               | Dendermonde |                             |              |
| http://inventaris.vioe.be/dibe/relict/48910  | OO002906                                     | (nl) Begraafplaats met het "Hofken"                                                             | Baasrodestraat               | Dendermonde |                             |              |
| http://inventaris.vioe.be/dibe/relict/48910  | OO002907                                     | (nl) Begraafplaats met het "Hofken"                                                             | Baasrodestraat               | Dendermonde |                             |              |
| http://inventaris.vioe.be/dibe/relict/48910  | OO002908                                     | (nl) Begraafplaats met het "Hofken"                                                             | Baasrodestraat               | Dendermonde |                             |              |
| http://inventaris.vioe.be/dibe/relict/48910  | OO002909                                     | (nl) Begraafplaats met het "Hofken"                                                             | Baasrodestraat               | Dendermonde |                             |              |
| http://inventaris.vioe.be/dibe/relict/48910  | OO002910                                     | (nl) Begraafplaats met het "Hofken"                                                             | Baasrodestraat               | Dendermonde |                             |              |
| http://inventaris.vioe.be/dibe/relict/48910  | OO002911                                     | (nl) Begraafplaats met het "Hofken"                                                             | Baasrodestraat               | Dendermonde |                             |              |
| http://inventaris.vioe.be/dibe/relict/48910  | OO002912                                     | (nl) Begraafplaats met het "Hofken"                                                             | Baasrodestraat               | Dendermonde |                             |              |
| http://inventaris.vioe.be/dibe/relict/48910  | OO002913                                     | (nl) Begraafplaats met het "Hofken"                                                             | Baasrodestraat               | Dendermonde |                             |              |
| http://inventaris.vioe.be/dibe/relict/48910  | OO002914                                     | (nl) Begraafplaats met het "Hofken"                                                             | Baasrodestraat               | Dendermonde |                             |              |
| http://inventaris.vioe.be/dibe/relict/48910  | OO002915                                     | (nl) Begraafplaats met het "Hofken"                                                             | Baasrodestraat               | Dendermonde |                             |              |
| http://inventaris.vioe.be/dibe/relict/48910  | OO002916                                     | (nl) Begraafplaats met het "Hofken"                                                             | Baasrodestraat               | Dendermonde |                             |              |
| http://inventaris.vioe.be/dibe/relict/48910  | OO002917                                     | (nl) Begraafplaats met het "Hofken"                                                             | Baasrodestraat               | Dendermonde |                             |              |
| http://inventaris.vioe.be/dibe/relict/48910  | OO002918                                     | (nl) Begraafplaats met het "Hofken"                                                             | Baasrodestraat               | Dendermonde |                             |              |
| http://inventaris.vioe.be/dibe/relict/48910  | OO002919                                     | (nl) Begraafplaats met het "Hofken"                                                             | Baasrodestraat               | Dendermonde |                             |              |
| http://inventaris.vioe.be/dibe/relict/48910  | OO002920                                     | (nl) Begraafplaats met het "Hofken"                                                             | Baasrodestraat               | Dendermonde |                             |              |
| http://inventaris.vioe.be/dibe/relict/48910  | OO002921                                     | (nl) Begraafplaats met het "Hofken"                                                             | Baasrodestraat               | Dendermonde |                             |              |
| http://inventaris.vioe.be/dibe/relict/48910  | OO002922                                     | (nl) Begraafplaats met het "Hofken"                                                             | Baasrodestraat               | Dendermonde |                             |              |
| http://inventaris.vioe.be/dibe/relict/48910  | OO002923                                     | (nl) Begraafplaats met het "Hofken"                                                             | Baasrodestraat               | Dendermonde |                             |              |
| http://inventaris.vioe.be/dibe/relict/48910  | OO002924                                     | (nl) Begraafplaats met het "Hofken"                                                             | Baasrodestraat               | Dendermonde |                             |              |
| http://inventaris.vioe.be/dibe/relict/48910  | OO002925                                     | (nl) Begraafplaats met het "Hofken"                                                             | Baasrodestraat               | Dendermonde |                             |              |
| http://inventaris.vioe.be/dibe/relict/48910  | OO002926                                     | (nl) Begraafplaats met het "Hofken"                                                             | Baasrodestraat               | Dendermonde |                             |              |
| http://inventaris.vioe.be/dibe/relict/48910  | OO002927                                     | (nl) Begraafplaats met het "Hofken"                                                             | Baasrodestraat               | Dendermonde |                             |              |
| http://inventaris.vioe.be/dibe/relict/48910  | OO002928                                     | (nl) Begraafplaats met het "Hofken"                                                             | Baasrodestraat               | Dendermonde |                             |              |
| http://inventaris.vioe.be/dibe/relict/48910  | OO002929                                     | (nl) Begraafplaats met het "Hofken"                                                             | Baasrodestraat               | Dendermonde |                             |              |
| http://inventaris.vioe.be/dibe/relict/48910  | OO002930                                     | (nl) Begraafplaats met het "Hofken"                                                             | Baasrodestraat               | Dendermonde |                             |              |
| http://inventaris.vioe.be/dibe/relict/48910  | OO002931                                     | (nl) Begraafplaats met het "Hofken"                                                             | Baasrodestraat               | Dendermonde |                             |              |
| http://inventaris.vioe.be/dibe/relict/48910  | OO002932                                     | (nl) Begraafplaats met het "Hofken"                                                             | Baasrodestraat               | Dendermonde |                             |              |
| http://inventaris.vioe.be/dibe/relict/48910  | OO002933                                     | (nl) Begraafplaats met het "Hofken"                                                             | Baasrodestraat               | Dendermonde |                             |              |
| http://inventaris.vioe.be/dibe/relict/48910  | OO002934                                     | (nl) Begraafplaats met het "Hofken"                                                             | Baasrodestraat               | Dendermonde |                             |              |
| http://inventaris.vioe.be/dibe/relict/48910  | OO002935                                     | (nl) Begraafplaats met het "Hofken"                                                             | Baasrodestraat               | Dendermonde |                             |              |
| http://inventaris.vioe.be/dibe/relict/48910  | OO002936                                     | (nl) Begraafplaats met het "Hofken"                                                             | Baasrodestraat               | Dendermonde |                             |              |
| http://inventaris.vioe.be/dibe/relict/48910  | OO002937                                     | (nl) Begraafplaats met het "Hofken"                                                             | Baasrodestraat               | Dendermonde |                             |              |
| http://inventaris.vioe.be/dibe/relict/48910  | OO002938                                     | (nl) Begraafplaats met het "Hofken"                                                             | Baasrodestraat               | Dendermonde |                             |              |
| http://inventaris.vioe.be/dibe/relict/48910  | OO002939                                     | (nl) Begraafplaats met het "Hofken"                                                             | Baasrodestraat               | Dendermonde |                             |              |
| http://inventaris.vioe.be/dibe/relict/48910  | OO002940                                     | (nl) Begraafplaats met het "Hofken"                                                             | Baasrodestraat               | Dendermonde |                             |              |
| http://inventaris.vioe.be/dibe/relict/48910  | OO002941                                     | (nl) Begraafplaats met het "Hofken"                                                             | Baasrodestraat               | Dendermonde |                             |              |
| http://inventaris.vioe.be/dibe/relict/48911  | OO002887                                     | (nl) Standbeeld van Koningin Astrid                                                             | Koningin Astridlaan          | Dendermonde |                             |              |
| http://inventaris.vioe.be/dibe/relict/48912  | OO002888                                     | (nl) Taverne in art-decostijl                                                                   | Dijkstraat 1                 | Dendermonde |                             |              |
| http://inventaris.vioe.be/dibe/relict/48912  | OO002888                                     | (nl) Taverne in art-decostijl                                                                   | Dijkstraat 3                 | Dendermonde |                             |              |
| http://inventaris.vioe.be/dibe/relict/48913  | OO002861                                     | (nl) Rijhuis                                                                                    | Koningin Astridlaan 1        | Dendermonde |                             |              |
| http://inventaris.vioe.be/dibe/relict/48914  | OO002862                                     | (nl) Burgerhuis                                                                                 | Koningin Astridlaan 2        | Dendermonde |                             |              |
| http://inventaris.vioe.be/dibe/relict/48915  | OO002863                                     | (nl) Burgerhuis                                                                                 | Koningin Astridlaan 3        | Dendermonde |                             |              |
| http://inventaris.vioe.be/dibe/relict/48916  | OO002864                                     | (nl) Drie (voormalige) handelspanden                                                            | Koningin Astridlaan 4        | Dendermonde |                             |              |
| http://inventaris.vioe.be/dibe/relict/48916  | OO002865                                     | (nl) Drie (voormalige) handelspanden                                                            | Koningin Astridlaan 5-6      | Dendermonde |                             |              |
| http://inventaris.vioe.be/dibe/relict/48916  | OO002866                                     | (nl) Drie (voormalige) handelspanden                                                            | Koningin Astridlaan 7        | Dendermonde |                             |              |
| http://inventaris.vioe.be/dibe/relict/48919  | OO002867                                     | (nl) Burgerhuis                                                                                 | Koningin Astridlaan 8        | Dendermonde |                             |              |
| http://inventaris.vioe.be/dibe/relict/48920  | OO002868                                     | (nl) Burgerhuis                                                                                 | Koningin Astridlaan 9        | Dendermonde |                             |              |
| http://inventaris.vioe.be/dibe/relict/48921  | OO002869                                     | (nl) Burgerhuis                                                                                 | Koningin Astridlaan 10       | Dendermonde |                             |              |
| http://inventaris.vioe.be/dibe/relict/48922  | OO002870                                     | (nl) Burgerhuis                                                                                 | Koningin Astridlaan 11       | Dendermonde |                             |              |
| http://inventaris.vioe.be/dibe/relict/48923  | OO002871                                     | (nl) Dokterswoning (voormalige)                                                                 | Koningin Astridlaan 12       | Dendermonde |                             |              |
| http://inventaris.vioe.be/dibe/relict/48923  | OO002871                                     | (nl) Dokterswoning (voormalige)                                                                 | Koningin Astridlaan 13       | Dendermonde |                             |              |
| http://inventaris.vioe.be/dibe/relict/48923  | OO002871                                     | (nl) Dokterswoning (voormalige)                                                                 | Koningin Astridlaan 13A      | Dendermonde |                             |              |
| http://inventaris.vioe.be/dibe/relict/48924  | OO002872                                     | (nl) Burgerhuis                                                                                 | Koningin Astridlaan 14       | Dendermonde |                             |              |
| http://inventaris.vioe.be/dibe/relict/48925  | OO002873                                     | (nl) Burgerhuis                                                                                 | Koningin Astridlaan 15       | Dendermonde |                             |              |
| http://inventaris.vioe.be/dibe/relict/48925  | OO002873                                     | (nl) Burgerhuis                                                                                 | Koningin Astridlaan 15A      | Dendermonde |                             |              |
| http://inventaris.vioe.be/dibe/relict/48926  | OO002874                                     | (nl) Winkelpand                                                                                 | Koningin Astridlaan 16       | Dendermonde |                             |              |
| http://inventaris.vioe.be/dibe/relict/48927  | OO002875                                     | (nl) Burgerhuis                                                                                 | Koningin Astridlaan 17       | Dendermonde |                             |              |
| http://inventaris.vioe.be/dibe/relict/48928  | OO002876                                     | (nl) Burgerhuis                                                                                 | Koningin Astridlaan 18       | Dendermonde |                             |              |
| http://inventaris.vioe.be/dibe/relict/48928  | OO002876                                     | (nl) Burgerhuis                                                                                 | Koningin Astridlaan 18A      | Dendermonde |                             |              |
| http://inventaris.vioe.be/dibe/relict/48929  | OO002877                                     | (nl) Burgerhuis                                                                                 | Koningin Astridlaan 19       | Dendermonde |                             |              |
| http://inventaris.vioe.be/dibe/relict/48930  | OO002878                                     | (nl) Burgerhuis                                                                                 | Koningin Astridlaan 20       | Dendermonde |                             |              |
| http://inventaris.vioe.be/dibe/relict/48931  | OO002879                                     | (nl) Burgerhuis                                                                                 | Koningin Astridlaan 21       | Dendermonde |                             |              |
| http://inventaris.vioe.be/dibe/relict/48932  | OO002880                                     | (nl) Burgerhuis                                                                                 | Koningin Astridlaan 22       | Dendermonde |                             |              |
| http://inventaris.vioe.be/dibe/relict/48933  | OO002881                                     | (nl) Burgerhuis                                                                                 | Koningin Astridlaan 23       | Dendermonde |                             |              |
| http://inventaris.vioe.be/dibe/relict/48934  | OO002882                                     | (nl) Burgerhuis                                                                                 | Koningin Astridlaan 24       | Dendermonde |                             |              |
| http://inventaris.vioe.be/dibe/relict/48935  | OO002883                                     | (nl) Burgerhuis                                                                                 | Koningin Astridlaan 25       | Dendermonde |                             |              |
| http://inventaris.vioe.be/dibe/relict/48936  | OO002884                                     | (nl) Burgerhuis                                                                                 | Koningin Astridlaan 26       | Dendermonde |                             |              |
| http://inventaris.vioe.be/dibe/relict/48937  | OO002885                                     | (nl) Twee burgerhuizen                                                                          | Koningin Astridlaan 27       | Dendermonde |                             |              |
| http://inventaris.vioe.be/dibe/relict/48937  | OO002886                                     | (nl) Twee burgerhuizen                                                                          | Koningin Astridlaan 28       | Dendermonde |                             |              |
| http://inventaris.vioe.be/dibe/relict/48938  | OO002889                                     | (nl) Ensemble van twee herenhuizen                                                              | Dijkstraat 80                | Dendermonde |                             |              |
| http://inventaris.vioe.be/dibe/relict/48938  | OO002889                                     | (nl) Ensemble van twee herenhuizen                                                              | Dijkstraat 82                | Dendermonde |                             |              |
| http://inventaris.vioe.be/dibe/relict/48938  | OO002889                                     | (nl) Ensemble van twee herenhuizen                                                              | Dijkstraat 84                | Dendermonde |                             |              |
| http://inventaris.vioe.be/dibe/relict/48939  | OO002890                                     | (nl) Sport- en feestzaal (voormalige)                                                           | Leopold II laan 17           | Dendermonde |                             |              |
| http://inventaris.vioe.be/dibe/relict/48940  | OO002892                                     | (nl) Zwartzusterklooster                                                                        | Vlasmarkt 27                 | Dendermonde |                             |              |
| http://inventaris.vioe.be/dibe/relict/48940  | OO002892                                     | (nl) Zwartzusterklooster                                                                        | Vlasmarkt 29                 | Dendermonde |                             |              |
| http://inventaris.vioe.be/dibe/relict/48940  | OO002892                                     | (nl) Zwartzusterklooster                                                                        | Vlasmarkt 31                 | Dendermonde |                             |              |
| http://inventaris.vioe.be/dibe/relict/48941  | OO002891                                     | (nl) Sint-Pieters- en Paulusabdij                                                               | Vlasmarkt 23                 | Dendermonde |                             |              |
| http://inventaris.vioe.be/dibe/relict/48942  |                                              | (nl) Herenhuis                                                                                  | Kerkstraat 10                | Dendermonde |                             |              |
| http://inventaris.vioe.be/dibe/relict/48943  |                                              | (nl) Herberg, nu café "Den Hert"                                                                | Kerkstraat 12                | Dendermonde |                             |              |
| http://inventaris.vioe.be/dibe/relict/48943  |                                              | (nl) Herberg, nu café "Den Hert"                                                                | Kerkstraat 14                | Dendermonde |                             |              |
| http://inventaris.vioe.be/dibe/relict/48944  |                                              | (nl) Rijhuis                                                                                    | Kerkstraat 13                | Dendermonde |                             |              |
| http://inventaris.vioe.be/dibe/relict/48945  |                                              | (nl) Burgerhuis                                                                                 | Kerkstraat 16                | Dendermonde |                             |              |
| http://inventaris.vioe.be/dibe/relict/48946  |                                              | (nl) Burgerhuis                                                                                 | Kerkstraat 19                | Dendermonde |                             |              |
| http://inventaris.vioe.be/dibe/relict/48947  |                                              | (nl) Rijhuis met winkel                                                                         | Kerkstraat 21                | Dendermonde |                             |              |
| http://inventaris.vioe.be/dibe/relict/48948  | OO002943 OO002966                            | (nl) Conciërgewoning                                                                            | Kerkstraat 18                | Dendermonde |                             |              |
| http://inventaris.vioe.be/dibe/relict/48949  |                                              | (nl) Gebouw en poort, cultuurcentrum                                                            | Kerkstraat 24                | Dendermonde |                             |              |
| http://inventaris.vioe.be/dibe/relict/48950  |                                              | (nl) Burgerhuis                                                                                 | Kerkstraat 25                | Dendermonde |                             |              |
| http://inventaris.vioe.be/dibe/relict/48951  | OO002945 OO002966                            | (nl) Herenhuis                                                                                  | Kerkstraat 28                | Dendermonde |                             |              |
| http://inventaris.vioe.be/dibe/relict/48951  | OO002945 OO002966                            | (nl) Herenhuis                                                                                  | Kerkstraat 30                | Dendermonde |                             |              |
| http://inventaris.vioe.be/dibe/relict/48952  | OO002966                                     | (nl) Burgerhuis                                                                                 | Kerkstraat 33                | Dendermonde |                             |              |
| http://inventaris.vioe.be/dibe/relict/48953  |                                              | (nl) Bestuurderswoning van de Vrije Vakschool (voormalige)                                      | Kerkstraat 36                | Dendermonde |                             |              |
| http://inventaris.vioe.be/dibe/relict/48954  |                                              | (nl) Rijhuis met winkel                                                                         | Kerkstraat 41                | Dendermonde |                             |              |
| http://inventaris.vioe.be/dibe/relict/48955  | OO002946                                     | (nl) Heilige Geestkapel                                                                         | Kerkstraat 42                | Dendermonde |                             |              |
| http://inventaris.vioe.be/dibe/relict/48956  |                                              | (nl) Herenhuis                                                                                  | Kerkstraat 44                | Dendermonde |                             |              |
| http://inventaris.vioe.be/dibe/relict/48957  |                                              | (nl) Postkantoor (voormalig)                                                                    | Kerkstraat 47                | Dendermonde |                             |              |
| http://inventaris.vioe.be/dibe/relict/48958  |                                              | (nl) Herenhuis                                                                                  | Kerkstraat 49                | Dendermonde |                             |              |
| http://inventaris.vioe.be/dibe/relict/48959  |                                              | (nl) Ensemble van twee burgerhuizen                                                             | Kerkstraat 51                | Dendermonde |                             |              |
| http://inventaris.vioe.be/dibe/relict/48959  |                                              | (nl) Ensemble van twee burgerhuizen                                                             | Kerkstraat 55                | Dendermonde |                             |              |
| http://inventaris.vioe.be/dibe/relict/48960  |                                              | (nl) Burgerhuis                                                                                 | Kerkstraat 52                | Dendermonde |                             |              |
| http://inventaris.vioe.be/dibe/relict/48961  |                                              | (nl) Herenhuis                                                                                  | Kerkstraat 57                | Dendermonde |                             |              |
| http://inventaris.vioe.be/dibe/relict/48962  | OO002965 OO002966                            | (nl) Heilige Maagdcollege                                                                       | Kerkstraat 60                | Dendermonde |                             |              |
| http://inventaris.vioe.be/dibe/relict/48963  | OO002966                                     | (nl) Rijhuizen met winkels                                                                      | Kerkstraat 59                | Dendermonde |                             |              |
| http://inventaris.vioe.be/dibe/relict/48963  | OO002966                                     | (nl) Rijhuizen met winkels                                                                      | Kerkstraat 61                | Dendermonde |                             |              |
| http://inventaris.vioe.be/dibe/relict/48964  |                                              | (nl) Herenhuis                                                                                  | Kerkstraat 64                | Dendermonde |                             |              |
| http://inventaris.vioe.be/dibe/relict/48964  |                                              | (nl) Herenhuis                                                                                  | Kerkstraat 66                | Dendermonde |                             |              |
| http://inventaris.vioe.be/dibe/relict/48965  | OO002966                                     | (nl) Rijhuis                                                                                    | Kerkstraat 65                | Dendermonde |                             |              |
| http://inventaris.vioe.be/dibe/relict/48966  | OO002966                                     | (nl) Hoekpand                                                                                   | Kerkstraat 67                | Dendermonde |                             |              |
| http://inventaris.vioe.be/dibe/relict/48967  | OO002150 OO002964                            | (nl) Middenschool "Zwijveke"                                                                    | Zwijvickstraat 6             | Dendermonde |                             |              |
| http://inventaris.vioe.be/dibe/relict/48967  | OO002150 OO002964                            | (nl) Middenschool "Zwijveke"                                                                    | Zwijvickstraat 8             | Dendermonde |                             |              |
| http://inventaris.vioe.be/dibe/relict/48968  | OO002970                                     | (nl) Gemeentehuis (voormalig)                                                                   | Sint Ursmarusstraat 100      | Dendermonde |                             |              |
| http://inventaris.vioe.be/dibe/relict/48969  | OO002968                                     | (nl) Rijkswacht                                                                                 | Leopold II laan 55           | Dendermonde |                             |              |
| http://inventaris.vioe.be/dibe/relict/48970  | OO002967                                     | (nl) Rijksgevangenis                                                                            | Sint Jacobsstraat 26         | Dendermonde |                             |              |
| http://inventaris.vioe.be/dibe/relict/48972  | OO002951                                     | (nl) Hoekhuis, herenhuis Baillon                                                                | Sint Jorisgilde 53           | Dendermonde |                             |              |
| http://inventaris.vioe.be/dibe/relict/48973  | OO002950                                     | (nl) Directeurswoning                                                                           | Leopold II laan 15           | Dendermonde |                             |              |
| http://inventaris.vioe.be/dibe/relict/48974  | OO002949                                     | (nl) Notariskantoor (voormalig)                                                                 | Leopold II laan 13           | Dendermonde |                             |              |
| http://inventaris.vioe.be/dibe/relict/48975  | OO002948                                     | (nl) Conciërgewoning (voormalige)                                                               | Leopold II laan 11           | Dendermonde |                             |              |
| http://inventaris.vioe.be/dibe/relict/48976  | OO002953                                     | (nl) Kasteel "Denderhof" (voormalig) en kapel                                                   | Steenweg van Aalst 114       | Dendermonde |                             |              |
| http://inventaris.vioe.be/dibe/relict/48977  | OO002955                                     | (nl) Kasteel en park "Hof ter Geesten"                                                          | Dokter Haekstraat 35         | Dendermonde |                             |              |
| http://inventaris.vioe.be/dibe/relict/48977  | OO002955                                     | (nl) Kasteel en park "Hof ter Geesten"                                                          | Dokter Haekstraat 37         | Dendermonde |                             |              |
| http://inventaris.vioe.be/dibe/relict/48978  | OO002963                                     | (nl) Kasteel Ramlot                                                                             | Sint Gillislaan 69           | Dendermonde |                             |              |
| http://inventaris.vioe.be/dibe/relict/48979  | OO002962                                     | (nl) Herenhuis, (voormalige) dokterswoning                                                      | Schoonaardebaan 15           | Dendermonde |                             |              |
| http://inventaris.vioe.be/dibe/relict/48980  | OO001864 OO002961                            | (nl) Landhuis                                                                                   | Ouburg 10                    | Dendermonde |                             |              |
| http://inventaris.vioe.be/dibe/relict/48981  | OO001864 OO002960                            | (nl) Villa                                                                                      | Ouburg 9                     | Dendermonde |                             |              |
| http://inventaris.vioe.be/dibe/relict/48981  | OO001864 OO002960                            | (nl) Villa                                                                                      | Ouburg 9                     | Dendermonde |                             |              |
| http://inventaris.vioe.be/dibe/relict/48982  | OO001864 OO002959                            | (nl) Brouwerswoning (voormalige)                                                                | Ouburg 2                     | Dendermonde |                             |              |
| http://inventaris.vioe.be/dibe/relict/48983  | OO002958                                     | (nl) Herenhuis                                                                                  | Singelweg 4                  | Dendermonde |                             |              |
| http://inventaris.vioe.be/dibe/relict/48984  | OO002957                                     | (nl) Herenhoeve                                                                                 | Vijfbunderstraat 11          | Dendermonde |                             |              |
| http://inventaris.vioe.be/dibe/relict/48985  | OO002956                                     | (nl) Villa Ritten                                                                               | Smidsestraat 34              | Dendermonde |                             |              |
| http://inventaris.vioe.be/dibe/relict/48986  | OO002954                                     | (nl) Herenhuis Saeys                                                                            | Smidsestraat 18              | Dendermonde |                             |              |
| http://inventaris.vioe.be/dibe/relict/48987  | OO000414 OO002978                            | (nl) Rijhuis                                                                                    | Grote Markt 6                | Dendermonde |                             |              |
| http://inventaris.vioe.be/dibe/relict/48988  | OO000414 OO002978                            | (nl) Hoekhuis met taverne "Den Ooievaar"                                                        | Grote Markt 7                | Dendermonde |                             |              |
| http://inventaris.vioe.be/dibe/relict/48989  | OO002978 OO002979                            | (nl) Rijhuis                                                                                    | Grote Markt 8                | Dendermonde |                             |              |
| http://inventaris.vioe.be/dibe/relict/48990  | OO002978 OO002980                            | (nl) Herenhuis                                                                                  | Grote Markt 9                | Dendermonde |                             |              |
| http://inventaris.vioe.be/dibe/relict/48990  | OO002978 OO002980                            | (nl) Herenhuis                                                                                  | Grote Markt 10               | Dendermonde |                             |              |
| http://inventaris.vioe.be/dibe/relict/48991  | OO002978                                     | (nl) Hoekhuis                                                                                   | Grote Markt 15               | Dendermonde |                             |              |
| http://inventaris.vioe.be/dibe/relict/48992  | OO002978                                     | (nl) Rijhuis "La Patrie - Het Wonderland"                                                       | Grote Markt 16               | Dendermonde |                             |              |
| http://inventaris.vioe.be/dibe/relict/48992  | OO002978                                     | (nl) Rijhuis "La Patrie - Het Wonderland"                                                       | Grote Markt 17               | Dendermonde |                             |              |
| http://inventaris.vioe.be/dibe/relict/48993  | OO002978                                     | (nl) Rijhuis met café "Den Ommeganck"                                                           | Grote Markt 18               | Dendermonde |                             |              |
| http://inventaris.vioe.be/dibe/relict/48994  | OO000410 OO002978 OO002981                   | (nl) Herenhuis                                                                                  | Grote Markt 19               | Dendermonde |                             |              |
| http://inventaris.vioe.be/dibe/relict/48995  | OO002978 OO002982                            | (nl) Burgerhuis met handelszaak                                                                 | Grote Markt 22               | Dendermonde |                             |              |
| http://inventaris.vioe.be/dibe/relict/48996  | OO002978 OO002983                            | (nl) Burgerhuis                                                                                 | Grote Markt 23               | Dendermonde |                             |              |
| http://inventaris.vioe.be/dibe/relict/48997  | OO002978 OO002984                            | (nl) Burgerhuis met winkel                                                                      | Grote Markt 24               | Dendermonde |                             |              |
| http://inventaris.vioe.be/dibe/relict/48998  | OO002978 OO002985                            | (nl) Burgerhuis                                                                                 | Grote Markt 25               | Dendermonde |                             |              |
| http://inventaris.vioe.be/dibe/relict/48999  | OO002978 OO002986                            | (nl) Burgerhuis met café "Charles Quint"                                                        | Grote Markt 26               | Dendermonde |                             |              |
| http://inventaris.vioe.be/dibe/relict/49000  | OO002978 OO002987                            | (nl) Burgerhuis                                                                                 | Grote Markt 27               | Dendermonde |                             |              |
| http://inventaris.vioe.be/dibe/relict/49001  | OO002978 OO002988                            | (nl) Burgerhuis                                                                                 | Grote Markt 28               | Dendermonde |                             |              |
| http://inventaris.vioe.be/dibe/relict/49002  | OO000414 OO002978 OO002989                   | (nl) Burgerhuis                                                                                 | Grote Markt 29               | Dendermonde |                             |              |
| http://inventaris.vioe.be/dibe/relict/49003  | OO000412 OO000414 OO002978 OO002990          | (nl) Burgerhuis                                                                                 | Grote Markt 30               | Dendermonde |                             |              |
| http://inventaris.vioe.be/dibe/relict/49004  | OO000414 OO002978                            | (nl) Winkelpand                                                                                 | Grote Markt 31               | Dendermonde |                             |              |
| http://inventaris.vioe.be/dibe/relict/49005  | OO000414 OO002978 OO002991                   | (nl) Burgerhuis                                                                                 | Grote Markt 33               | Dendermonde |                             |              |
| http://inventaris.vioe.be/dibe/relict/49005  | OO000414 OO002978 OO002991                   | (nl) Burgerhuis                                                                                 | Kerkstraat 11                | Dendermonde |                             |              |
| http://inventaris.vioe.be/dibe/relict/49006  | OO000414 OO002978 OO002992                   | (nl) Café "Tijl"                                                                                | Grote Markt 34               | Dendermonde |                             |              |
| http://inventaris.vioe.be/dibe/relict/49006  | OO000414 OO002978 OO002992                   | (nl) Café "Tijl"                                                                                | Kerkstraat 9                 | Dendermonde |                             |              |
| http://inventaris.vioe.be/dibe/relict/49007  | OO000414 OO002978 OO002993                   | (nl) Café "Den Ouden Tinnen Pot"                                                                | Grote Markt 35               | Dendermonde |                             |              |
| http://inventaris.vioe.be/dibe/relict/49007  | OO000414 OO002978 OO002993                   | (nl) Café "Den Ouden Tinnen Pot"                                                                | Kerkstraat 7                 | Dendermonde |                             |              |
| http://inventaris.vioe.be/dibe/relict/49008  | OO000414 OO002978 OO002994                   | (nl) Handelspand                                                                                | Grote Markt 36               | Dendermonde |                             |              |
| http://inventaris.vioe.be/dibe/relict/49008  | OO000414 OO002978 OO002994                   | (nl) Handelspand                                                                                | Kerkstraat 5                 | Dendermonde |                             |              |
| http://inventaris.vioe.be/dibe/relict/49009  | OO000414 OO002978 OO002995                   | (nl) Burgerhuis met café "Belfort"                                                              | Grote Markt 37               | Dendermonde |                             |              |
| http://inventaris.vioe.be/dibe/relict/49009  | OO000414 OO002978 OO002995                   | (nl) Burgerhuis met café "Belfort"                                                              | Kerkstraat 3                 | Dendermonde |                             |              |
| http://inventaris.vioe.be/dibe/relict/49010  | OO000414 OO002978 OO002996                   | (nl) Hoekhuis met café "Sint-Joris"                                                             | Grote Markt 38               | Dendermonde |                             |              |
| http://inventaris.vioe.be/dibe/relict/49010  | OO000414 OO002978 OO002996                   | (nl) Hoekhuis met café "Sint-Joris"                                                             | Kerkstraat 1                 | Dendermonde |                             |              |
| http://inventaris.vioe.be/dibe/relict/49011  | OO002797                                     | (nl) Bastion IV                                                                                 | Leopold II laan              | Dendermonde |                             |              |
| http://inventaris.vioe.be/dibe/relict/49012  | OO000414 OO002148 OO002978                   | Hôtel de ville de Termonde                                                                      | Grote Markt 1                | Dendermonde |                             |              |
| http://inventaris.vioe.be/dibe/relict/49014  | OO000411 OO000414 OO002978                   | Maison de la Tête d'Or                                                                          | Grote Markt 20               | Dendermonde |                             |              |
| http://inventaris.vioe.be/dibe/relict/49014  | OO000411 OO000414 OO002978                   | (nl) Afspanning en herberg (voormalige)                                                         | Guldenhoofdstraat 1          | Dendermonde |                             |              |
| http://inventaris.vioe.be/dibe/relict/49016  | OO000414 OO002149 OO002978                   | Halle aux viandes de Termonde                                                                   | Grote Markt 32               | Dendermonde |                             |              |
| http://inventaris.vioe.be/dibe/relict/200773 | OO000162 OO001122 OO001124                   | (nl) Huis Heilige Gertrudis                                                                     | Begijnhoflaan 62             | Dendermonde | 51° 01′ 39″ N, 4° 05′ 46″ E |              |
| http://inventaris.vioe.be/dibe/relict/200774 | OO000162 OO001122 OO001125                   | (nl) Huis Heilige Amelberga                                                                     | Begijnhoflaan 58             | Dendermonde | 51° 01′ 39″ N, 4° 05′ 46″ E |              |
| http://inventaris.vioe.be/dibe/relict/200775 | OO000162 OO001122 OO001126                   | (nl) Huis Heilige Coleta                                                                        | Begijnhoflaan 44             | Dendermonde | 51° 01′ 38″ N, 4° 05′ 47″ E |              |
| http://inventaris.vioe.be/dibe/relict/200776 | OO000162 OO001122 OO001127                   | (nl) Huis Heilige Berlindis                                                                     | Begijnhoflaan 46             | Dendermonde | 51° 01′ 38″ N, 4° 05′ 47″ E |              |
| http://inventaris.vioe.be/dibe/relict/200778 | OO000162 OO001122 OO001129                   | (nl) Huis Heilige Walburga                                                                      | Begijnhoflaan 38             | Dendermonde | 51° 01′ 37″ N, 4° 05′ 47″ E |              |
| http://inventaris.vioe.be/dibe/relict/200778 | OO000162 OO001122 OO001128                   | (nl) Huis Heilige Walburga                                                                      | Begijnhoflaan 40             | Dendermonde | 51° 01′ 37″ N, 4° 05′ 47″ E |              |
| http://inventaris.vioe.be/dibe/relict/200779 | OO000162 OO001122 OO001130                   | (nl) Huis Heilige Wivina                                                                        | Begijnhoflaan 36             | Dendermonde | 51° 01′ 37″ N, 4° 05′ 47″ E |              |
| http://inventaris.vioe.be/dibe/relict/200783 | OO000162 OO001122 OO001131                   | (nl) Huis Heilige Vinciana                                                                      | Begijnhoflaan 34             | Dendermonde | 51° 01′ 37″ N, 4° 05′ 48″ E |              |
| http://inventaris.vioe.be/dibe/relict/200784 | OO000162 OO001122 OO001132                   | (nl) Huis Heilige Dimfna                                                                        | Begijnhoflaan 32             | Dendermonde | 51° 01′ 36″ N, 4° 05′ 48″ E |              |
| http://inventaris.vioe.be/dibe/relict/200787 | OO000162 OO001122 OO001134 OO001135          | (nl) Huizen Heilige Juliana en Heilige Ida                                                      | Begijnhoflaan 42             | Dendermonde | 51° 01′ 37″ N, 4° 05′ 47″ E |              |
| http://inventaris.vioe.be/dibe/relict/200788 | OO000162 OO001122 OO001136                   | (nl) Huis Heilige Landrada                                                                      | Begijnhoflaan 48             | Dendermonde | 51° 01′ 38″ N, 4° 05′ 47″ E |              |
| http://inventaris.vioe.be/dibe/relict/200789 | OO000162 OO001122 OO001137                   | (nl) Huis Heilige Aldegondis                                                                    | Begijnhoflaan 50             | Dendermonde |                             |              |
| http://inventaris.vioe.be/dibe/relict/200790 | OO000162 OO001122 OO001138                   | (nl) Huis Heilige Pharaildis                                                                    | Begijnhoflaan 52             | Dendermonde | 51° 01′ 38″ N, 4° 05′ 46″ E |              |
| http://inventaris.vioe.be/dibe/relict/200791 | OO000162 OO001122 OO001139                   | (nl) Huis Heilige Renildis                                                                      | Begijnhoflaan 54             | Dendermonde | 51° 01′ 38″ N, 4° 05′ 46″ E |              |
| http://inventaris.vioe.be/dibe/relict/200792 | OO000162 OO001122 OO001140                   | (nl) Huis Heilige Gudula                                                                        | Begijnhoflaan 56             | Dendermonde | 51° 01′ 39″ N, 4° 05′ 46″ E |              |
| http://inventaris.vioe.be/dibe/relict/200793 | OO000162 OO001122 OO001141                   | (nl) Huis Heilige Fredericus                                                                    | Begijnhoflaan 26             | Dendermonde | 51° 01′ 36″ N, 4° 05′ 48″ E |              |
| http://inventaris.vioe.be/dibe/relict/200932 | OO002759                                     | (nl) Herdenkingsteken Eerste Wereldoorlog                                                       | Burgemeester Potiaulaan      | Dendermonde | 51° 01′ 10″ N, 4° 06′ 40″ E |              |
| http://inventaris.vioe.be/dibe/relict/200938 | OO002795                                     | (nl) Opstaldries                                                                                | Opstalplein                  | Dendermonde | 51° 00′ 15″ N, 4° 01′ 47″ E |              |
| http://inventaris.vioe.be/dibe/relict/200939 |                                              | (nl) Plein bij Theodoor Vermijlenstraat                                                         | Theodoor Vermijlenstraat     | Dendermonde | 51° 01′ 56″ N, 4° 10′ 13″ E |              |
| http://inventaris.vioe.be/dibe/relict/200940 | OO002846                                     | (nl) Sint-Vincentiusinstituut, klooster                                                         | Kerkstraat 95                | Dendermonde |                             |              |
| http://inventaris.vioe.be/dibe/relict/200940 | OO002846                                     | (nl) Sint-Vincentiusinstituut, klooster                                                         | Kerkstraat 97                | Dendermonde | 51° 01′ 52″ N, 4° 05′ 36″ E |              |
| http://inventaris.vioe.be/dibe/relict/200940 | OO002846                                     | (nl) Sint-Vincentiusinstituut, klooster                                                         | Kerkstraat 99                | Dendermonde |                             |              |
| http://inventaris.vioe.be/dibe/relict/201047 | OO002733                                     | (nl) Pastorie                                                                                   | Frans Van Schoorstraat 12    | Dendermonde | 51° 01′ 06″ N, 4° 06′ 36″ E |              |
| http://inventaris.vioe.be/dibe/relict/201195 |                                              | (nl) Rijwoningen                                                                                | Scheepswerfstraat 25         | Dendermonde |                             |              |
| http://inventaris.vioe.be/dibe/relict/201195 |                                              | (nl) Rijwoningen                                                                                | Scheepswerfstraat 27         | Dendermonde |                             |              |
| http://inventaris.vioe.be/dibe/relict/206921 |                                              | (nl) Rijwoning                                                                                  | Dorpsplein 3                 | Dendermonde |                             |              |
| http://inventaris.vioe.be/dibe/relict/206924 |                                              | (nl) Burgerhuis                                                                                 | Sint Ursmarusstraat 78       | Dendermonde |                             |              |
| http://inventaris.vioe.be/dibe/relict/206961 |                                              | (nl) Ensemble van drie huizen                                                                   | Dokter Haekstraat 78         | Dendermonde |                             |              |
| http://inventaris.vioe.be/dibe/relict/206961 |                                              | (nl) Ensemble van drie huizen                                                                   | Dokter Haekstraat 80         | Dendermonde |                             |              |
| http://inventaris.vioe.be/dibe/relict/206961 |                                              | (nl) Ensemble van drie huizen                                                                   | Dokter Haekstraat 82         | Dendermonde |                             |              |
| http://inventaris.vioe.be/dibe/relict/206962 |                                              | (nl) Burgerhuis                                                                                 | Grootzand 7                  | Dendermonde |                             |              |
| http://inventaris.vioe.be/dibe/relict/206979 |                                              | (nl) Gemeentelijke begraafplaats met oorlogsmonument                                            | Rootjensweg                  | Dendermonde |                             |              |
| http://inventaris.vioe.be/dibe/relict/207063 |                                              | (nl) Molens Abbeloos                                                                            | Jef Scheirsstraat 56         | Dendermonde |                             |              |
| http://inventaris.vioe.be/dibe/relict/207064 |                                              | (nl) Boerenhuis                                                                                 | Oude baan 93                 | Dendermonde |                             |              |
| http://inventaris.vioe.be/dibe/relict/207067 |                                              | (nl) Fabriek "Société anonyme de produits chimiques de Schoonaerde" (voormalig)                 | Steenweg naar Wetteren 20    | Dendermonde |                             |              |
| http://inventaris.vioe.be/dibe/relict/207068 |                                              | (nl) Burgerhuis                                                                                 | Buisstraat 12                | Dendermonde |                             |              |
| http://inventaris.vioe.be/dibe/relict/207069 |                                              | (nl) Rij van vier huizen                                                                        | Emanuel Hielstraat 48        | Dendermonde |                             |              |
| http://inventaris.vioe.be/dibe/relict/207069 |                                              | (nl) Rij van vier huizen                                                                        | Emanuel Hielstraat 50        | Dendermonde |                             |              |
| http://inventaris.vioe.be/dibe/relict/207069 |                                              | (nl) Rij van vier huizen                                                                        | Emanuel Hielstraat 52        | Dendermonde |                             |              |
| http://inventaris.vioe.be/dibe/relict/207069 |                                              | (nl) Rij van vier huizen                                                                        | Emanuel Hielstraat 54        | Dendermonde |                             |              |
| http://inventaris.vioe.be/dibe/relict/207070 |                                              | (nl) Boerenarbeidershuis                                                                        | Moerstraat 30                | Dendermonde |                             |              |
| http://inventaris.vioe.be/dibe/relict/207073 | OO000162 OO001122                            | (nl) Pastorie (voormalige)                                                                      | Begijnhof 1                  | Dendermonde |                             |              |
| http://inventaris.vioe.be/dibe/relict/207074 | OO000162 OO001122                            | (nl) Huis Heilige Michaël                                                                       | Begijnhof 2                  | Dendermonde |                             |              |
| http://inventaris.vioe.be/dibe/relict/207075 | OO000162 OO001122                            | (nl) Huis Heilige Gabriël                                                                       | Begijnhof 3                  | Dendermonde |                             |              |
| http://inventaris.vioe.be/dibe/relict/207076 | OO000162 OO001122                            | (nl) Huis Heilige Rafaël                                                                        | Begijnhof 4                  | Dendermonde |                             |              |
| http://inventaris.vioe.be/dibe/relict/207077 | OO000162 OO001122                            | (nl) Huis Heilige Engelen                                                                       | Begijnhof 5                  | Dendermonde |                             |              |
| http://inventaris.vioe.be/dibe/relict/207078 | OO000162 OO001122                            | (nl) Huis Heilige Jozef                                                                         | Begijnhof 6                  | Dendermonde |                             |              |
| http://inventaris.vioe.be/dibe/relict/207079 | OO000162 OO001122                            | (nl) Huis Heilige Alexius                                                                       | Begijnhof 7                  | Dendermonde |                             |              |
| http://inventaris.vioe.be/dibe/relict/207080 | OO000162 OO001122                            | (nl) Huis Heilige Hilduardus                                                                    | Begijnhof 8                  | Dendermonde |                             |              |
| http://inventaris.vioe.be/dibe/relict/207081 | OO000162 OO001122                            | (nl) Huis Heilige Bavo                                                                          | Begijnhof 9                  | Dendermonde |                             |              |
| http://inventaris.vioe.be/dibe/relict/207082 | OO000162 OO001122                            | (nl) Huis Onze-Lieve-Vrouw-van-Lourdes                                                          | Begijnhof 10                 | Dendermonde |                             |              |
| http://inventaris.vioe.be/dibe/relict/207083 | OO000162 OO001122                            | (nl) Huis Heilige Bonifacius, heden Begijnhofmuseum                                             | Begijnhof 11                 | Dendermonde |                             |              |
| http://inventaris.vioe.be/dibe/relict/207084 | OO000162 OO001122                            | (nl) Huis Heilige Lambertus                                                                     | Begijnhof 12                 | Dendermonde |                             |              |
| http://inventaris.vioe.be/dibe/relict/207085 | OO000162 OO001122                            | (nl) Huis Heilige Ursmarus                                                                      | Begijnhof 13                 | Dendermonde |                             |              |
| http://inventaris.vioe.be/dibe/relict/207086 | OO000162 OO001122                            | (nl) Huis Heilige Medardus                                                                      | Begijnhof 14                 | Dendermonde |                             |              |
| http://inventaris.vioe.be/dibe/relict/207087 | OO000162 OO001122                            | (nl) Huis Heilige Hubertus                                                                      | Begijnhof 15                 | Dendermonde |                             |              |
| http://inventaris.vioe.be/dibe/relict/207088 | OO000162 OO001122                            | (nl) Huis Heilige Floribertus                                                                   | Begijnhof 16                 | Dendermonde |                             |              |
| http://inventaris.vioe.be/dibe/relict/207089 | OO000162 OO001122                            | (nl) Huis Heilige Vulmarus                                                                      | Begijnhof 17                 | Dendermonde |                             |              |
| http://inventaris.vioe.be/dibe/relict/207090 | OO000162 OO001122                            | (nl) Huis Heilige Adelardus                                                                     | Begijnhof 18                 | Dendermonde |                             |              |
| http://inventaris.vioe.be/dibe/relict/207091 | OO000162 OO001122                            | (nl) Huis Heilige Guido                                                                         | Begijnhof 19                 | Dendermonde |                             |              |
| http://inventaris.vioe.be/dibe/relict/207092 | OO000162 OO001122                            | (nl) Convent Heilige Harten van Jezus, Maria en Jozef                                           | Begijnhof 20                 | Dendermonde |                             |              |
| http://inventaris.vioe.be/dibe/relict/207093 | OO000162 OO001122                            | (nl) Convent van de Acht Blijschappen (vroeger)                                                 | Begijnhof 21                 | Dendermonde |                             |              |
| http://inventaris.vioe.be/dibe/relict/207093 | OO000162 OO001122                            | (nl) Convent van de Acht Blijschappen (vroeger)                                                 | Begijnhof 22                 | Dendermonde |                             |              |
| http://inventaris.vioe.be/dibe/relict/207094 | OO000162 OO001122                            | (nl) Huis Heilige Gerardus                                                                      | Begijnhof 23                 | Dendermonde |                             |              |
| http://inventaris.vioe.be/dibe/relict/207095 | OO000162 OO001122                            | (nl) Nieuwe en oude infirmerie (voormalige)                                                     | Begijnhof 24                 | Dendermonde |                             |              |
| http://inventaris.vioe.be/dibe/relict/207095 | OO000162 OO001122                            | (nl) Nieuwe en oude infirmerie (voormalige)                                                     | Begijnhof 25                 | Dendermonde |                             |              |
| http://inventaris.vioe.be/dibe/relict/207096 | OO000162 OO001122                            | (nl) Huis Heilige Arnoldus                                                                      | Begijnhof 26                 | Dendermonde |                             |              |
| http://inventaris.vioe.be/dibe/relict/207097 | OO000162 OO001122                            | (nl) Huis Heilige Eleutherius, nu Heilige Ignatius                                              | Begijnhof 27                 | Dendermonde |                             |              |
| http://inventaris.vioe.be/dibe/relict/207098 | OO000162 OO001122                            | (nl) Heilige Geestconvent of Achtersten convent, nu Passantenhuis                               | Begijnhof 28                 | Dendermonde |                             |              |
| http://inventaris.vioe.be/dibe/relict/207099 | OO000162 OO001122                            | (nl) Huis Heilige Romualdus                                                                     | Begijnhof 29                 | Dendermonde |                             |              |
| http://inventaris.vioe.be/dibe/relict/207100 | OO000162 OO001122                            | (nl) Huis Heilige Livinus                                                                       | Begijnhof 30                 | Dendermonde |                             |              |
| http://inventaris.vioe.be/dibe/relict/207101 | OO000162 OO001122                            | (nl) Huis Heilige Egidius, nu Heilige Johannes                                                  | Begijnhof 31                 | Dendermonde |                             |              |
| http://inventaris.vioe.be/dibe/relict/207102 | OO000162 OO001122                            | (nl) Huis Heilige Willibrordus                                                                  | Begijnhof 32                 | Dendermonde |                             |              |
| http://inventaris.vioe.be/dibe/relict/207103 | OO000162 OO001122                            | (nl) Huis Heilige Amandus                                                                       | Begijnhof 33                 | Dendermonde |                             |              |
| http://inventaris.vioe.be/dibe/relict/207104 | OO000162 OO001122                            | (nl) Huis Heilige Vedastus                                                                      | Begijnhof 34                 | Dendermonde |                             |              |
| http://inventaris.vioe.be/dibe/relict/207105 | OO000162 OO001122                            | (nl) Huis Heilige Emebertus                                                                     | Begijnhof 35                 | Dendermonde |                             |              |
| http://inventaris.vioe.be/dibe/relict/207106 | OO000162 OO001122                            | (nl) Huis Heilige Ludgerus                                                                      | Begijnhof 36                 | Dendermonde |                             |              |
| http://inventaris.vioe.be/dibe/relict/207107 | OO000162 OO001122                            | (nl) Huis Heilige Macharius                                                                     | Begijnhof 37                 | Dendermonde |                             |              |
| http://inventaris.vioe.be/dibe/relict/207108 | OO001122                                     | (nl) Huis Heilige Apostelen                                                                     | Begijnhof 38                 | Dendermonde |                             |              |
| http://inventaris.vioe.be/dibe/relict/207109 | OO000162 OO001122                            | (nl) Huis De Capproen, nu Onze-Lieve-Vrouw van Zeven Weeën                                      | Begijnhof 39                 | Dendermonde |                             |              |
| http://inventaris.vioe.be/dibe/relict/207110 | OO000162 OO001122                            | (nl) Huis Heilige Paulus                                                                        | Begijnhof 40                 | Dendermonde |                             |              |
| http://inventaris.vioe.be/dibe/relict/207111 | OO000162 OO001122                            | (nl) Huis Heilige Petrus                                                                        | Begijnhof 41                 | Dendermonde |                             |              |
| http://inventaris.vioe.be/dibe/relict/207112 | OO000162 OO001122                            | (nl) Stickersconvent, nu Huis Sint-Jan-Baptist                                                  | Begijnhof 42                 | Dendermonde |                             |              |
| http://inventaris.vioe.be/dibe/relict/207113 | OO000162 OO001122                            | (nl) Stickersconvent, maintenant Maison de l'Immaculée Conception - Huis Onbevlekte ontvangenis | Begijnhof 43                 | Dendermonde |                             |              |
| http://inventaris.vioe.be/dibe/relict/207114 | OO000162 OO001122                            | (nl) Sint-Antoniuskapel                                                                         | Begijnhof 46                 | Dendermonde |                             |              |
| http://inventaris.vioe.be/dibe/relict/207115 | OO000162 OO001122 OO002152                   | (nl) Calvariekapel                                                                              | Begijnhof                    | Dendermonde |                             |              |
| http://inventaris.vioe.be/dibe/relict/207116 | OO000162 OO001122 OO001133                   | (nl) Huis Heilige Gerulfus                                                                      | Begijnhoflaan 28             | Dendermonde |                             |              |
| http://inventaris.vioe.be/dibe/relict/207117 | OO000162                                     | (nl) Huis Heilige Jozef-Beschermer                                                              | Begijnhoflaan 30             | Dendermonde |                             |              |
| http://inventaris.vioe.be/dibe/relict/207119 | OO000162 OO001122 OO001123                   | (nl) Huis Heilige Christiana                                                                    | Begijnhoflaan 64             | Dendermonde |                             |              |
| http://inventaris.vioe.be/dibe/relict/207120 |                                              | (nl) Rijhuis, hoekhuis                                                                          | Bogaerdstraat 1              | Dendermonde |                             |              |
| http://inventaris.vioe.be/dibe/relict/207121 |                                              | (nl) Burgerhuis, rijhuis                                                                        | Brusselsestraat 20           | Dendermonde |                             |              |
| http://inventaris.vioe.be/dibe/relict/207122 |                                              | (nl) Ensemble van twee burgerhuizen                                                             | Emiel Van Winckellaan 9      | Dendermonde |                             |              |
| http://inventaris.vioe.be/dibe/relict/207122 |                                              | (nl) Ensemble van twee burgerhuizen                                                             | Emiel Van Winckellaan 11     | Dendermonde |                             |              |
| http://inventaris.vioe.be/dibe/relict/207128 |                                              | (nl) Burgerhuis                                                                                 | Emiel Van Winckellaan 20     | Dendermonde |                             |              |
| http://inventaris.vioe.be/dibe/relict/207129 |                                              | (nl) Burgerhuis                                                                                 | Emiel Van Winckellaan 22     | Dendermonde |                             |              |
| http://inventaris.vioe.be/dibe/relict/207130 |                                              | (nl) Burgerhuis                                                                                 | Emiel Van Winckellaan 46     | Dendermonde |                             |              |
| http://inventaris.vioe.be/dibe/relict/207131 |                                              | (nl) Café "'t Moleken"                                                                          | Franz Courtensstraat 1       | Dendermonde |                             |              |
| http://inventaris.vioe.be/dibe/relict/207132 |                                              | (nl) Burgerhuis                                                                                 | Greffelinck 1                | Dendermonde |                             |              |
| http://inventaris.vioe.be/dibe/relict/207133 |                                              | (nl) Burgerhuis                                                                                 | Greffelinck 3                | Dendermonde |                             |              |
| http://inventaris.vioe.be/dibe/relict/207134 |                                              | (nl) Burgerhuis                                                                                 | Greffelinck 5                | Dendermonde |                             |              |
| http://inventaris.vioe.be/dibe/relict/207135 | OO003490                                     | (nl) Oorlogsmonument                                                                            | Heldenplein                  | Dendermonde |                             |              |
| http://inventaris.vioe.be/dibe/relict/207136 |                                              | (nl) Ensemble van drie rijhuizen                                                                | Hemelstraat 161              | Dendermonde |                             |              |
| http://inventaris.vioe.be/dibe/relict/207136 |                                              | (nl) Ensemble van drie rijhuizen                                                                | Hemelstraat 163              | Dendermonde |                             |              |
| http://inventaris.vioe.be/dibe/relict/207136 |                                              | (nl) Ensemble van drie rijhuizen                                                                | Hemelstraat 165              | Dendermonde |                             |              |
| http://inventaris.vioe.be/dibe/relict/207137 | OO002944 OO002966                            | (nl) Nationale Bank (voormalige)                                                                | Kerkstraat 20                | Dendermonde |                             |              |
| http://inventaris.vioe.be/dibe/relict/207137 | OO002944 OO002966                            | (nl) Nationale Bank (voormalige)                                                                | Kerkstraat 22                | Dendermonde |                             |              |
| http://inventaris.vioe.be/dibe/relict/207138 |                                              | (nl) Notariswoning (voomalige)                                                                  | Kerkstraat 68                | Dendermonde |                             |              |
| http://inventaris.vioe.be/dibe/relict/207148 |                                              | (nl) Ensemble van twee rijhuizen                                                                | Sint Jacobsstraat 27         | Dendermonde |                             |              |
| http://inventaris.vioe.be/dibe/relict/207148 |                                              | (nl) Ensemble van twee rijhuizen                                                                | Sint Jacobsstraat 29         | Dendermonde |                             |              |

## Ensembles architecturaux
| Numéro d'inventaire                         | Statut du classement                | Objet                                                    | Adresse                                                                          | Commune     | Coordonnées                 | Illustration |
| ------------------------------------------- | ----------------------------------- | -------------------------------------------------------- | -------------------------------------------------------------------------------- | ----------- | --------------------------- | ------------ |
| http://inventaris.vioe.be/dibe/relict/25552 | OO000162 OO000387 OO001122 OO002152 | Béguinage Saint-Alexis de Termonde                       | Begijnhof 1-46 Begijnhoflaan 26-68 Brusselsestraat 36                            | Dendermonde | 51° 01′ 38″ N, 4° 05′ 50″ E |              |
| http://inventaris.vioe.be/dibe/relict/25567 |                                     | (nl) Tuinwijk ontworpen door Emmanuel Hiel               | Koning Boudewijnlaan 1-63 en 2-66 Pater Ruttenplein 30-48 Ros Beiaardstraat 1-23 | Dendermonde |                             |              |
| http://inventaris.vioe.be/dibe/relict/25568 |                                     | (nl) Tuinwijk ontworpen in 1928 door Fernand De Ruddere  | Donckstraat 43-61 Pater De Smetlaan 1-37 en 2-38                                 | Dendermonde |                             |              |
| http://inventaris.vioe.be/dibe/relict/25569 |                                     | (nl) Tuinwijk van 1922 ontworpen door Fernand De Ruddere | Donckstraat 62-92 Nieuwburcht 2-8 Tuinwijk 1-21, 2-12, 16-32 en 25-31            | Dendermonde |                             |              |
| http://inventaris.vioe.be/dibe/relict/25570 | OO002969                            | (nl) Tuinwijk met rijkswachtershuizen                    | Leopold II laan 18-60                                                            | Dendermonde |                             |              |
| http://inventaris.vioe.be/dibe/relict/25909 |                                     | (nl) Tuinwijk, "'t Keur"                                 | Kroonveldlaan 15-25 Ommegancklaan 1-131 en 2-98 Pijnderslaan 1-47                | Dendermonde |                             |              |
| http://inventaris.vioe.be/dibe/relict/25911 |                                     | (nl) Arbeiderswoningen, beluik Lindanusstraat            | Lindanusstraat 40-62                                                             | Dendermonde |                             |              |
| http://inventaris.vioe.be/dibe/relict/25912 |                                     | (nl) Arbeiderswoningen, beluik Klein Kwartier            | Klein Kwartier 4-14 en 5-15                                                      | Dendermonde |                             |              |
| http://inventaris.vioe.be/dibe/relict/25916 | OO002952                            | (nl) Arbeiderswoningen, beluik Weldadigheidstraat        | Weldadigheidstraat 1-31 en 6-36                                                  | Dendermonde |                             |              |